# Historia del Real Club Deportivo de La Coruña

## Fundación y primeros años (1906 - 1928)
| Temporada | Categoría             | puesto     | Copa           | Notas     |
| --------- | --------------------- | ---------- | -------------- | --------- |
| 1906/1908 |                       |            |                | Sin datos |
| 1909      | Campeonato Provincial | Campeón    |                |           |
| 1910      |                       |            | Final          |           |
| 1911      | Campeonato Provincial | Campeón    |                |           |
| 1912      | Campeonato Provincial | Campeón    |                |           |
| 1913      | Campeonato Provincial | Campeón    |                |           |
| 1914/1917 |                       |            | Inactivo       |           |
| 1919      | Campeonato de Galicia | 3º         |                |           |
| 1920      | Campeonato de Galicia | Subcampeón |                |           |
| 1921      | Campeonato de Galicia | 4º         |                |           |
| 1922      |                       |            |                |           |
| 1923      | Campeonato de Galicia | 3º         |                |           |
| 1924      | Campeonato de Galicia | 5º         |                |           |
| 1925      | Campeonato de Galicia | Subcampeón |                |           |
| 1926      | Campeonato de Galicia | Subcampeón | 1/4            |           |
| 1927      | Campeonato de Galicia | Campeón    | 1/8            |           |
| 1928      | Campeonato de Galicia | Campeón    | Fase de grupos |           |

Del Atlántico, ese océano con quien convive Galicia, llegó el fútbol a La Coruña cuando el siglo XX no había terminado de dar sus primeros balbuceos. Fueron los ingleses los que introdujeron en la capital herculina ese nuevo «sport» consistente en perseguir a puntapiés una pelota para hacerla entrar entre tres palos defendidos por un «goal-keeper». Galicia no se resistió al encanto de este nuevo deporte.
Sin embargo, quien fue realmente el «padre» del fútbol coruñés no tenía apellido británico, sino los de Abalo Abad, y el nombre de José María. Estudiante en Londres, volvió a La Coruña en 1902 con un título universitario y un balón. Fue José María Abalo Abad quien asumió la tarea de enseñar a jugar al fútbol a la juventud coruñesa y quien organizó los primeros enfrentamientos entre jugadores autóctonos que, muy justo es decirlo, fueron los que realmente crearon el fútbol coruñés. Así, mientras prácticamente en todos los equipos ibéricos de aquellos tiempos no era raro ver varios apellidos anglosajones, en los coruñeses lo curioso era encontrarlos. Fue el albero de la Plaza de Toros herculina el primer escenario fijo donde aquellos equipos, diferenciados solo por el color de la camiseta, jugaron sus primeros partidos «serios». Corría por aquel entonces el año 1904. No mucho después se creó el primer club de fútbol coruñés: el Coruña F.C. También de aquella época datan los primeros encuentros internacionales. La tripulación de los barcos ingleses que recalaban en el puerto herculino eran quienes «examinaban» los progresos de los jóvenes locales, voluntariosos pero inexpertos. La popularidad del fútbol en La Coruña crecía como la espuma, hasta el punto de que pronto la Plaza de Toros se quedó pequeña a los animosos precursores del Coruña F.C. Así, pronto se habilitan los terrenos del llamado Corralón de la Gaiteira como campo de fútbol permanente. Fue el primero que hubo en La Coruña.
Pero llegados a este punto es obligado hacer referencia al papel que en este momento empieza a tomar una institución clave en la vida coruñesa de la época y, sobre todo, en la deportiva: La Sala Calvet. La Sala Calvet era, en los últimos años del siglo XIX y el primer tercio del XX, el centro deportivo más importante de La Coruña: un gimnasio donde bajo la dirección de Federico Fernández Amor Calvet se impartía desde la técnica necesaria para batirse en duelo a espada, sable o florete, las especialidades del fundador, hasta las especialidades gimnásticas de la época. En la ciudad de La Coruña, quien quisiera aplicar aquello tan famoso de «mens sana in corpore sano» debía pasar por la Sala Calvet. Es evidente, por tanto, que entre los primeros futbolistas debía haber gran número de alumnos de la sala. Fue precisamente en ese recinto donde surgió el hecho clave para la creación del que andando en el tiempo sería el Deportivo de La Coruña. Cierto día, los futbolistas del Coruña alumnos de la Sala discutieron con los atletas sobre las excelencias de sus respectivos deportes. La discusión subió de tono y se acordó trasladarla al «campo de honor»: los atletas y los futbolistas se enfrentarían en dos partidos de «football» en la Plaza de Toros. La expectación fue inmensa. El resultado, sorprendente: los atletas ganaron el primer encuentro, empataron el segundo, y el entusiasmo fue tal que en 1906 se fundó el Club Deportivo de la Sala Calvet. El R.C.D. de la Coruña había nacido, aunque aún no llevase tal nombre. El primer Presidente fue don Luis Cornide Quiroga. Se decidió que el uniforme luciese los colores blanco y azul de la bandera de Galicia, con la camiseta a rayas verticales azules y blancas. Su primera formación deportiva, ante el Coruña el 8 de diciembre de 1906, fue la integrada por Salvador Fojón, Venancio Deus, Juan Long, Ángel Rodríguez, Manuel Álvarez, Daniel Aler, Paco Martínez, Félix de Paz, Virgilio Rodríguez, Juan Manuel López y Martínez Urioste. El envite constaba de dos partes de 40 minutos, pero fue suspendido a 15 minutos del final por falta de luz. Al día siguiente se reanudó la contienda, sin más goles para ninguno de los dos equipos. El capitán fue Manuel Álvarez y los goleadores Virgilio Rodríguez y el propio capitán, para dar la victoria al Deportivo por dos tantos a uno. El 21 de julio de 1907 ganó el equipo de la Sala Calvet (2-1), repitiendo triunfo cuatro días después (5-1). El siguiente choque entre ambos data de 25 de agosto de 1908, pero no hay constancia del resultado. El 27 de septiembre repiten duelo y vuelve a vencer el Deportivo (3-1). En años posteriores continuaron estas contiendas. Es obvio por lo tanto que el primer gran rival fue el otro equipo de la ciudad y, cuando éste fue languideciendo hasta desaparecer, el relevo en la rivalidad lo tomaron los conjuntos de Vigo: primero el Fortuna.
Luego, el Celta. Fue precisamente el Fortuna el rival del primer torneo oficial disputado por el C.D. de la Sala Calvet: el Campeonato de Galicia y Asturias de 1907, que se disputa en La Coruña. En él, el Deportivo deja primero en la cuneta al Coruña, pero luego la voluntad y las ganas de los coruñeses poco pueden hacer ante los más experimentados vigueses, que además cuentan con jugadores británicos: 7-1 para los vecinos del sur fue el resultado de ese primer choque oficial. El Sporting de Pontevedra también logró la victoria, 2-1 ante el Deportivo. La experiencia, sin embargo, había sido más estimulante que otra cosa, y así el Deportivo no hace sino crecer y afianzarse. La afición sigue creciendo hasta el punto de que el Corralón de la Gaiteira se hace pequeño. Pero el Deportivo era ya entonces un equipo económicamente modesto, inaugurando así lo que durante mucho tiempo sería una constante en su existencia, de modo que fue el propio Federico Calvet quien puso el dinero necesario para adquirir los terrenos de Riazor. Esta modestia fue, incluso, la base de la primera rivalidad entre el Deportivo y el Coruña. Así como el Deportivo nació abierto a todos los grupos sociales, si bien había que pagar una cuota por ingresar en la Sala Calvet, el Coruña era tenido por el equipo de las clases acomodadas de la ciudad. A la inauguración del nuevo campo, el ya estadio de Riazor, el 16 de mayo de 1909, fue invitado el gran conjunto gallego de la época, el Fortuna de Vigo, que disputó nada menos que tres amistosos con los locales. El resultado es lo de menos. Baste decir que las 6000 localidades que el estadio tenía como aforo estuvieron abarrotadas. El fútbol era ya un fenómeno social. Ya antes, el 4 de febrero, el Rey Alfonso XIII, concedió al club el título de Real. En la reunión de la Junta Directiva de 1 de octubre de 1908 se acordó “...trabajar activamente para conseguir que S. M. El Rey Don Alfonso XIII conceda a la sociedad el título de Real Club Deportivo de La Coruña.” Sería cuatro meses después, el 4 de febrero de 1909 cuando el objetivo fue conseguido. Ese día se promulga en Palacio una Real Orden dirigida a la Presidencia del Club Deportivo de la Sala Calvet. Decía así: “Accediendo su Majestad el Rey (qdg.) á lo solicitado por v se há dignado conceder ál Club de su digna Presidencia el título de Real, que podrá ostentar en todos sus documentos.
Al propio tiempo, Su Majestad se ha servido aceptar la Presidencia honoraria del mismo, que tan atentamente le ofrecen.” Tres días más tarde y en una reunión de la Junta Directiva del 7 de febrero de 1909, en sesión extraordinaria, el Secretario del Club Deportivo dio cuenta de la Real Orden enviada por el Mayordomo Mayor de Palacio en la que se accedía a la concesión de dicho honor. Las actas reflejaban lo siguiente: “...concediendo a ésta sociedad el título de Real con autorización para usar en todos sus documentos el escudo y armas reales y anunciando a la vez que Su Majestad el Rey se ha dignado aceptar la presidencia honoraria que este Club le había ofrecido en súplica.” Así pues, el 4 de febrero se produciría la concesión, siendo el 7 cuando la celebración de la sesión extraordinaria hizo oficial a todos los efectos el título a favor del Club Deportivo de la Sala Calvet, que desde entonces pasaría a convertirse en “Real Club”; una mera addenda en la denominación que tuvo una gran resonancia en la ciudad, de hecho el documento real estuvo expuesto durante mucho tiempo en la sala de espera del Club en la Plaza de Pontevedra.
Las Federaciones Española y Gallega se habían constituido esta temporada y, por tanto, se pensó en dar más seriedad al Campeonato de España, que venía celebrándose desde los primeros años del siglo. El R.C.D. de la Sala Calvet iba, por tanto, a intervenir por primera vez en las eliminatorias provinciales. Su aval era no solo el título recientemente conquistado, pues entre sus víctimas se encontraban conjuntos como el Internacional, campeón de Portugal, además de casi todos los conjuntos gallegos de la época: María Pita, Industrial, Machaquito... El primer rival fue el Coruña, con el que la rivalidad es ya enconada. Durante muchos de esos primeros años del siglo se reclamó en La Coruña que los equipos de la ciudad uniesen sus fuerzas, pero tal cosa nunca llegó a suceder hasta que el Coruña languideció hasta desaparecer. El Deportivo ganó por 0-1 ese encuentro, y en la eliminatoria final, golea por nada menos que 5-0 al Vigo Sporting. Las puertas para la final del Campeonato de España están abiertas. Los rivales, el Club Español de Madrid y el Fútbol Club Barcelona. El Deportivo sería el encargado de abrir el torneo ante el Club Español de Madrid, equipo ya desaparecido pero que entonces disputaba el predominio capitalino al Real Madrid y al Atlético de Madrid. En este primer choque los deportivistas sorprendieron en ésta su presentación oficial a escena nacional. Los madrileños, por más que lo intentaban, no podían vulnerar la puerta gallega pero, en el último minuto del choque, el portero herculino, De Llano, se lanza a blocar un disparo de la delantera madrileña. En ese momento, el larguero se derrumba sobre su cabeza, y el balón cruza mansamente la línea de gol. Incomprensiblemente el gol fue dado por válido. Cosas del fútbol de aquellos tiempos. La suerte parecía echada, porque el siguiente rival iba a ser nada menos que el Fútbol Club Barcelona. Los catalanes, sin embargo, no llegan a tiempo a la capital por problemas ya olvidados. La Federación Española, evidentemente, intenta descalificar a los catalanes por incomparecencia, lo que automáticamente hubiera dado el subcampeonato de España al Deportivo. Pero el espíritu del fútbol de aquellos tiempos era muy distinto al de hoy. Lo que importaba, más que ganar, era jugar, y el Deportivo se declaró dispuesto a esperar la llegada de los barcelonistas para ganar el partido sobre el césped, y no en los despachos. Así que se esperó, el Barcelona llegó, y aunque agradeció el noble gesto de los deportivistas, hizo valer su superior experiencia y se llevó el encuentro por 5-0, y como luego logró vencer por 3-2 al Club Español de Madrid, se llevó el título. La nobleza deportivista, sin embargo, tuvo su recompensa. La Federación Española igualó a todos los efectos su clasificación con la del Club Español de Madrid y le concedió once medallas de plata, más una subvención de quinientas pesetas de la época. Entre los hombres que han pasado a la historia como protagonistas de la gesta, hay que citar al nombrado De Llano, a Martínez, Long, Ancos, Rajoy, Álvarez, Rodríguez, de Paz, Portela... El presidente era José Longueira Díaz. Solo habían pasado cuatro años desde su fundación, pero el Real Club Deportivo de la Sala Calvet era ya con todo derecho un Grande del fútbol hispano.
En 1911 se gana el Campeonato Provincial (Copa Gabino Bugallal) tras ganar al Gimnasio de Santiago por 4-0, torneo que se volvería a ganar en 1912 y 1913, obteniendo el trofeo en propiedad por haberlo ganado durante tres años consecutivos. Sin embargo, los partidos amistosos seguían formando el grueso del calendario. Algunos, desde luego, son de gran importancia, como los dos encuentros ante el Vie Au Air francés (3-0 y 1-1), con el Sporting de Lisboa (3-1, 0-0 y 1-2) o con el Racing de Irún de René Petit, pero la mayoría se juegan contra el Coruña F.C., el Vigo Sporting, el Ferrol... Rivales archiconocidos, con lo que poco a poco el fútbol coruñés va perdiendo paulatinamente público e interés. La rivalidad con el Coruña F.C. poco a poco va excediendo el ámbito deportivo. El encuentro entre ambos equipos del Campeonato Provincial de 1911 (que el Deportivo acabaría embolsándose) acaba como el rosario de la aurora y los dirigentes coruñeses anunciaron su negativa a jugar contra «cierto equipo de esta capital». Sin una Federación Gallega en condiciones que pusiera orden (su existencia era más teórica que otra cosa), los campeonatos eran un caos. Y fue ese caos el que motivó la escisión en 1914 en las filas del Real Club Deportivo de La Coruña (pues ya había tomado tal nombre de forma oficial en 1912) que hizo que existieran durante cuatro años dos equipos: el Deportivo y el Deportivo Auténtico F.C. El primero con la directiva y poco más. El segundo con los jugadores. La razón de este caos fue que los dos equipos de la capital herculina llevaban demasiado tiempo dándose la espalda. El Deportivo jugaba, sobre todo, contra los ferrolanos y el Coruña F.C. contra los vigueses. Tal situación siguió prolongándose hasta 1914, en que los jugadores de uno y otro equipo concertaron un encuentro en Monelos. La directiva deportivista, empantanada en rivalidades de despacho, desautorizó a los jugadores. Estos no hicieron caso, el partido se celebró, y durante cuatro años al Deportivo Auténtico F.C. correspondió portar la bandera blanquiazul. Magra tarea, en realidad, pues el ambiente futbolístico era bastante monótono. Por fin, en 1918, el Deportivo Auténtico F.C. y el «otro» Deportivo vuelven a unirse.
Curiosamente, el primer gran acontecimiento deportivista de la época tuvo lugar en Vigo. En 1923, tras múltiples conversaciones, los dos equipos más importantes de la ciudad, el Fortuna de Vigo y el Vigo Sporting, decidieron fusionarse en un único club, al que ambos aportarían sus mejores jugadores, y que recibiría el nombre de Celta de Vigo. El problema fue que varios de los mejores jugadores no estuvieron conforme con esa decisión. Luis Otero, olímpico en Amberes y jugador del Vigo Sporting, decidió no ingresar en el nuevo club y tomó el camino de La Coruña. Con él se fueron el portero Isidro, el delantero Ramón González Figueroa y el medio Chiarroni. La conmoción en Vigo por la marcha de Luis Otero fue terrible, hasta el punto de que puede decirse que fue su marcha la que encendió la rivalidad entre Celta y Deportivo. Su marcha intentó ser detenida desde instancias federativas al pedir el Celta la suspensión del Deportivo por soborno, lo que retrasaría su debut hasta el 2 de mayo de 1924 en Riazor y frente nada menos que Uruguay. Por esas fechas, de camino para los Juegos Olímpicos de París, la selección uruguaya realizó una gira preparatoria por España. Los uruguayos eran, por entonces, el equipo más potente del mundo, como demostrarían ganando el oro olímpico y después el título mundial de 1930. En sus filas contaban con Héctor Scarone, Pedro Petrone y José Pedro Cea entre otras figuras y habían ganado ampliamente todos sus anteriores encuentros (ante Athletic Club, Real Sociedad y Real Unión de Irún). En La Coruña, evidentemente, no se pensaba en el triunfo, pero el rendimiento dado por el Deportivo y sus nuevos fichajes fue admirable: en el primer encuentro, 2-3; en el segundo, 1-2, y en ambos tras llevar ventaja. En la afición coruñesa no quedó el recuerdo de la derrota, sino que el mejor equipo del mundo se tuvo que esforzar al máximo para vencer al Deportivo. Fueron mejor las cosas ante el conjunto escocés del Dundee United. En el primer encuentro amistoso celebrado el resultado fue de empate a 3-3, goleada por 5-1 en el segundo partido y un nuevo empate a un gol en el tercero. Ramón González, que había destacado ya contra los uruguayos, fue el autor de los cinco goles del segundo partido y escribió con ellos su primer capítulo en la historia blanquiazul. Tal fue la resonancia de estos encuentros que la Federación Escocesa sancionó al Dundee por desprestigiar su fútbol en el extranjero.

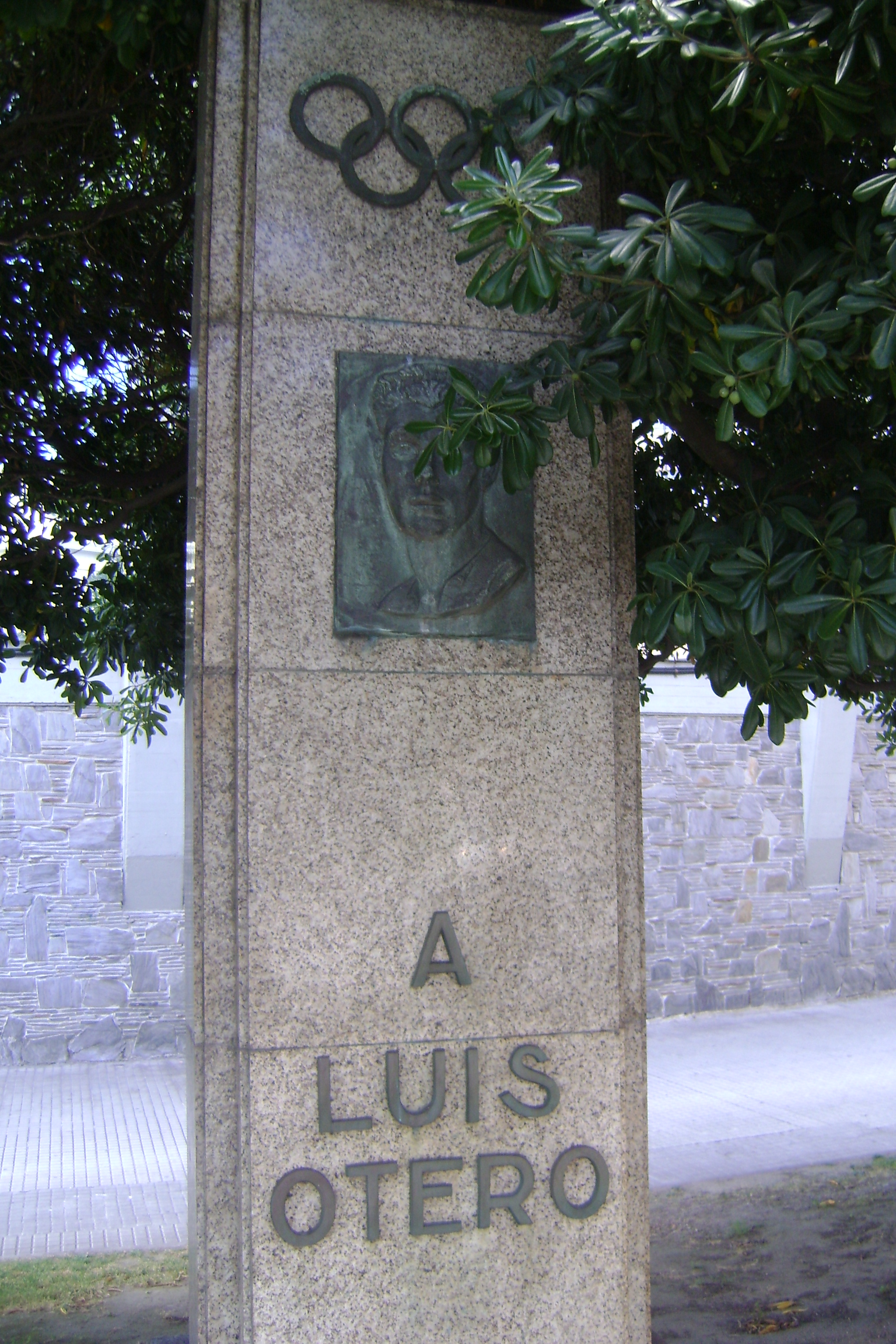
Monumento a Luis Otero, jugador deportivista entre 1924−1930 y medallista olímpico.

El año 1925 comienza ya con rumores de creación de lo que luego sería el Campeonato Nacional de Liga pero, por el momento, la competición se reduce a los Campeonatos Regionales, clasificatorios para la Copa del Rey, y a los amistosos. En dicho campeonato el Celta se venga de la marcha de Otero y compañía derrotando al Deportivo por 3-1 en la final. Rozándose ya el término del partido, Paco González falló el penalti que hubiera dado el título al Deportivo, pues en Riazor ya se había ganado 3-1.

Los amistosos tuvieron lugar tanto dentro como fuera de Riazor. La Coruña viajó el Boca Juniors argentino, que venció por 0-3 y 0-1. El Deportivo viajó a Portugal, donde venció por 1-4 a la selección de Lisboa y empató 1-1 con el Wiener Sportclub. Luego, en España, se vence por 1-3 al Valencia y Alicante. Se cerró la gira en Riazor, con empate y derrota (0-0 y 0-3) ante Nacional de Uruguay, en el que todos sus miembros eran campeones olímpicos, y victoria por 2-1 ante el Real Madrid. La llegada de Ramón González es fundamental para la creación de ese estilo que luego se dio en llamar «Escuela coruñesa»: un juego vertical, potente e incisivo, buscando siempre la puerta. En ese primer equipo, a Ramón González le correspondería el papel de rompedor. Después, a Chacho el de estilista. La Cantera, además, comenzaba a dar grandes frutos. Comienzan a figurar en las alineaciones el gigantesco defensa Solla (medía más de dos metros), Cachán, Pereiro... junto a los ya conocidos ex-vigueses, Joaquín Vázquez... Con este finísimo extremo derecho, llegó a la plantilla el primer campeón de España. Lo fue con el Real Unión de Irún. Con semejante plantel afianzarse como el primer equipo gallego era cuestión de tiempo: el necesario para que comenzase el nuevo Campeonato Regional. Previamente, en el Campeonato de España de aquel año 1926, el Deportivo consigue un éxito cercano al de 1910. El Deportivo, incluido en la fase preliminar en un grupo junto a Real Unión Deportiva y el Fortuna Asturiano, gana su plaza para la fase final superando por nada menos que 9-0 y 1-2 a los asturianos, y 6-2 y 2-3 a los castellanos. Una vez en cuartos, el sorteo le empareja con un rival terrible: el Real Unión de Irún de los Petit, Regueiro y Francisco Gamborena, que en 1927, un año más tarde, sería campeón de España. Poco pueden hacer los animosos deportivistas ante ese gran conjunto, y se pierde por 3-0 en el Stadium Gal y 3-4 en Riazor. Aún con aquella derrota, el porvenir se presenta brillante y muy poco después, en aquel verano de 1926, el Sevilla Fútbol Club de la delantera del miedo y el Real Madrid caían en Riazor. El Real, nada menos que por 7-3 y 5-0. El Celta hace bajar la euforia con dos categóricos triunfos (1-4 y 1-6). Pero ya en choques oficiales, la historia no se repitió. El Celta acabó a cinco puntos del Depor. El título regional da al Deportivo otra oportunidad de jugar la Copa, pero en esta ocasión no se pasó de la fase preliminar. Los coruñeses, de todas formas, realizaron una campaña aceptable haciendo, por ejemplo, un 8-0 a la Real Unión Deportiva (6 goles de Ramón González). Tampoco fue mucho mejor en 1928. Se vuelve a ganar el Campeonato Regional, pero en la Copa las dos plazas para la fase final fueron para Celta y Oviedo.

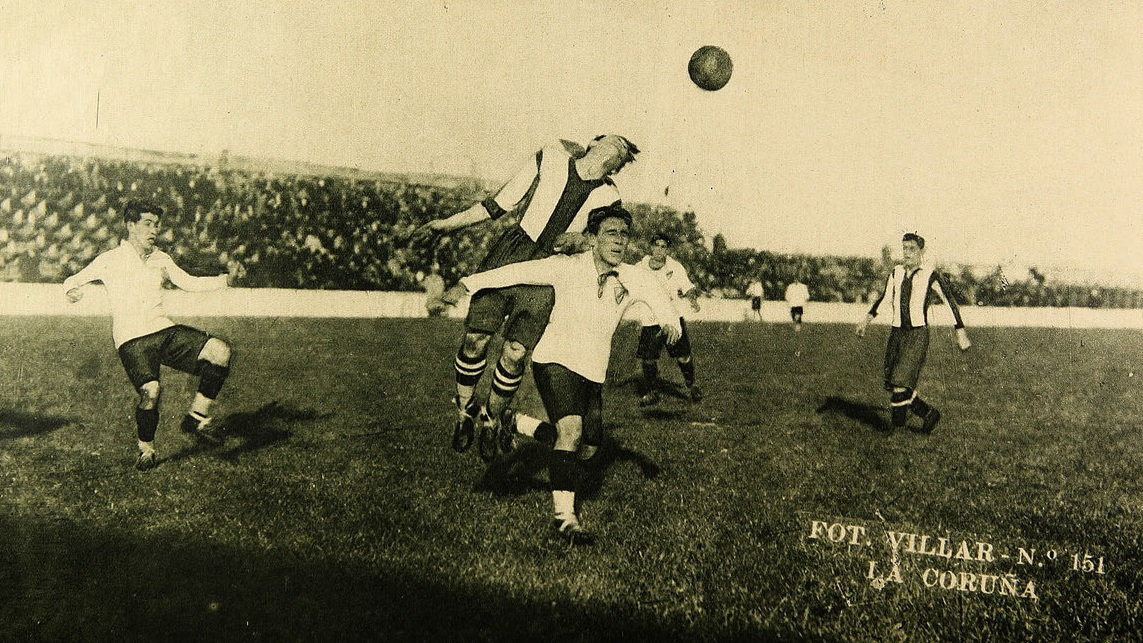
Colo-Colo de Chile frente al Deportivo La Coruña en 1927.

El tiempo, de todas formas, jugaba a favor de los coruñeses. El equipo que a la sazón formaban Isidro, Otero, Rey, Basterrechea, Antoñito, Farinha, Vázquez, Ramón González, Pereiro, Alfredín y Pinilla, con el apoyo de Vasco, Villar, Guillermo, Pombo, Chiarrioni, Fernando, José María, Jiménez, Chicho, Cachán o Viéitez, estaba cada vez más conjuntado y, con vistas a ese nuevo torneo del que tanto se hablaba y que se llamaría Campeonato Nacional de Liga, el Deportivo diera de sí todo lo que sus jugadores llevaban dentro. Todos confiaban que cuando llegara la hora de refrendar en la Liga los grandes resultados de los últimos tiempos, se cumpliría a la perfección, y se llegaría pronto a la Primera División. Estos balbuceos del Campeonato Nacional de Liga fueron también, para el Deportivo, una nueva batalla contra el Celta. Pedro Díez de Rivera, a la sazón presidente de la Federación Española, convocó, en mayo de 1927, diversas reuniones entre los clubes con objeto de organizar el naciente campeonato, y en las que por parte del Deportivo participó Galo García Baquero. La mayor polémica estribó en quiénes serían los componentes de la Primera División, y los bandos se llamaron maximalistas (los que abogaban por una liga amplia) y minimalistas (que defendían una Primera formada solo por campeones y subcampeones de España). El Celta se alineó con los primeros, el Deportivo con los segundos y aunque vio triunfar su opción, no logró plaza en Primera. Pero esa temporada los equipos gallegos no se enfrentaron salvo en partido oficial, y así se jugó el encuentro más atípico de cuantos se han registrado entre ellos: en el campo vigués de Coya, tocaba al Deportivo defender su liderato del Campeonato Regional. La tensión se trasladó dentro del campo y tras el descanso varios de los jugadores deportivistas abandonaron el terreno. El árbitro, no obstante, entendió que se podía continuar, y el encuentro acabó 13-0 a favor del Celta de Vigo. Con este triste episodio acabó la andadura blanquiazul por la prehistoria de nuestro fútbol.

## Las competiciones ligueras iniciales, en Segunda (1928 - 1941)
| Temporada | Categoría    | puesto | Copa | Notas                           |
| --------- | ------------ | ------ | ---- | ------------------------------- |
| 1928-29   | 2.ª División | 8º     |      | Inaugurada Liga de Fútbol       |
| 1929-30   | 2.ª División | 7º     | 1/16 |                                 |
| 1930-31   | 2.ª División | 9º     | 1/16 |                                 |
| 1931-32   | 2.ª División | 6º     | 1/4  |                                 |
| 1932-33   | 2.ª División | 5º     | 1/4  |                                 |
| 1933-34   | 2.ª División | 7º     | 1/8  |                                 |
| 1934-35   | 2.ª División | 7º     |      |                                 |
| 1935-36   | 2.ª División | 7º     |      |                                 |
| 1936-39   |              |        |      | Guerra civil                    |
| 1939-40   | 2.ª División | 1º     | 1/8  | Eliminado en PlayOff de ascenso |
| 1940-41   | 2.ª División | 2º     | 1/16 |                                 |

En la temporada 1928-29 el Deportivo queda encuadrado en el grupo primero de la Segunda División al no ser el vencedor de un torneo clasificatorio entre los once integrantes de la Segunda División, que daba acceso a la Primera División. Sus rivales son: Sevilla, Iberia Sport Club, Alavés, Sporting de Gijón, Valencia, Betis, Real Oviedo, Celta de Vigo y Racing Club de Madrid. Los mimbres con los que se afrontaba la empresa del ascenso a Primera no eran ni mucho menos malos: Isidro, Rey, Otero, Lameiro, Guerra, Antoñito, Fariña, Torres, Pérez, Pereiro, Hilario, Alfredín, Basterrechea, Chacho, Mourelle, Solla, Pinilla... Aquella primera campaña no fue todo lo buena que se podía esperar. El equipo finaliza 8º, solo 3 puntos por encima del descenso a Tercera División con 16 puntos (6 victorias, 4 empates y ocho derrotas), por delante de Celta de Vigo y Racing Club de Madrid y se encajaron grandes goleadas (7-0 en Gijón y 8-0 ante el Betis), pero a cambio se batió por 4-2 al Celta en Riazor, empatando 1-1 en Balaídos. Algo mejor ruedan las cosas en la 29/30. Félix Gila sustituye a Woggenhuber y se afrontan las retiradas de los Isidoro, Otero, Ramón y Charrioni. Algunas inmediatas y otras a más largo plazo, pero es ya evidente que el equipo debe renovarse. A cambio, Chacho empieza a aparecer en las alineaciones, mientras ficha Pepe Torres, coruñés, aunque procedente del Iberia de Cuba. Se acaba en el 5º puesto de Segunda y en la Copa se cae a la primera ante el Fútbol Club Barcelona. En Riazor (1-3), Otero y Ramón Gónzalez visten por última vez la camiseta blanquiazul. En la temporada 30/31, el equipo es realmente magnífico: Isidro; Jiménez, Solla; Alejandro, Esparza, Fariña; Torres, Hilario, León, Triana y Diz, pero la temporada es pobre. Un único punto separa al final al Deportivo de la Tercera División y en la Copa se cae ante el Murcia. El público deja de acudir a Riazor y la situación va de mal en peor. Al final de temporada, Hilario se va al Real Madrid. El año siguiente, sin embargo, fue histórico. Félix Gila dirigía al equipo, y aunque en la Liga solo se acabó en 7º lugar, en el torneo del K.O. la historia fue otra muy distinta. Y no es porque se empezara mejor que otros años. En la primera ronda el sorteo emparejó al Deportivo con el Racing de Santander, y de El Sardinero el equipo vino con un 4-1 en contra pero, en Riazor, el marcador final señaló un sorprendente 5-0. La cosa, sin embargo, parecía vista para sentencia cuando se conoció que el segundo rival sería el Real Madrid, recientemente proclamado campeón invicto de la Primera División, pero cuando nadie daba un real por el Depor, el Real cayó en Riazor. La resaca del éxito, sin embargo, hizo que en los cuartos de final en Español no tuviera dificultades para dar por terminada la campaña deportivista.

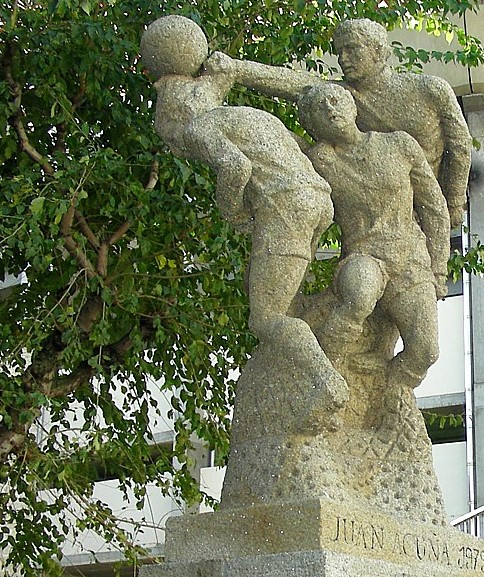
Escultura dedicada a Juan Acuña en las inmediaciones de Riazor.

El éxito, sin embargo, no tiene continuidad y las siguientes temporadas (32-33, 33-34 y 34-35) son mediocres. Chacho es ya internacional y titular indiscutible, pero se van Pepe Torres y Alejandro. Las clasificaciones son grises y la crisis obliga, además, a traspasar paulatinamente a las mejores figuras: Diz, al Real Madrid; Chacho, al Atlético de Madrid...
La campaña 35-36 no es mucho mejor, pese a los esfuerzos de dos personajes claves en la historia deportivista: el presidente José María Salvador y Merino y el secretario técnico Ramón de Llano. Ambos acometen la tarea de salvar al Deportivo y a base de múltiples intentos, entre los que no faltaron las rifas, se salió adelante. De Llano, además, consiguió increíblemente el corcurso de varios ex-deportivistas para que volvieran a vestir los colores blanquiazules. El Deportivo iba a iniciar la 36-37 con los Rodrigo, Chacho, Triana, Feliciano, Diz...
... Pero no pudo ser. La Guerra Civil quebró también lo que pudo ser el renacimiento deportivista. El conjunto coruñés, de todos modos, nunca llegó a interrumpir totalmente su actividad. Con Ramón de Llano como gestor único, la cantera recibió un impulso en aquellos tristes años, y de ella salieron Guimerans, Pedrito, Chao, y un muchacho llamado "Xanetas", que respondía por Juan Acuña. En 1939, cuando se reanuda la Liga, el Deportivo cuenta con un conjunto joven y entusiasta, dispuesto a dar la batalla y el 16 de julio de 1939, el Deportivo gana 4-1 al Racing de Ferrol en el primer partido jugado en tiempos de paz. Que el Deportivo que salió de la Guerra Civil era un equipo muy distinto al que había llegado a ella se vio tras los primeros resultados. En la Liga, gana con autoridad su plaza para la fase final y en ella, contra la Real Sociedad, Murcia, Levante y Cádiz, se clasifica segundo. Un solo gol le privó del ascenso directo y hubo de promocionar. Los Guimerans, Acuña, Chao y demás jóvenes se compenetran a la perfección con los Chacho, Novo y demás veteranos. En el banquillo (también juega a veces) está Hilario, vuelto tras una breve campaña en el Fútbol Club Barcelona. Justo es reseñar que, en realidad, el Deportivo ganó su plaza de ascenso directo, puesto que eran dos las plazas de Segunda a Primera y el Deportivo quedó segundo de la fase final, pero tras la guerra el Real Oviedo solicitó un año de prórroga, al encontrarse totalmente destruido su campo de Buenavista. La plaza se cubrió con el Atletic de Madrid, ahora Atlético Aviación, y el Real Oviedo la recuperaría al año siguiente. Ahora bien, el Atlético Aviación ganó la primera liga de la posguerra y ¿cómo decirle que debía dejar su plaza? El Deportivo, pues, perdió en los despachos el ascenso que había ganado sobre el terreno. La promoción, el 15 de mayo de 1940, se jugó en Madrid contra el Celta de Vigo. Acuña, Novo, Pedrito, Quintas, Couso, Guimerans, Pintos, Chacho y Chao, entre otros, con Hilario en el banquillo, fueron los que defendieron con poca fortuna la suerte del Deportivo. Después de perdonar varios goles en la portería de Alberty se llegó a la prórroga. En ella, un fallo de Novo dejó el balón a los pies de Nolete, que marcó el 1-0 definitivo. Novo, paradójicamente, fue el mejor jugador del partido. Pudo, no obstante, haber sido otro el partido si Escartín, árbitro del encuentro, se hubiese fijado en una salida de Alberty, mediado el primer tiempo, con la bota a metro y medio apuntando directamente al cuerpo de Chacho, pero el silbato no sonó, el penalti no existió.
Y de nuevo bajo la tutela de Hilario se afrontó la campaña 1940-41. En la Liga, goleada tras goleada (9-0 al Barakaldo, 7-0 al Racing y Arenas...), pero en la liguilla final una derrota en casa ante la Real Sociedad privó al Depor del ascenso automático. Durante esta liguilla, en Castellón, Acuña choca con el albinegro Pizá y recibe un fuerte golpe en el hombro derecho: ésa sería la lesión que tantas veces se le reproduciría y que le haría dejar el fútbol. El encuentro decisivo, el partido de Promoción por el ascenso, se jugó el 5 de mayo de 1941 en Vallecas frente al Real Murcia, un equipo muy defensivo en el que el mejor hombre era el medio Huete. El bloque deportivista estaba formado por Acuña, Novo, Pedrito, Muntaner, Molaza, Reboredo, Breijo, Guimerans, Elícegui, Chacho y Chao. Pero durante casi todo el partido se vio a un Deportivo atenazado por los nervios y el recuerdo del año anterior. El murcianista Tito marcó el 1-0 en el primer tiempo y los blanquiazules, nerviosos y apáticos, no se acercaban con verdadero peligro a la meta de Suárez. Chacho ("acariciado" por los rivales cada vez que tocaba el balón) estaba más frío que de costumbre pero él tuvo que ser quien recogiera un rechace de un córner, empalmara desde lejos junto a un poste y empatara en el minuto 79. Y en el seis de la prórroga, Guimerans marcó el definitivo 2-1. Después de diez años de sudores y sinsabores, el Deportivo había conseguido el sitio que le correspondía entre los grandes.

## Consolidación en Primera (1941 - 1957)
| Temporada | Categoría    | puesto     | Copa |
| --------- | ------------ | ---------- | ---- |
| 1941-42   | 1.ª División | 4º         | 1/8  |
| 1942-43   | 1.ª División | 9º         | 1/4  |
| 1943-44   | 1.ª División | 12º        | 1/8  |
| 1944-45   | 1.ª División | 14º        | 1/16 |
| 1945-46   | 2.ª División | 2º         | 1/16 |
| 1946-47   | 1.ª División | 13º        | 1/16 |
| 1947-48   | 2.ª División | 2º         | 1/16 |
| 1948-49   | 1.ª División | 10º        | 1/8  |
| 1949-50   | 1.ª División | Subcampeón | 1/8  |
| 1950-51   | 1.ª División | 11º        | 1/8  |
| 1951-52   | 1.ª División | 11º        |      |
| 1952-53   | 1.ª División | 14º        |      |
| 1953-54   | 1.ª División | 7º         | 1/8  |
| 1954-55   | 1.ª División | 7º         | 1/4  |
| 1955-56   | 1.ª División | 12º        | 1/8  |
| 1956-57   | 1.ª División | 15º        | 1/4  |

El Deportivo, evidentemente, no afrontaba su primera campaña entre los grandes con euforia, pero sí con confianza. Celso Mariño era el sustituto en el banquillo de Hilario, que prefirió volverse a vestir de corto, y se consiguió la incorporación del navarro Bienzobas para aportar experiencia a la plantilla y fortalecer la cobertura. Acuña, además, comienza a sorprender gratamente a todo el mundo y cuando lleva jugados muy pocos encuentros en Primera se le convoca para una prueba en la selección nacional. Junto a él, Pedrito y el malogrado Víctor (fallecería en 1943 a causa de una hemoptisis), también recién fichado, forman un tándem de gran solidez defensiva que dará sobradas muestras de su competencia durante toda la campaña. El extremo Cuca y el veterano ex-bético Caballero fueron las últimas incorporaciones a una plantilla que pretendía no pasar apuros. El Club Deportivo Castellón fue la primera piedra de toque. 2-1 fue el resultado que rubricaba la primera victoria del Deportivo en la División de Oro, y Elícegui el primer goleador. El caso es que la primera campaña transcurre de acuerdo a las expectativas más optimistas. Fuera no se saca ningún punto hasta que se visita al Atlético Aviación en la undécima jornada (0-0), pero Riazor es inexpugnable. Caen allí el Real Madrid, la Real Sociedad (3-0), el Athltic (2-1)... Es más, tras la jornada decimosexta (1-2 al Español), el Deportivo es sexto con dos positivos, que se pierden tras sendas derrotas ante Sevilla (0-3) y Granada (1-4). Un positivo en Bilbao (0-0) y un triunfo ante el Barcelona (1-0) salvan el bache, pero se han perdido las oportunidades de acercarse más a la cabeza. De todas formas, cuando el 5 de abril de 1942 acaba la Liga, el Deportivo ocupa el cuarto puesto (28+4, a doce puntos del campeón, el Valencia), en el que ni los más optimistas pensaban. Se han marcado, es cierto, solo 36 goles (la marca más baja de la Primera salvo la del colista, la Real Sociedad), pero a cambio se han encajado solo 37, que sí es la mejor marca de la categoría. Una campaña excepcional para el mejor debutante en la historia de la categoría.
| -  | POR | Acuña      |
| -  | DEF | Montserrat |
| -  | DEF | Víctor     |
| -  | MED | Molaza     |
| -  | MED | Bienzobas  |
| -  | MED | Reboredo   |
| -  | MED | Guimerans  |
| -  | DEL | Cuca       |
| -  | DEL | Elícegui   |
| -  | DEL | Caballero  |
| -  | DEL | Verdín     |
| DT | DT  | Mariño     |

| -  | POR | Antonio Pérez    |
| -  | DEF | García Santonja  |
| -  | DEF | Martínez         |
| -  | DEF | Enrique Martínez |
| -  | MED | Santacatalina    |
| -  | MED | Santolaria       |
| -  | MED | Ruano            |
| -  | MED | Safont           |
| -  | DEL | Hernández        |
| -  | DEL | Basilio          |
| -  | DEL | Pizá             |
| DT | DT  | Vidal            |

|  | 25' | Elícegui  | 1-0 |
|  | 85' | Caballero | 2-1 |

|  | 57' | Safont | 1-1 |

Sin embargo, cuando todo debería invitar al optimismo para la siguiente campaña (42-43), con la base del año anterior y la incorporación de Paquirri, se empieza con problemas. Los inicios, no obstante, son buenos, pero algo no marcha. Chacho, que ha sustituido en el banquillo a Celso Mariño, tiene frecuentes divergencias con la junta técnica, que supervisa sus pasos desde la directiva. Finalmente, Chacho presenta la dimisión y vuelve a jugar, siendo ocupado su puesto por Pepe Torres, a la sazón directivo, sustituido más tarde por Ramón Lafuente. Lo curioso es que cuando se produce el cambio, el Depor marcha cuarto y nunca se había llegado a tener negativos. Fue la señal de que aquella temporada las cosas no iban a ser normales, pues la tónica de ganar fuera los puntos que se perdían en casa sería constante. Solo se gana en casa al Zaragoza (3-1), Celta (3-1) y Athletic (2-0), pero lejos de Riazor solo se pierde en Chamartín, Castellón y Sevilla. Se termina la campaña en una cómoda novena posición, sin positivos ni negativos. El ataque vuelve a ser flojo (35 goles, el peor entre los que no descienden), pero la defensa es mejor aún que el año anterior (32, de nuevo el menos goleado).
De cara a la temporada 43-44 se piensa desde directiva y afición que el equipo ha empleado en sus primeras campañas un esquema de juego excesivamente defensivo. Así, Ramón Lafuente, que continúa al frente del equipo, tiene como única incorporación de relevancia al extremo Viso, fichado del Valladolid, además de la veteranía que pudiera aportar a la delantera Chacho, que volvía desde el inicio de temporada. Pero ya en otras ocasiones el Deportivo había demostrado que un estilo excesivamente ofensivo no le iba, y en esta campaña se corta la buena racha de las dos anteriores en Primera. La táctica funciona en cuanto al aspecto ofensivo, pero no en el defensivo. Durante casi toda la temporada se rondan los puestos de descenso. A falta de dos jornadas para el final del campeonato, un triunfo por 3-2 en Riazor ante el Celta (ya descendido) salva al Deportivo del descenso directo, pero la promoción es inevitable. Disputada en Madrid, el Deportivo vence por 4-0 al Constancia de Inca y salva la categoría.
No rodaron mucho mejor las cosas en la siguiente campaña, de nuevo con Lafuente al mando. El Deportivo acabaría yéndose a Segunda al final de la misma. Fue una temporada, además, muy movida a nivel de despachos. Chacho, en rebeldía por motivos contractuales, no jugó en toda la temporada mientras Acuña fue sustituido durante muchos partidos por Simón a causa de similares motivos. Además, el secretario técnico Ramón de Llano, el hombre que había sostenido al Deportivo durante los años de guerra y había sido su principal motor después, dimite también por disensiones internas. Pronto comenzó la cuesta abajo en la Liga. A trancas y barrancas se consigue resistir, pero al inicio de la segunda vuelta el Deportivo ocupa ya puestos de descenso. Los de Riazor no se resignan a abandonar sin lucha la categoría ganada a costa de tantos sudores y se consiguen aún victorias importantes (4-1 ante el Real Oviedo y el Atlético Aviación) pero las últimas jornadas son claves: en Riazor no se logra ganar al Granada (1-1), también en lucha contra el descenso y se cae ante el Sabadell (1-2) en la última jornada. Cuatro años había durado esa primera época en Primera División y al término de la misma la situación no es buena en absoluto: solo 12.000 socios y Lafuente, que abandona el banquillo al término de la campaña, señala que la plantilla es excesivamente veterana. La única alegría de la temporada es la inauguración del nuevo Riazor. El 29 de octubre de 1944, en la sexta jornada, el Deportivo habitó por primera vez en su nuevo hogar, construido a escasos 100 metros del antiguo. No hubo, sin embargo, triunfo en ese primer partido: en Valencia ganó por 2-3 y su interior derecho Hernández fue el autor del primer gol en el nuevo estadio. Al fin de la temporada tiene lugar la inauguración oficial con un encuentro España-Portugal, en el que juega el deportivista Pedrito.
Sin embargo, se respira pesimismo cara a la campaña 45/46 y por primera vez se piensa en el descenso a la Tercera División. La directiva, presidida por Virgilio Rodríguez Rincón, vuelve a llamar a Hilario, el hombre del primer ascenso. Es casi el único refuerzo, pues la economía no esta para dispendios. Llega, eso sí, el defensa Ponte, que andando el tiempo sería figura, mientras Chacho juega en la que sería su última campaña. Contra todo pronóstico se alcanzó la segunda plaza que valía el ascenso. Al término de la temporada, además, se disputa el primer Trofeo Teresa Herrera. El Athletic Club fue el primer campeón.
Se echó el resto para la siguiente campaña, la 46/47. Con Hilario de nuevo en el banquillo, el ataque se refuerza con el exmadridista Elzo, Cabido y ya más entrada la campaña con Latorre, mientras Gamonal pasa a ocupar puesto en la defensa. Sin embargo, y a pesar de que no se empieza mal (ganando, por ejemplo, 3-2 al Fútbol Club Barcelona), las cosas pronto se tuercen. Fuera de casa parece imposible sacar puntos y pronto se rozan los puestos de descenso. Hilario no encuentra la solución y además se enfrenta con la plantilla. Es cesado y sustituido por Graña, pero la solución tampoco llega. En las últimas jornadas, Español y Deportivo deben "repartirse" el descenso y la promoción con clara ventaja para el Depor pues a falta de tres jornadas marcha dos puntos por delante de los catalanes, ventaja que se mantiene en la siguiente tras sendas derrotas de ambos. En la penúltima, sin embargo, el Español gana 2-1 al Real Oviedo, mientras un nerviosísimo Deportivo perdía 4-2 en Vigo. No podían ser más negras las cosas, porque en la última jornada era el Athletic Club, el líder, quien visitaba Riazor. Los vascos, además, debían ganar para asegurar la Liga, pues de ceder un punto sería para el Valencia o para el Atlético. Y aunque Deportivo y Athletic juegan un extraordinario encuentro, el 3-3 final no les sirve a ninguno. Las victorias de Español y Valencia mandan, por un lado, al Deportivo a Segunda y, por otro, le quita el título de Liga a los vascos.
El nuevo paso por Segunda, en la 47/48, fue breve. Se incorpora el delantero Paseiro y pasa Luis Urquiri a la dirección técnica. Al final de la campaña, solo el Real Valladolid supera al Deportivo. Se vuelve a Primera con todos los honores.

### La Orquesta Canaro y la década de oro

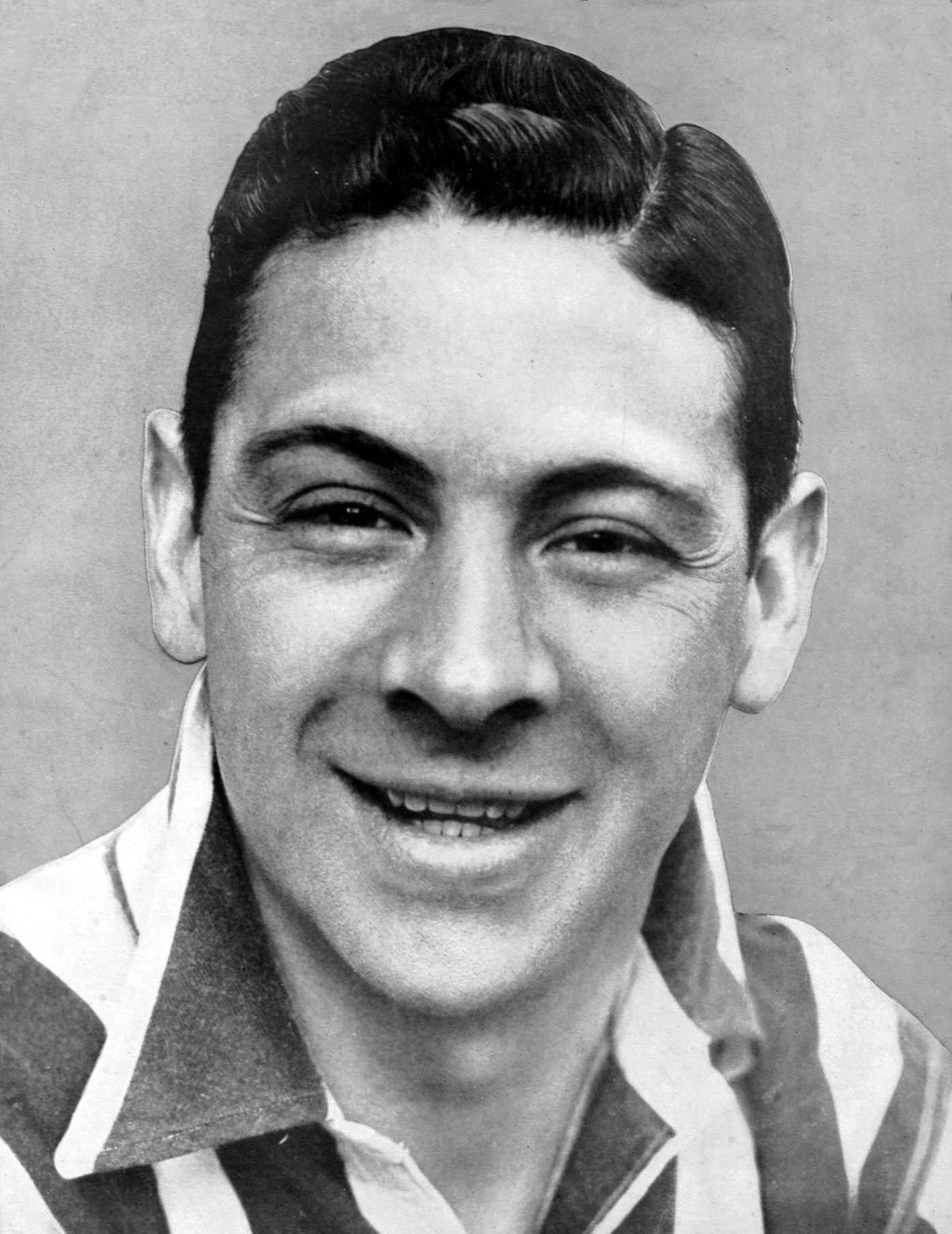
El entrenador argentino Alejandro Scopelli condujo al Deportivo al subcampeonato de Liga en la temporada 1949/50.

La temporada 1948/49 es la primera de las nueve temporadas consecutivas del club en Primera División, dando inicio a lo que entonces se llamó la "década de oro" del Deportivo, cuyos resultados finales en la Liga fueron realmente aceptables. Compite esta temporada contra Barcelona, Valencia CF, Real Madrid, Atlético de Madrid, Real Oviedo, Athletic Club, Español, Sevilla, Gimnástico de Tarragona, Celta de Vigo, Real Valladolid, CD Alcoyano y CD Sabadell, finalizando décimo con 22 puntos. Destacan sus victorias ante Nástic (6-2) y Alcoyano (6-1).
Un 4 de septiembre de 1949, el Deportivo iniciaba la Liga 49/50 con una derrota por 3 a 2 en Tarragona. El mal inicio sería compensado con creces derrotando el día 11 al Real Madrid por 3 goles a 0, tantos anotados por Marquínez en dos ocasiones y por Cheché Martín, que marcaría de espaldas a portería y tras un gran escorzo en el aire. El Barcelona también sucumbiría en Riazor aquel año, con otro 3 a 0 en el que destacaría el extremo coruñés Tino, autor de uno de los goles. El Dépor finalizaría quinto la primera vuelta, pero un empate en Chamartín ante el Madrid hacía presagiar mejores deseos para la segunda vuelta. Con Juan Acuña injustamente sancionado tras un fortuito encontronazo con un jugador del Valladolid del que este saldría gravemente lesionado, Pita ocuparía la meta deportivista. Esa temporada Riazor será escenario de una brillante goleada por 5 a 1 al Valencia, con goles de Tino, Ponce en dos ocasiones, Guimeráns y Franco. Cabe destacar el componente sudamericano de aquel Dépor. El entrenador, Alejandro Scopelli, había sido internacional con Argentina. El también argentino Rafael Franco era un prodigio en la conducción del balón, y el delantero uruguayo Dagoberto Moll, volvía locos a los defensas contrarios con su movilidad. Precisamente Franco anotaría, a falta de ocho minutos para el final, el gol de la victoria por 3 a 2 ante el Celta en Balaídos, que colocaba al equipo segundo en la tabla, a pocas jornadas del final de Liga. El último partido de Liga enfrentaba al Dépor con el Athletic en San Mamés. El Atlético recibía al Valencia, y si empataba o perdía y el Dépor ganaba, la Liga sería para los coruñeses. El Deportivo fue campeón de Liga durante buena parte de la jornada, pues iba ganando, y el Atlético no era capaz de superar al Valencia. Pero el Athletic acabó empatando, y, sospechosamente, el Atlético de Madrid lograría también empatar gracias a dos penaltis demasiado rigurosos. EL Deportivo lograría en la temporada 49/50 su mayor logro hasta la década de los noventa, con el subcampeonato de Liga, acompañado del trofeo Zamora para Acuña. Los Franco, Pedrito, Botana, Moll, Ponte, Guimeráns, Dieste, Ponce, Tino, Cheché Martín o el propio Acuña, fueron los precursores del Superderpor.
Son discretas las 3 siguientes temporadas en cuanto a la posición liguera (11º, 11º y 14º). A destacar de la 50/51 los fichajes de dos argentinos procedentes de Newell’s Old Boys, Corcuera y Oswaldo. El equipo iba a ser entrenado por Jerónimo Oso Díaz, también argentino. El equipo comenzó la Liga con dos derrotas, pero un par de goleadas por 4 a 1 ante el Celta de Vigo y el RCD Español, comenzaron a mostrar el buen hacer de la delantera deportivista. Una delantera que entraría en la historia del Deportivo por partidos como el de aquel 22 de octubre de 1950, en Riazor ante el Real Madrid. Los blancos llegaban a La Coruña con nombres en su once como los de Miguel Muñoz, Olmedo o Molowny. Pero el Deportivo desplegó su juego combinativo y preciosista y le endosó un 5 a 1 al Madrid, con goles de Tino en dos ocasiones, Oswaldo, Corcuera y Franco. Un periodista coruñés de la época, que había vivido unos años en Buenos Aires, decidió bautizar a la delantera deportivista, brillante y efectista, con el nombre de la "Orquesta Canaro". Oswaldo, Corcuera, Tino, Franco y Moll fueron los cinco integrantes de esa delantera mágica. Además de aquel 5 a 1 al Real Madrid, la Orquesta Canaro salió ovacionada de Mestalla tras golear por 0 a 3 al Valencia y dejar un recital de conducción de balón y de regates imposibles. Su hito más grande fue conseguir la mayor goleada en la historia del club, al endosarle un 10 a 1 al Lleida, en un partido excelso de ataque y desborde. El Deportivo de la Orquesta Canaro finalizó en la parte alta la primera vuelta, pero todo se torció en el primer encuentro de la segunda vuelta. El Deportivo recibía al Sevilla, y en una jugada en el área deportivista, Waldo Botana, uno de los mejores defensas de aquel equipo, se rompía la tibia y el peroné intentando taponar el remate de un atacante sevillista. La lesión le costó la retirada del fútbol de élite a Botana, y el equipo se resintió de aquel shock, lo que unido a una lesión de hombro de Juan Acuña, hizo que el Deportivo empezase a bajar su rendimiento. La desgracia de las lesiones se cebó aquella temporada con el conjunto coruñés. En la segunda vuelta debutó con el Dépor Rábade, un prometedor joven formado en las categorías inferiores, que además de por sus goles, destacaba por sus asistencias. En uno de sus primeros partidos, anotó un gol al gran Ramallets, que le felicitó por la maestría de su tanto. Rábade iba para figura, pero iba a jugar en Sevilla su último partido en Primera. Un esguince de tobillo evitó que acabase aquel partido. Poco después, la tuberculosis, truncó la carrera de la perla deportivista. El Deportivo de la Orquesta Canaro salvó la categoría en la última jornada de Liga, tras derrotar por 4 goles a 1 al Murcia en Riazor. Dejó partidos para el recuerdo, y un registro anotador en 30 partidos de Liga de 64 goles a favor y 47 en contra. Oswaldo, Corcuera, Tino, Franco y Moll diseñaron la partitura del fútbol espectáculo y enseñaron el camino a los músicos del balón que vinieron después.

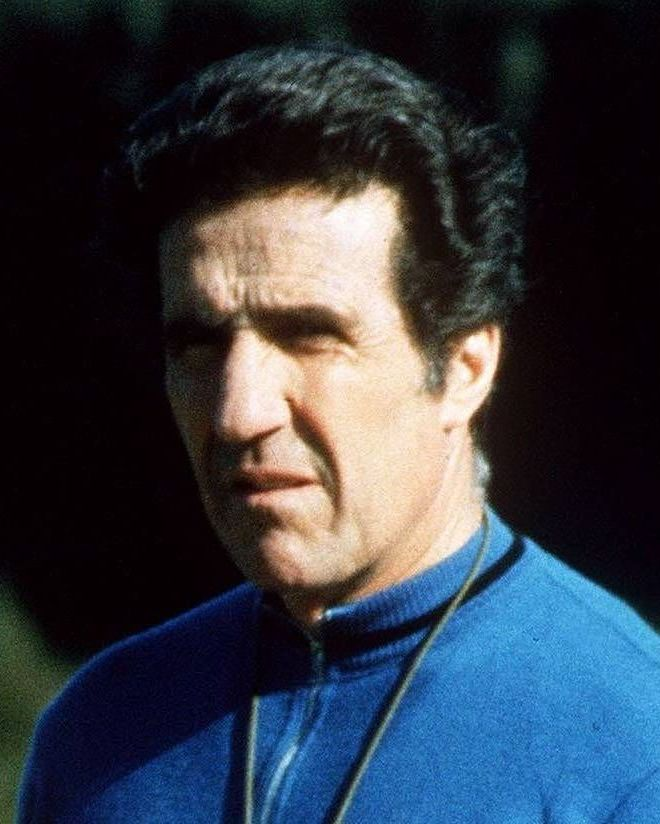
El entrenador Helenio Herrera, salvó al club del descenso.

En la 52/53 el Deportivo vagaba sin rumbo por la Primera División, con derrotas abultadas como el 8-2 en San Mamés o un 5-2 contra el Real Madrid, y victorias sufridas por la mínima -a excepción de las logradas ante Sporting de Gijón (5-0) o Atlético de Madrid (5-1)- que mantenían al equipo en la zona baja. En la recta final de la Liga, el Deportivo apuraba sus opciones venciendo en Riazor al Málaga, dirigido por Helenio Herrera. Con el Málaga descendido a Segunda, el Dépor, tras perder el último partido de Liga en Valladolid, tenía que jugarse la salvación en la promoción. El destino juntó al Celta y al Dépor en la liguilla de permanencia, donde también tenían que enfrentarse al Avilés, al España Industrial, filial del Barça, al Hércules, y al Atlético Tetuán. La promoción comenzó muy mal. El Dépor cayó 2-0 con el Tetuán y empató en Riazor con el España. El entrenador Fernando Fariña fue cesado, que fue relevado de forma interina por Waldo Botana. El entrenador que iba a enfrentarse al peligro del descenso era Helenio Herrera.
Con el Málaga descendido, solo había un impedimento para que Herrera llegase a La Coruña, y es que el dinero de su contrato debía ser depositado por anticipado en un bando de la ciudad herculina, o del contrario no dejaría el Málaga. El debut de Helenio Herrera al frente del Deportivo dejó una victoria por 1-0 ante el Avilés, pero los siguientes compromisos, ante Hércules y Celta, este en Riazor, se saldaron con derrota. El Dépor era último al final de la primera vuelta, lo que no impidió que Helenio Herrera soltase una de sus perlas: “No pasa nada, la liguilla está ganada”, sentenció tan tranquilo. La confianza del míster debió espolear a sus jugadores, que vencieron el Atlético Tetuán por 3 a 0 y al España Industrial por 1 a 3.
Pero el camino a la salvación no era nada fácil, y un empate ante el Avilés y una victoria ante el Hércules dejaban al Dépor tercero a falta de una jornada. El Dépor tenía que ganar en Vigo para mantener la categoría, aunque el empate sería suficiente si el Tetuán no ganaba. El partido se jugó el 12 de julio de 1953, día en el que Helenio Herrera desplegó sus artimañas para descentrar a un rival tan necesitado como el Dépor. El encuentro comenzó con cierto revuelo. El autocar del Deportivo llegó a Vigo con retraso, pero eso no parecía importarle a Helenio Herrera. Los jugadores del Deportivo se cambiaban sin prisa, y eso que el Celta ya esperaba plantado en el césped de Balaídos, pese a la fría llovizna que caía. El timbre del vestuario sonaba para apremiar a los jugadores del Dépor, pero Helenio Herrera ordenó taparlo con un pañuelo para que no se oyese. Quería poner nervioso al rival. Y tanto que lo consiguió, a los trece minutos el Deportivo ya vencía por 0 a 2, tantos de Corcuera y Oswaldo. El Celta recortaría distancias a la media hora, pero antes del descanso, Arsenio lograría el 1 a 3 definitivo, que daría la permanencia al Deportivo. El Celta también se acabaría salvando, ya que el España, filial del Barça iba a renunciar al ascenso. Con argucias de este estilo, Helenio Herrera se ganó el adjetivo de mago. Las primeras palabras de Herrera al hacerse cargo del equipo fueron las siguientes: “Repitan conmigo, somos jugadores de Primera División y no podemos bajar a Segunda”. Helenio Herrera, el mago, tenía razón.
| Berasaluce   |
| Becerril     |
| Marquitos    |
| Navarro      |
| Miguel Muñoz |
| Zárraga      |
| Molowny      |
| Pérez-Payá   |
| Di Stéfano   |
| Rial         |
| Gento        |

| Otero            |
| Tomás            |
| Rodolfo          |
| Irusquieta       |
| Botana           |
| Juananco         |
| Arsenio Iglesias |
| Bazán            |
| Pahiño           |
| Lechuga          |
| Tino             |

| . |           |
|   | m.70 Rial |
| . |           |
| . |           |
| . |           |

|   | m.44 Pahiño |
| . |             |
|   | m.75 Pahiño |
| . |             |
| . |             |

| Berasaluce   |
| Becerril     |
| Marquitos    |
| Navarro      |
| Miguel Muñoz |
| Zárraga      |
| Molowny      |
| Pérez-Payá   |
| Di Stéfano   |
| Rial         |
| Gento        |

| Otero            |
| Tomás            |
| Rodolfo          |
| Irusquieta       |
| Botana           |
| Juananco         |
| Arsenio Iglesias |
| Bazán            |
| Pahiño           |
| Lechuga          |
| Tino             |

| . |           |
|   | m.70 Rial |
| . |           |
| . |           |
| . |           |

|   | m.44 Pahiño |
| . |             |
|   | m.75 Pahiño |
| . |             |
| . |             |

En la temporada 1953/54 el Deportivo finaliza séptimo en la clasificación con 31 puntos. Se ficha a Pahiño y debuta Luis Suárez, con 19 años. Al final de la temporada él y Moll son fichados por el Fútbol Club Barcelona. Por Suárez el Barça paga 50 000 pesetas y años más tarde, en 1961, lo traspasa al Inter de Milán por 25 millones. Un nuevo portero blanquiazul logra el Trofeo Zamora en este caso Juan Ignacio Otero. Repite mismo puesto clasificatorio (7º), la temporada 1954/55 en la que el equipo termina invicto en Riazor. Bazán marca el gol número 500 del Deportivo en el partido Deportivo - At.Bilbao (1-1) del 21 de noviembre de 1954 y Pahiño termina la competición como quinto máximo goleador con 18 tantos. La temporada 1955/56 destaca por ganar el primer trofeo Teresa Herrera, al derrotar por 2-1 al Athetic de Bilbao, y por lograr la primera victoria en el Santiago Bernabéu (0-1) en Liga. También se golea al Celta y a la Real Sociedad (5-0 en ambos casos). El entrenador esta temporada es Vizoso.
Se acaba esta década de oro la temporada 1956/57 con el descenso a Segunda División como penúltimo clasificado. Durante esos años en la máximo categoría, forman las filas del club blanquiazul jugadores de la talla de Arsenio Iglesias, Leston, Lechuga, Pahiño, José Mangriñán, Ángel Zubieta, Ramón Leis, Moll, Polo, Bouza, Corcuera, Blanco, Juan, Julián Cuenca, Rábade etc. Termina una etapa de 16 temporadas, 14 de ellas con el Deportivo en Primera División, destacando el subcampeonato de la temporada 1949/1950.

## El equipo ascensor (1957 - 1973)
| Temporada | Categoría    | puesto | Copa |
| --------- | ------------ | ------ | ---- |
| 1957-58   | 2.ª División | 13º    |      |
| 1958-59   | 2.ª División | 7º     | 1/8  |
| 1959-60   | 2.ª División | 4º     | 1/16 |
| 1960-61   | 2.ª División | 3º     | 1/16 |
| 1961-62   | 2.ª División | 1º     | 1/16 |
| 1962-63   | 1.ª División | 14º    | 1/16 |
| 1963-64   | 2.ª División | 1º     | 1/8  |
| 1964-65   | 1.ª División | 16º    | 1/8  |
| 1965-66   | 2.ª División | 1º     | 1/8  |
| 1966-67   | 1.ª División | 16º    | 1/8  |
| 1967-68   | 2.ª División | 1º     | 1/32 |
| 1968-69   | 1.ª División | 10º    | 1/4  |
| 1969-70   | 1.ª División | 14º    | 1/16 |
| 1970-71   | 2.ª División | 3º     | 1/4  |
| 1971-72   | 1.ª División | 14º    | 1/32 |
| 1972-73   | 1.ª División | 17º    | 1/4  |

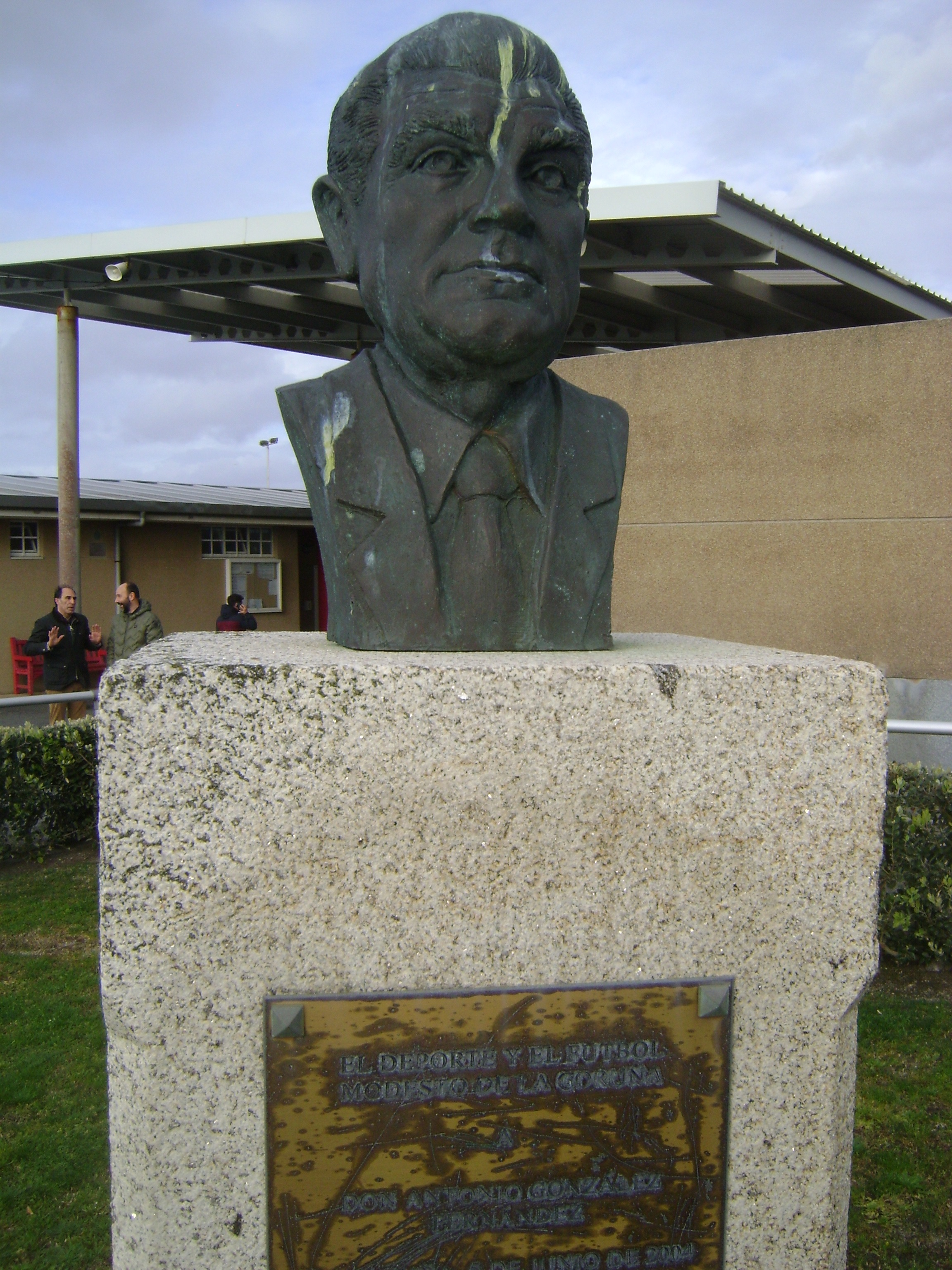
Antonio José González Fernández, presidente de la entidad entre 1965−1973.

Desde la temporada 57/58 a la 61/62 el club permanece en Segunda División, rozando el descenso primero (en la 57/58 se salva del descenso a Tercera al derrotar al C.D. Orense en la promoción) y peleando por el ascenso después (se queda a 2 puestos de la promoción de ascenso en la 59/60 y a uno solo en la 60/61, para acabar ascendiendo en la 61/62 como campeón de la Segunda División). Durante esta época se celebran las "bodas de oro" del club y debutan jugadores como Amancio (fichado por el Real Madrid pocos años después de su debut con el Deportivo), Reija y Veloso. El papel en la Copa del Rey sería bastante discreto, pues el equipo no alcanza rondas significativas.
La denominación del Deportivo como equipo ascensor se debe a la época entre las temporadas 62/63 y 72/73. A tres jornadas para el final de la campaña 62/63, el Deportivo caminaba hacia el descenso matemático a la Segunda División del fútbol español. Una milagrosa reacción en los tres últimos partidos, que ganó 1-3 en San Mamés, 0-1 en Mestalla y 2-1 al Real Betis en Riazor, evitaron el descenso directo y dieron algo de esperanza a la parroquia blanquiazul. El Deportivo tendría que jugarse la continuidad en Primera en la promoción contra el Levante U.D., que luchaba por subir por primera vez en su historia a la máxima categoría del fútbol español. Riazor vivió el encuentro de ida, en el que los coruñeses perderían por 1 gol a 2 tras fallar un penalti Veloso, el mejor jugador de aquel Deportivo. En la vuelta, se repitió la misma historia, el Deportivo caía por 2-1 en Valencia y esta vez era Montalvo el que marraba otra pena máxima. Dos goles que hubieran empatado la eliminatoria entre gallegos y levantinos. Los valencianos ascendieron por primera vez a Primera, y el Dépor, caía de nuevo a la Segunda División.
A la temporada siguiente, el técnico encargado de devolver al Dépor a Primera sería el argentino Roque Olsen. Y empezaría bien. El conjunto herculino encadenó diez jornadas invicto, consiguiendo victorias importantes ante la Real Sociedad o el Real Sporting de Gijón. Pero la más destacada fue un 2 a 7 al C.F. Badalona, con tres goles del gran Veloso, que ya era internacional. El Deportivo de Olsen seguiría su estela firme, venciendo por 1 a 3 en Anoeta ante la Real, y pudiendo conseguir, en Riazor, y a falta de tres jornadas… el ascenso a Primera, ante un rival muy apetecible, el Celta. Aún faltando otros dos encuentros, si el Dépor ganaba, retornaba a Primera, hiciese lo que hiciese el Sporting, segundo clasificado. Riazor registró en el importante derbi una gran entrada, y el equipo no defraudó. A los 15 minutos ya vencía por 1 a 0, gol de Lamelo, redondeado por Loureda antes del descanso. El Celta marcó al poco de comenzar la segunda parte, pero el Deportivo mantuvo el resultado y ascendió a Primera División. Olsen fue manteado en el estadio, y la afición celebró con gran júbilo el retorno a la máxima categoría. La fiesta continuó en verano, con la celebración del decimonoveno Teresa Herrera. El Deportivo superó al Oporto por 2 a 0, y se enfrentaría al Sporting de Lisboa en la final. Veloso en dos ocasiones, Loureda y Lamelo, darían el título al Deportivo.
El equipo asciende y desciende de categoría prácticamente cada temporada, exceptuando dos ocasiones en las que se mantiene en Primera División durante 2 años, antes de volver a descender. No logra terminar ninguna de las temporadas en Primera División entre los 10 primeros clasificados. A destacar durante estos años que cuatro de los cinco ascensos a Primera División se producen como campeón, alcanza en tres ocasiones los cuartos de final de la Copa del Rey (en la edición de 1968/69 cae ante el Athletic Club por un global de 3 goles a uno, después de eliminar a la Unión Deportiva Las Palmas)y que en estos años forman parte del club jugadores como Reija, Luis, Piño, Sertucha, Pellicer o Beci. Este último fue clave durante su etapa como deportivista (fue en una ocasión pichichi de Segunda División y un gol suyo en Riazor ante el Rayo Vallecano (1970-71) fue decisivo para el ascenso a Primera División) y una vez retirado, trabajó durante muchos años en el club como entrenador de juveniles, ojeador y asesor en tema de fichajes, informes de equipos al cuadro técnico de la primera plantilla, etc.

## Los años más tristes (1973 - 1988)
| Temporada | Categoría    | puesto | Copa | Notas                          |
| --------- | ------------ | ------ | ---- | ------------------------------ |
| 1973-74   | 2.ª División | 18º    | 1/32 |                                |
| 1974-75   | 3.ª División | 1º     |      |                                |
| 1975-76   | 2.ª División | 5º     |      |                                |
| 1976-77   | 2.ª División | 11º    | 1/32 |                                |
| 1977-78   | 2.ª División | 8º     | 1/32 |                                |
| 1978-79   | 2.ª División | 15º    | 1/32 |                                |
| 1979-80   | 2.ª División | 18º    |      |                                |
| 1980-81   | 2.ªB         | 2º     |      |                                |
| 1981-82   | 2.ª División | 12º    | 1/4  |                                |
| 1982-83   | 2.ª División | 4º     | 1/8  | Subcampeón Copa de la Liga     |
| 1983-84   | 2.ª División | 9º     | 1/4  |                                |
| 1984-85   | 2.ª División | 13º    | 1/8  |                                |
| 1985-86   | 2.ª División | 5º     | 1/32 |                                |
| 1986-87   | 2.ª División | 2º     | 1/32 | 3º en la liguilla de promoción |
| 1987-88   | 2.ª División | 16º    |      |                                |

Desde la temporada 1972/73 hasta la 1991/92 el Deportivo no supo lo que era jugar en Primera. En la década de los 70 se tocó fondo al descender a la Tercera División en la temporada 1973/74. Hubo dimisión del presidente, cese de tres entrenadores y fichajes fallidos. Nadie podía creerse que el equipo que dos años antes estuvo con lo mejor del fútbol español fuese a tener que enfrentarse al Turón o al Guernica. La curva de descenso de prestigio social y deportivo se veía acentuada por el incremento constante de la deuda económica.
En los ochenta se produce el descenso a la Segunda División B en la temporada 1980/81.Durante esta década, capitaneados en el terreno de juego por José Luis Vara y donde también destacan Agulló, Ballesta, Traba, Castro o Brizzola entre otros, se mantuvo la incertidumbre en la obsesión por recuperar la categoría perdida en la temporada 72/73 y volver cuanto antes a la Primera División.
Al inicio de la temporada 82/83 en La Coruña solo se hablaba de fútbol. Y en España, ya que ese verano se celebraba por primera vez en suelo nacional un Mundial de Fútbol. Había muchas esperanzas puestas en la selección, pero una mala primera fase condenó al equipo a una agria eliminación en el siguiente tramo de competición. El Mundial en La Coruña supuso la remodelación de Riazor, que solo conservó la torre de Marathón y que permitió que la mayoría de los 30.000 espectadores pudieran ver los encuentros sentados. Tras la decepción española del Mundial, el Deportivo tenía sus miradas puestas en el ascenso a Primera División. Para ello se contaba con un entrenador de la casa, Arsenio Iglesias, tras un periplo exitoso por varios equipos del panorama nacional. El de Arteijo aplicó su receta, fortaleza en casa y a rascar lo que se pudiese fuera. El Dépor solo cedió cuatro puntos en Riazor, pero lejos de La Coruña, tan solo logró 14. Así las cosas, el Deportivo llegó a la última jornada de Liga empatado con 46 puntos con el Mallorca, pero los de Arsenio recibían al Rayo, que nos se jugaba nada, y los baleares visitaban el Santiago Bernabéu para enfrentarse al Castilla, rival siempre complicado. Con el Murcia ya ascendido y el Cádiz también en la pelea, había tres equipos para dos plazas. Todo esto propició que en La Coruña se levantase un ambiente cercano a la euforia, conscientes de la fortaleza de los de Arsenio en casa y sabedores de que el Rayo no se dejaría la piel. Eso, a priori, claro. Entonces se fueron desencadenando una serie de acontecimientos que a la postre se revelaron como malos presagios de lo que estaba por venir: desde Mallorca hicieron llegar al diario coruñés La Voz de Galicia una nota en la que tildaban de casero al colegiado Castilla Yanes, al que querían presionar para que no beneficiase al Dépor. Un desfile de peñas y charangas por la ciudad anticipaba una fiesta para la que aún había que ganarse el derecho en el campo. Y lo peor, el Rayo, el rival, que como demostró en los primeros compases del encuentro, venía a La Coruña a algo más que a jugar un partido. Venía a ganarse la prima de 5 millones de pesetas que le ofrecía el Mallorca por ganar en Riazor. El partido se jugó el 22 de mayo de 1983 y Riazor estaba lleno hasta los topes (por aquel entonces entraban en el feudo coruñés más de 40.000 personas). El Rayo comenzó fortísimo, confirmando que venía extramotivado y Castilla Yanes, quizás picado por el artículo parido en Mallorca, se comió un penalti sobre el deportivista Vicente Celeiro a poco de comenzar el partido. Antes del descanso el Rayo desniveló el empate a ceros anotando una falta directa que enmudeció a Riazor. Al poco de la reanudación el Rayo marcó el segundo a la contra y el Dépor comenzó a desesperarse. Lo intentó de todas las maneras, hasta que en el minuto 84 Ballesta hacía el 1-2 que insuflaba esperanza a la grada. Pero no fue suficiente, un gol más habría dado el ascenso al Deportivo, ya que el Mallorca perdería en el Bernabéu, pero lograría subir de categoría por contar con mejor gol average que los de Arsenio. El Cádiz, segundo y el Mallorca, tercero, acompañaría al Murcia a la Primera División. Al menos, aquella temporada se cerró con un acuerdo histórico entre el Deportivo y el Ayuntamiento de La Coruña: según el convenio firmado con Francisco Vázquez Vázquez, el Deportivo podría utilizar el Estadio de Riazor durante medio siglo, con el simbólico pago de una peseta al año.
En la temporada 85/86 Txutxi Aranguren aterriza en el banquillo coruñés y arma un bloque muy sólido. Con José Luis Vara, Agulló y Vicente Celeiro liderando la ofensiva y con un buen entramado defensivo, se mejoran y mucho los números del año anterior. A falta de cuatro jornadas, el Deportivo lo tiene todo de cara, pues tres de esos partidos se disputan en Riazor. Sin embargo, Mallorca y Sabadell hacen pleno y en la penúltima jornada hay que jugársela en Oviedo, donde llega una marea blanquiazul buscando el ansiado ascenso. El partido, jugado a cara de perro, tiene un protagonista inesperado, el colegiado andaluz Villena Peña. A la media hora, el delantero local Thompson se enzarza en una disputa con Silvi. El árbitro en una discutidísima decisión, enseña cartulina amarilla al carballón, y expulsa a nuestro defensa. A partir de ahí, el partido es un frontón. Los locales aún tienen opciones de subir a Primera, y al Deportivo le llega el empate. En esa situación el portero deportivista Montes, siempre sobrio, siempre bien colocado, está inmenso. Pero a escasos minutos para el final se produce un barullo en su área, y Villena Peña pita una mano que en todo el Tartiere, solo ve él. El Oviedo se adelanta 1-0, marcador que permanecería hasta el final. Al terminar el encuentro, el portero blanquiazul no se muerde la lengua: “en el campo ha habido un chorizo vestido de negro”. La rabia inundó a miles de deportivistas ese día, que hicieron suyas las palabras de Montes, que abandonaría nuestro club ese mismo verano tras tres buenas campañas en La Coruña.
Las decepciones se sucedían, y cuanto más cerca se situaba el objetivo, mayor era la frustración de no llegar a él, conduciendo incluso al borde de un nuevo descenso a la Segunda División B. La temporada 1987/88 comenzó de la peor manera posible, con la muerte de Sagarzazu. A partir de ahí, un Deportivo que llevaba años luchando en las posiciones altas de Segunda División, se metió en los puestos de descenso, que no dejó en todo el año. Sumido en una deuda asfixiante, un descenso a Segunda B abocaría al Deportivo a una situación económica más que delicada. En las últimas semanas Arsenio Iglesias toma las riendas del equipo, y se llega a una última jornada taquicárdica. El Deportivo necesita imperiosamente vencer al Racing de Santander, y que el Xerez, derrote al Bilbao Athletic. La segunda premisa se cumple, pero en Riazor los minutos pasan, y el marcador no se mueve. Cuando en el último minuto del descuento, las lágrimas caían por el rostro de muchos aficionados, el Chuchi Hidalgo se revuelve en el área y el balón le llega a Vicente, que remacha a la red el gol salvador. Tras esta sucesión de decepciones, se renueva por completo la directiva del Club con el objetivo de sanearlo económicamente y conseguir la estabilidad deportiva.

## La etapa de Augusto César Lendoiro en la presidencia (1988 - 2014)
| Temporada | Categoría    | puesto | Copa      |
| --------- | ------------ | ------ | --------- |
| 1988/89   | 2.ª División | 10º    | Semifinal |
| 1989/90   | 2.ª División | 4º     | 1/32      |
| 1990/91   | 2.ª División | 2º     | 1/8       |
| 1991/92   | 1.ª División | 17º    | Semifinal |

El nacimiento del nuevo Deportivo tiene su origen en la histórica asamblea, de carácter abierto y popular, que se celebró en 1988 en el Colegio Salesianos ante miles de personas y en la que salió elegido como presidente Augusto César Lendoiro. La afición quería como presidente al hombre que convirtió al Hockey Club Liceo en el mejor club de hockey del mundo en la década de los 80. La situación no era nada alentadora: la fuerte deuda, que ascendía a 600 millones de pesetas, la mala perspectiva deportiva de un equipo que se había salvado en el último momento del descenso a Segunda División B y la débil implantación social del Club, eran los problemas más urgentes. Para intentar solucionarlos la directiva planteó una campaña de mentalización ciudadana basada en la estabilidad y la solvencia económica, es decir, el éxito deportivo estaba íntimamente ligado al económico. Bajo el lema "camina o revienta", muy utilizado por el Presidente en esas fechas, el Club sale adelante y sobre esa base se articuló el "milagro del Deportivo". Lendoiro nombra primero a su junta directiva, formada preferentemente por componentes del fútbol modesto, como así fue elegida y que recayó en Pachi Dopico, del Deportivo Ciudad y primer vicepresidente, Luis Sánchez Doporto, del Galicia Gaiteira, Suso Rebollo, del Victoria, Roberto Veira, segundo vicepresidente, Lolo Montiel y José Luis Guillín, del Español, Pati Blanco, gran colaborador de Lendoiro en la Diputación, nombrado jefe de prensa, mientras que Felipe Marcos se hizo cargo de la tesorería y la contabilidad. Poco más tarde entrarían el que sería delegado del equipo, Barros Botana, y el íntimo amigo del presidente Javier Chaver. Fueron unos momentos muy difíciles, puesto que para finales de junio el club tenía que disponer de más de cien millones de pesetas para hacer frente a las nóminas de los jugadores. La primera reunión fue con el alcalde de La Coruña, que solamente concedió un millón de las ganancias del Teresa Herrera, cuando a otros candidatos, de haber salido elegidos, les prometió los cien millones que hacían falta antes de terminar el mes de junio. Antes de que se cumpliese el pago a los jugadores, el antiguo jugador del Deportivo, Manolete, en ese momento director del Banco de Comercio, facilita al club los cien millones necesarios para hacer frente a los pagos. Hoy el Banco de Comercio es el banco oficial del Deportivo, donde se encuentran las nóminas de jugadores y empleados. Por eso es justo nombrar a Manolete por su gran gestión en favor del Deportivo. Los directivos se pusieron a trabajar recorriendo toda la ciudad y alrededores para hacer nuevos socios. También visitaban bares, con objeto de recibir algún donativo. A los que daban 25.000 pesetas le entregaban un cuadro llamado ‘Amigo de Plata’ y los que aportaban 50.000 eran ‘Amigos de Oro’ para dejar constancia de su colaboración con el club. Además del tema económico, había que confeccionar el equipo y nombrar entrenadores para la próxima temporada 88-89. En primer lugar sería nombrado el que habría de dirigir al Deportivo, que racayó en Arsenio Iglesias.

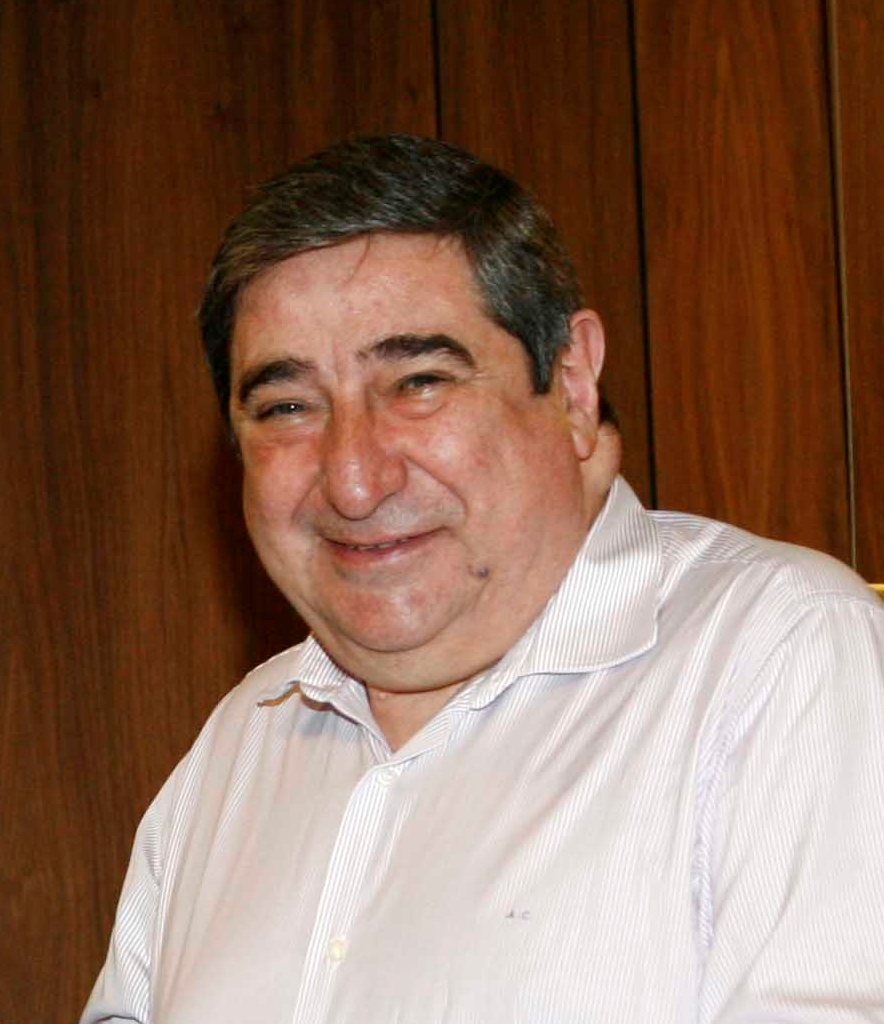
Augusto César Lendoiro, el hombre que cambió la historia del Deportivo.

La temporada 88/89 es discreta en liga (10º), pero destaca la presencia del club en semifinales de la Copa del Rey. En junio de 1989, el club viaja a tierras del Pisuerga para defender, en el estadio José Zorrilla, el solitario gol de Raudnei en la ida de la semifinal de la Copa del Rey. El partido disputado bajo una enorme tensión, con algún incidente previo en las gradas, es enormemente trabado. El entramado defensivo de Arsenio Iglesias maniata perfectamente a los de Vicente Cantatore, y es Ramón, el incisivo lateral deportivista, el jugador más activo en los primeros compases. Sin embargo, el jugador local Patri, decide poner fin a su partido con una brutal zancadilla, que termina con nuestro jugador en la enfermería y doce puntos de sutura en su pierna. El colegiado Soriano Aladrén no señala ni falta. El mismo Patri, acompañado por Minguela y, sobre todo, Fernando Hierro convierte el partido en una carnicería, cebándose especialmente en Fran. Para el recuerdo una salvaje entrada con los dos pies por delante, a las tibias del de Riveira, que es sancionada con tarjeta amarilla, cuando el defensa ya asumía su inevitable expulsión. Su durísima actuación durante este partido nunca la olvidarán los aficionados deportivistas, que ya sea con la selección española o con el Real Madrid, lo recibirán en cada visita suya al estadio de Riazor al grito de "Hierro, cabrón, sal de Riazor". Así llegamos al minuto 82 de partido. El empate sin goles mete al Deportivo en la final, que además da derecho directamente a jugar en Europa, pues el rival es un Real Madrid ya matemáticamente convertido en campeón liguero. El atacante pucelano Jankovic, se lleva un balón en falta sobre Martín Lasarte, hay un pequeño barullo en el área, y con las manos deja el baló en bandeja para que Albis fuerce la prórroga. Desanimados y solo guiados por la rabia que esa injusticia provoca, el equipo lucha con toda su fuerza para llegar a los penaltis. Nada más comenzar la segunda parte del tiempo extra, Jankovic y Peña, un gallego que hizo carrera durante años en el Valladolid, combinan de cabeza, y el lucense remacha a la red en clara posición de fuera de juego. Para desesperación de la hinchada herculina, Soriano Aladrén da el gol por válido y el sueño se esfuma. Durante semanas, Augusto César Lendoiro amenaza con llevar al colegiado a los tribunales ordinarios, pero todo quedaría en nada. Soriano reconocería años más tarde sus múltiples errores, pero afirmando estar tranquilo por haber pitado lo que vio.
La temporada 1989/90 el Deportivo se cuela en la fase de promoción de ascenso a Primera División. Era el año del estreno de Martín Lasarte, Sabín Bilbao, Sredojevic, Batrovic y, sobre todo, el búlgaro Vlado Stojanov. Con el Deportivo en mitad de la tabla de la división de plata, Carlos Ballesta, el segundo entrenador del primer equipo, se trae de un viaje por el este de Europa, a este desconocido delantero búlgaro procedente del PSFC Chernomorets Burgas, para apuntalar al equipo las últimas 8 jornadas de liga. Un ariete completísimo, con gran golpeo de balón con ambas piernas, y un impecable remate de cabeza, como pudo mostrar en los escasos partidos que pudo disputar con nuestra camiseta. Debuta Vlado en el estadio de Riazor frente al Sabadell. Ese día el juego del equipo mejora muchísimo en comparación a los partidos anteriores, y el búlgaro tiene la suerte de convertir el gol de la victoria. Esa historia se repite los siguientes encuentros, en Santander de libre indirecto dentro del área; en Coruña frente a la UD Las Palmas, a la limón con un defensa canario; y finalmente contra el filial colchonero, de un impecable cabezazo. Vlado Stojanov, aún disputa un par de encuentros más de liga, antes de caer lesionado, percance que le impide jugar los dos últimos partidos de la fase regular. Su trayectoria en este tiempo es en proporción, la mejor que jamás haya tenido en liga, un jugador de nuestro club: seis partidos jugados, seis victorias obtenidas, marcando en cuatro de ellas, y logrando meter al equipo en los puestos que daban derecho a disputar la promoción de ascenso. En la fatídica promoción, el rival es el Club Deportivo Tenerife, que tenía como estrella a Rommel Fernández. En el partido de ida disputado en el Heliodoro Rodríguez López, un muy bien plantado Deportivo, obtiene un valioso empate a cero. Allí, los chicharreros se cansan de repartir patadas a diestro y siniestro. Para la historia queda, la actuación de Manolo Hierro. El susodicho, parte la nariz a Stojanov con un codazo alevoso. El sustituto de Vlado, Gustavo, declara a la TVG que Hierro es el jugador más leñero de toda la liga. El partido de vuelta, se disputó con un Riazor totalmente abarrotado, dispuesto a romper el gafe. Benito Cores, comentarista a pie de campo del canal autonómico por aquel entonces, recuerda a Arsenio Iglesias que jamás ha perdido una promoción. El viejo zorro pide cautela. Sabio consejo, con un Stojanov jugando con una máscara protectora, el Tenerife es superior y vence con el tempranero gol de Eduardo, después de que el balón rebotara en la espalda del portero Fernando. No pudo ser y otra vez más las gradas de Riazor eran testigo de una decepción. A pesar de ello la masa social seguía ascendiendo, con 17.500 abonados en Segunda División. En cuanto al ariete búlgaro, al terminar la temporada Lendoiro decide no ejercer la opción de compra sobre el búlgaro. Esa decisión, que desde fuera de Coruña es vista con estupefacción, no sorprende en la ciudad. Las andanzas nocturnas de Vlado Stojanov tienen amplia repercusión a nivel local, corriendo incluso la leyenda, de que en algún encuentro disputado en Riazor, hay que ir a buscarlo poco antes del comienzo, en unas condiciones que no eran las mejores para la práctica del futbol.
La temporada 1990/91 se planifica de manera diferente. Toda la década de sinsabores que llevábamos había sido construida desde la humildad, con jugadores de la casa como Vara, Traba, Jorge o Agulló, y con alguna pincelada foránea como Donowa, pero después de una nueva decepción al caer en la promoción frente al Tenerife la temporada anterior Lendoiro, al más puro estilo Florentino Pérez, construyó un equipo de galácticos para la Segunda División: Villa, Uralde, Josu, Stojadinović, Mújica, Albístegui, Djukic (que llegó en el tramo final) unidos a los Fran o José Ramón, eran los clarísimos favoritos para ascender. Tuvo que ser otra vez en los últimos compases de la Liga cuando se decide el futuro del club coruñés, en un partido en Riazor ante el Real Murcia. El héroe de ese partido fue Stojadinović y bien que pudo haber sido el portero Yosu, colosal ante el dúo letal pimentonero formado por Comas y Daniel Toribio Aquino, o José Ramón que falló una clarísima ocasión con empate en el marcador. Pero el fútbol es así, y aquel yugoslavo que llegara procedente del Mallorca (vía Amberes donde había estado cedido) inscribió su nombre con letras de oro en nuestra historia al anotar los 2 goles del partido en la victoria que certificaba la vuelta a primera muchos años después. Para el recuerdo, la frase de Augusto César Lendoiro en la plaza de María pita ante miles de seguidores: "Barça, Madrid, ya estamos aquí".
A pesar del mucho tiempo transcurrido (18 años) desde las anteriores batallas en Primera División, a nadie se le había borrado de la memoria las temporadas en que la escuadra gallega había ejercido de "ascensorista", a medio camino entre la Primera y la Segunda, y por ello la planificación de la nueva temporada 1991/92 pretendió ser exhaustiva desde el comienzo. Arsenio Iglesias, ya lo había anunciado, dejaba el banquillo deportivista, pero continuaba ligado al club. Tras el bluff protagonizado por el técnico ruso Oleg Romantsev (a los 2 días de llegar a La Coruña voló a Moscú con el pretexto de arreglar su contrato con el club de origen, pero nunca volvió a la ciudad herculina), y descartadas opciones como Javier Clemente o José Luis Romero Robledo, Augusto César Lendoiro ofrece el banquillo a Marco Antonio Boronat, extécnico de la Real Sociedad, que acepta y se pone a trabajar de inmediato con la plantilla. Y esa plantilla se ve sometida a una profunda remodelación, ahora se tenía dinero para lograr un plantel capaz de afianzarse entre los grandes. Las 2 últimas temporadas habían acabado con superávit (entre 40 y 60 millones de pesetas en cada una de ellas) y la cifra de socios había subido a 20.000. Así, se ficha a los porteros Liaño y Canales, al delantero mallorquinista Claudio, al defensa López Rekarte, que costó 100 millones y fue el fichaje más caro de la historia deportivista en aquel momento, al también defensa del Burgos Ribera y al delantero búlgaro Kiriakov. A cambio, Gil se va al Celta y el guardameta Jorge se retira, tras diecinueve años al servicio del Deportivo. Con el fichaje de Kiriakov, además, el Deportivo se encuentra con cinco extranjeros en plantilla: Martín Lasarte, Djukic, Dragan Kanatlarovski, Zoran Stojadinovic y el citado Kiriakov, más otro búlgaro, Atanas Kirov, que tras hacer la pretemporada con el Depor se iría cedido al Málaga. Boronat decidió, contra la opinión de un importante sector de la afición, que Stojadinovic no era aprovechable para el club y se quedó durante toda la campaña en el banquillo. Luego, el gol sería uno de los grandes problemas.
Con estos mimbres llegó el Deportivo a su primera prueba importante: el Trofeo Teresa Herrera, donde le acompañarían Real Madrid, Oporto y Ajax de Ámsterdam. El papel deportivista fue excelente, pues en la 1.ª jornada venció al Ajax de Van't Schip, Bergkamp y Jan Wouters por 1-0, para caer 1-0 en la final ante el Oporto. En estos partidos, Boronat empleó a Liaño, Gustavo, Martín Lasarte, Djukic, López Rekarte, Ribera, Dragan Kanatlarovski, Sabín Bilbao, José Ramón, Kiriakov, Fran, Claudio, Mariano, Aspiazu y Villa, que serían sus titulares durante la campaña.
(Editando)

### El Súper Dépor
| Temporada | Categoría    | puesto     | Copa | Supercopa | UEFA | Recopa    | Notas           |
| --------- | ------------ | ---------- | ---- | --------- | ---- | --------- | --------------- |
| 1992/93   | 1.ª División | 3º         | 1/32 |           |      |           |                 |
| 1993/94   | 1.ª División | Subcampeón | 1/8  |           | 1/8  |           | Debut en Europa |
| 1994/95   | 1.ª División | Subcampeón |      |           | 1/8  |           |                 |
| 1995/96   | 1.ª División | 9º         | 1/8  |           |      | Semifinal |                 |
| 1996/97   | 1.ª División | 3º         | 1/8  |           |      |           |                 |
| 1997/98   | 1.ª División | 12º        | 1/4  |           | 1/32 |           |                 |

#### Temporada 1992/1993
En la temporada 92-93 el Club se ve obligado a convertirse en sociedad anónima deportiva. Los fichajes de los brasileños Bebeto y Mauro Silva esta misma temporada y el buen papel del equipo en Liga finalizando en tercera posición supusieron el nacimiento de lo que se vino en llamar "Súper Dépor". Además y a nivel individual, Bebeto termina la temporada como máximo goleador y Liaño como el portero menos goleado. Las Ligas, que hasta el momento se estaban decidiendo a dos bandas, tenían un nuevo actor con grandes posibilidades, el Deportivo que, con mucho menos presupuesto, plantaba cara a los dos grandes de siempre. El equipo no solo se convierte en el preferido de los coruñeses y los gallegos, sino que otros muchos aficionados de todo el territorio nacional prefieren al Deportivo en detrimento de los tradicionales Real Madrid y Barcelona.

#### Temporada 1993/1994. El penalti de Djukic
Tras finalizar la temporada 92-93 en la tercera posición, el Deportivo iniciaba la campaña siguiente con los fichajes de Voro, Paco, Donato, Alfredo, Manjarín y Pedro Riesco. En Europa el Deportivo, que debutaba esa misma temporada, sorprendía al mundo endosándole un 5 a 0 al Aalborg danés y eliminando al Aston Villa con gol de Manjarín en el Villa Park. El Eintracht alemán dejaría al Dépor en la cuneta, pero Europa comenzaba a oír el nombre del Deportivo.
En Liga los de Arsenio Iglesias caminaban con paso firme en casa (destaca un 4-0 ante el Real Madrid) y sacando alguna que otra victoria a domicilio. Precisamente el Dépor cerraría la primera vuelta como líder, tras derrotar por 1 a 3 al Valencia. En la segunda vuelta, las derrotas en el Santiago Bernabéu y en el Camp Nou no dejaron que el Dépor se distanciase de sus rivales. Pese a todo, a falta de cuatro jornadas para el final, el Dépor aventajaba al Barcelona en tres puntos. Dos empates a cero contra el Lleida y el Rayo de un magistral Wilfred, que lo paró todo, fueron contrarrestados con una victoria por 0 a 2 en Logroño. Así se llegó a la última jornada de Liga, con el Dépor líder, con un punto de diferencia sobre el Barcelona.
El golaverage particular beneficiaba a los de Cruyff, por lo que al Dépor solo le valía la victoria ante el Valencia en Riazor. Pero los valencianistas, fuertemente primados como reconoció a posteriori alguno de sus jugadores, disputaron el partido como si se jugasen algo más. El Barcelona, que días después jugaría la final de la Copa de Europa contra el Milan, recibía al Sevilla en el Camp Nou. Pese a la férrea presión del Valencia, la alegría saltaba en las gradas de Riazor cuando Simeone adelantaba al Sevilla en Barcelona. Pero pronto los de Cruyff le iban a dar la vuelta al marcador, presionando a un Deportivo que no conseguía superar la meta defendida por González. Los goles fueron llegando en el Camp Nou, hasta marcar el 5 a 2 definitivo. El Deportivo necesitaba un gol para ser campeón. Y ese gol no llegaba. Entonces se produjo la jugada que iba a entrar en la historia negra del deportivismo. Corría el minuto 89, y Nando era derribado en el área del Valencia por Serer. López Nieto, el colegiado del encuentro, no dudó en pitar penalti. Riazor estaba enloquecido, la Liga estaba al alcance del Deportivo, pero Donato, el especialista, había sido sustituido minutos antes. Las miradas apuntaban a Bebeto, pero el brasileño no reunió el valor suficiente. Sí lo tuvo Djukic, que esa misma temporada y en las anteriores había tirado ya alguna pena máxima, con éxito dispar. Así que el serbio era el encargado de meter al Deportivo en la historia de la Liga. Djukic tomó aire con fuerza, abrumado por la responsabilidad, disparó, flojo, a la derecha de González, que detuvo el lanzamiento sin apuros. Lo que vino después sobró. El portero ché, festejó la acción alzando el puño con rabia, en un gesto excesivo, innecesario, doloroso, primado. Djukic se quedó de piedra, hundió la cabeza entre sus brazos, dándose de golpe con la realidad, al igual que la afición coruñesa, que daba por hecho el título. Lendoiro lloraba en el palco, y Arsenio Iglesias se quedaba sin palabras en rueda de prensa. La Liga se le escapaba al Deportivo. Barcelona festejaba un título que ya ni esperaba. Paco Liaño, que se llevaría por segundo año consecutivo el trofeo Zamora como portero menos batido (el Depor se convirtió en el mejor equipo defensivo en una temporada de Liga, encajando tan solo 18 goles en las 38 jornadas de Liga -solo recibió goles en 12 partidos-, lo que hace un promedio de 0,474 goles/partido.), dejaría tras el encuentro una frase dedicada al Valencia y al destino del conjunto deportivista: “Arrieros somos y en el camino nos encontraremos”, apuntó el cántabro.
| Así jugaba el Super Depor: - Liaño - López Rekarte - Voro - Djukic - Ribera - Nando - Aldana - Mauro Silva - Fran - Claudio - Bebeto - Ent: Arsenio Iglesias |  | Liaño Rekarte Ribera Djukic Voro Nando Donato Mauro Silva Fran Bebeto Claudio |
| Liaño Rekarte Ribera Djukic Voro Nando Donato Mauro Silva Fran Bebeto Claudio                                                                                |  |                                                                               |

#### Temporada 1994/1995. El primer título

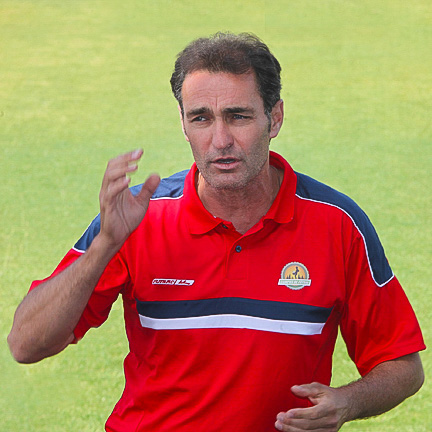
Aldana, jugador del Deportivo entre 1992 y 1996.

Durante la temporada siguiente el equipo no notó el mazazo de perder la Liga unas semanas atrás y completa una gran temporada finalizando subcampeón en la competición doméstica(se desquita en Liga con el Valencia, venciéndole 3-1 en Riazor y 1-2 en Mestalla) y con una destacada actuación en Europa, al alcanzar de nuevo los octavos de final tras dejar por el camino a equipos como el Rosenborg y el Tirol Innsbruck. Además, el primer título, una Copa del Rey, se consiguió en Madrid el 27 de junio de 1995 ante el Valencia con goles de Manjarín y de Alfredo, tanto que será almacenado en las retinas de todos los deportivistas después de un gran centro, saltando y rematando de cabeza ante un atónito Zubizarreta que vio como el jugador se anticipaba a su salto, en un partido disputado en dos actos (el sábado 24 y el martes 27 de junio), debido a una gran tromba de agua caída sobre Madrid aquel sábado. El partido se reanudó en el minuto 35 de la segunda parte y Alfredo solo tardó 56" en anotar el gol.

#### Temporada 1995/1996
En la temporada 1995/96, bajo las órdenes del galés John Benjamin Toshack, el Deportivo alcanza las semifinales de un torneo europeo en la desaparecida Recopa de Europa. Cae ante el Paris Saint-Germain por un global de 2 a 0 (0-1 en Riazor y 1-0 en París) después de dejar por el camino a Apoel, Trabzonspor y Real Zaragoza. El equipo francés acabaría levantando el trofeo al vencer en la final al Rapid Viena. En el torneo doméstico, el Deportivo termina en la novena posición, lejos del nivel de las temporadas anteriores. Esta temporada dejará para la historia la actuación de Bebeto ante el Albacete en un partido de Liga. En la pretemporada destaca una paliza histórica al Bayern Munich (7-0). A principios de temporada el Deportivo consigue su segundo título al vencer al Real Madrid en la Supercopa de España, con un 3-0 en el partido de ida disputado en Riazor que sentenciaría la competición.
| 22         | POR        | Juan Garrido Canales  |     |
| 2          | DEF        | Voro                  |     |
| 5          | DEF        | Miroslav Djukić       |     |
| 4          | DEF        | José Luis Ribera      |     |
| 7          | DEF        | Nando Martínez        |     |
| 12         | MED        | Donato Gama da Silva  |     |
| 8          | MED        | Alfredo Santaelena    |     |
| 10         | MED        | Fran González         | 66' |
| 16         | DEL        | Manjarín              | 64' |
| 14         | DEL        | Txiki Begiristain     | 46' |
| 11         | DEL        | Bebeto                |     |
| Entrenador | Entrenador | John Benjamin Toshack |     |

| 1          | POR        | Paco Buyo             |     |
| 3          | DEF        | Quique Sánchez Flores |     |
| 5          | DEF        | Manolo Sanchís        |     |
| 4          | DEF        | Fernando Hierro       |     |
| 19         | DEF        | Mikel Lasa            |     |
| 11         | MED        | José Emilio Amavisca  | 75' |
| 6          | MED        | Fernando Redondo      |     |
| 20         | MED        | Freddy Rincón         | 54' |
| 21         | DEL        | Luis Enrique          |     |
| 17         | DEL        | Raúl González         |     |
| 9          | DEL        | Iván Zamorano         |     |
| Entrenador | Entrenador | Jorge Valdano         |     |

| 3  | DEF | López Rekarte     | 46' |
| 9  | DEL | Dimitri Radchenko | 64' |
| 19 | MED | Adolfo Aldana     | 66' |

| 13 | POR | Santiago Cañizares | 54' |
| 8  | MED | Míchel             | 75' |

|  | 55' | Donato        | 1-0 |
|  | 60' | Fran González | 2-0 |
|  | 65' | Bebeto        | 3-0 |

|  | 35' | Nando Martínez |
|  | 71' | Voro           |

|  | 48' |  | 84' | Mikel Lasa |

|  | 54' | Paco Buyo  |
|  | 84' | Mikel Lasa |

| Árbitro: | Juan Ansuátegui Roca |

| 22         | POR        | Juan Garrido Canales  |     |
| 2          | DEF        | Voro                  |     |
| 5          | DEF        | Miroslav Djukić       |     |
| 4          | DEF        | José Luis Ribera      |     |
| 7          | DEF        | Nando Martínez        |     |
| 12         | MED        | Donato Gama da Silva  |     |
| 8          | MED        | Alfredo Santaelena    |     |
| 10         | MED        | Fran González         | 66' |
| 16         | DEL        | Manjarín              | 64' |
| 14         | DEL        | Txiki Begiristain     | 46' |
| 11         | DEL        | Bebeto                |     |
| Entrenador | Entrenador | John Benjamin Toshack |     |

| 1          | POR        | Paco Buyo             |     |
| 3          | DEF        | Quique Sánchez Flores |     |
| 5          | DEF        | Manolo Sanchís        |     |
| 4          | DEF        | Fernando Hierro       |     |
| 19         | DEF        | Mikel Lasa            |     |
| 11         | MED        | José Emilio Amavisca  | 75' |
| 6          | MED        | Fernando Redondo      |     |
| 20         | MED        | Freddy Rincón         | 54' |
| 21         | DEL        | Luis Enrique          |     |
| 17         | DEL        | Raúl González         |     |
| 9          | DEL        | Iván Zamorano         |     |
| Entrenador | Entrenador | Jorge Valdano         |     |

| 3  | DEF | López Rekarte     | 46' |
| 9  | DEL | Dimitri Radchenko | 64' |
| 19 | MED | Adolfo Aldana     | 66' |

| 13 | POR | Santiago Cañizares | 54' |
| 8  | MED | Míchel             | 75' |

|  | 55' | Donato        | 1-0 |
|  | 60' | Fran González | 2-0 |
|  | 65' | Bebeto        | 3-0 |

|  | 35' | Nando Martínez |
|  | 71' | Voro           |

|  | 48' |  | 84' | Mikel Lasa |

|  | 54' | Paco Buyo  |
|  | 84' | Mikel Lasa |

| Árbitro: | Juan Ansuátegui Roca |

#### Temporada 1996/1997
En la pretemporada de la temporada 96/97 destaca el fichaje de uno de los mejores futbolistas que hayan vestido la camiseta blanquiazul Rivaldo. Después de triunfar en el Palmeiras, Lendoiro, un enamorado del juego de ese equipo, le convenció para firmar a razón de 900.000 euros netos por temporada,con un traspaso récord de 7 millones de euros. La empresa Parmalat, que era propietaria de una parte de los derechos del futbolista enredó el tema de tal forma que en muchos momentos se dio por hecha su marcha al Parma, equipo propiedad del gigante lácteo italiano. Finalmente Rivaldo pudo debutar en Riazor, después de disputar los Juegos Olímpicos de Atlanta donde un error suyo propició el gol que dejó fuera a la Canarinha frente a Nigeria, hecho que le causó durante un tiempo, el reproche de la Torcida brasileira. Solo defendió la camiseta blanquiazul una temporada. Jugando con libertad, más bien en la posición de mediapunta, aunque dejándose caer, sobre todo al costado izquierdo, su rendimiento en los meses que coincidió con Toshack fue espectacular. Asistencias, goles de todos los colores, de cabeza, de falta, en jugada individual, de inapelable disparo. La afición herculina no daba crédito a lo que veía y empezaba a considerar que el precio del traspaso había sido un chollo para los nuestros. Pero J.B. es cesado después de Navidad, y llega en su lugar Carlos Alberto Silva. Rivaldo, a pesar de sus prestaciones, tuvo una relación muy tirante con el galés, llegando este a sustituirlo cuando solo se había transcurrido media hora de juego por no haber sabido leer el partido. La llegada de Silva fue un bálsamo, y son muchos los que piensan que a pesar de que la definitiva gloria mundial le llegaría en el Barcelona de Van Gaal, esa segunda vuelta con el Deportivo vivió al mejor Rivaldo de su carrera. Ningún otro jugador de la historia del Club se acercó a la excelencia y regularidad que esa campaña tuvo el dorsal 11 deportivista. A pesar de sufrir en cambio de entrenador en mitad de temporada, el equipo termina la Liga en tercera posición, lejos de la pelea por el título.
En la primavera del año 1996, se vivió quizás el mayor cambio de la historia en el balompié español. En los despachos se gestaba la llamada guerra del fútbol. Hasta entonces, Canal+ pagaba a la Liga española unos 3.000 millones de las antiguas pesetas por los derechos de retransmisión de un partido semanal. La entrada en escena de la familia Asensio y Antena 3 TV, en competencia con el canal de Polanco, proporcionó a cada club una cantidad similar a la que antes cobraban todos en conjunto. Aparecen así grandes fichajes como Ronaldo, Denilson, Roberto Carlos o Seedorf, y surge la llamada Liga de las Estrellas, en la que el Deportivo aportó la figura de Rivaldo. También en estos años, a raíz de la Ley Bosman, se produce un desembarco de jugadores extranjeros en el club, como por ejemplo Rivaldo, Corentin Martins, Madar, Kouba, Bonnissel, Naybet, Songo´o, Flavio, Hélder, Renaldo o Nuno. El resultado es un vestuario muy conflictivo debido a la diversidad de culturas, algo más propio de la ONU que de un equipo de fútbol.

#### Temporada 1997/1998

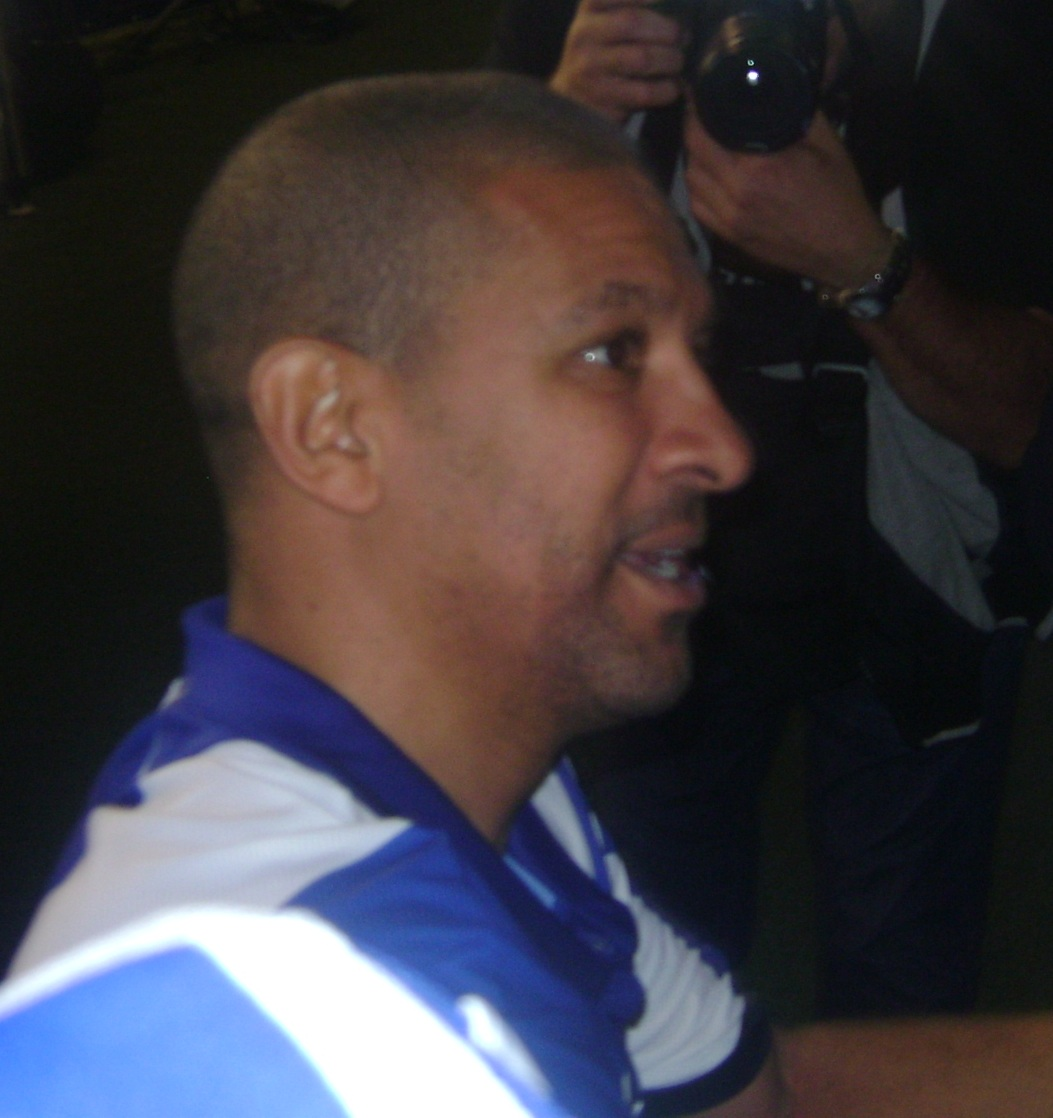
Djalminha llegó al Deportivo en 1997.

Ya en la temporada 1997/98, la desmedida ambición de Lendoiro, junta en la plantilla coruñesa al cuadrado mágico del Palmeiras. A Flavio y Rivaldo, que ya defendían nuestro escudo, se le suman Luizao y a un jugador histórico para el deportivismo, Djalminha. Con Flavio recuperándose de una lesión, los otros tres se juntan en el Trofeo Teresa Herrera y la ilusión en la ciudad supera incluso a la que se desbordó con la irrupción del Superdepor. Sin embargo, mientras se disputa la final del decano de los trofeos veraniegos, salta la bomba, el F.C. Barcelona ficha a Rivaldo triplicándole el salario y pagando 24 millones de euros. La marcha de Rivaldo fue un palo durísimo para un Deportivo que deambuló por el campeonato sin pena ni gloria, firmando una de las peores temporadas en la historia reciente del club, eliminados a las primeras de cambio en UEFA y duodécimos en Liga, con cambio de entrenador incluido: José Manuel Corral, técnico interino, sustituye al brasileño Carlos Alberto Silva.

### El Euro Dépor
| Temporada | Categoría    | puesto     | Copa      | Supercopa | Champions          | UEFA |
| --------- | ------------ | ---------- | --------- | --------- | ------------------ | ---- |
| 1998/99   | 1.ª División | 6º         | Semifinal |           |                    |      |
| 1999/00   | 1.ª División |            | 1/8       |           |                    | 1/8  |
| 2000/01   | 1.ª División | Subcampeón | 1/16      |           | 1/4                |      |
| 2001/02   | 1.ª División | Subcampeón |           |           | 1/4                |      |
| 2002/03   | 1.ª División | 3º         | Semifinal |           | 2.ª Fase de grupos |      |
| 2003/04   | 1.ª División | 3º         | 1/8       |           | Semifinal          |      |
| 2004/05   | 1.ª División | 8º         | 1/16      |           | Fase de grupos     |      |

#### Temporada 1998/1999

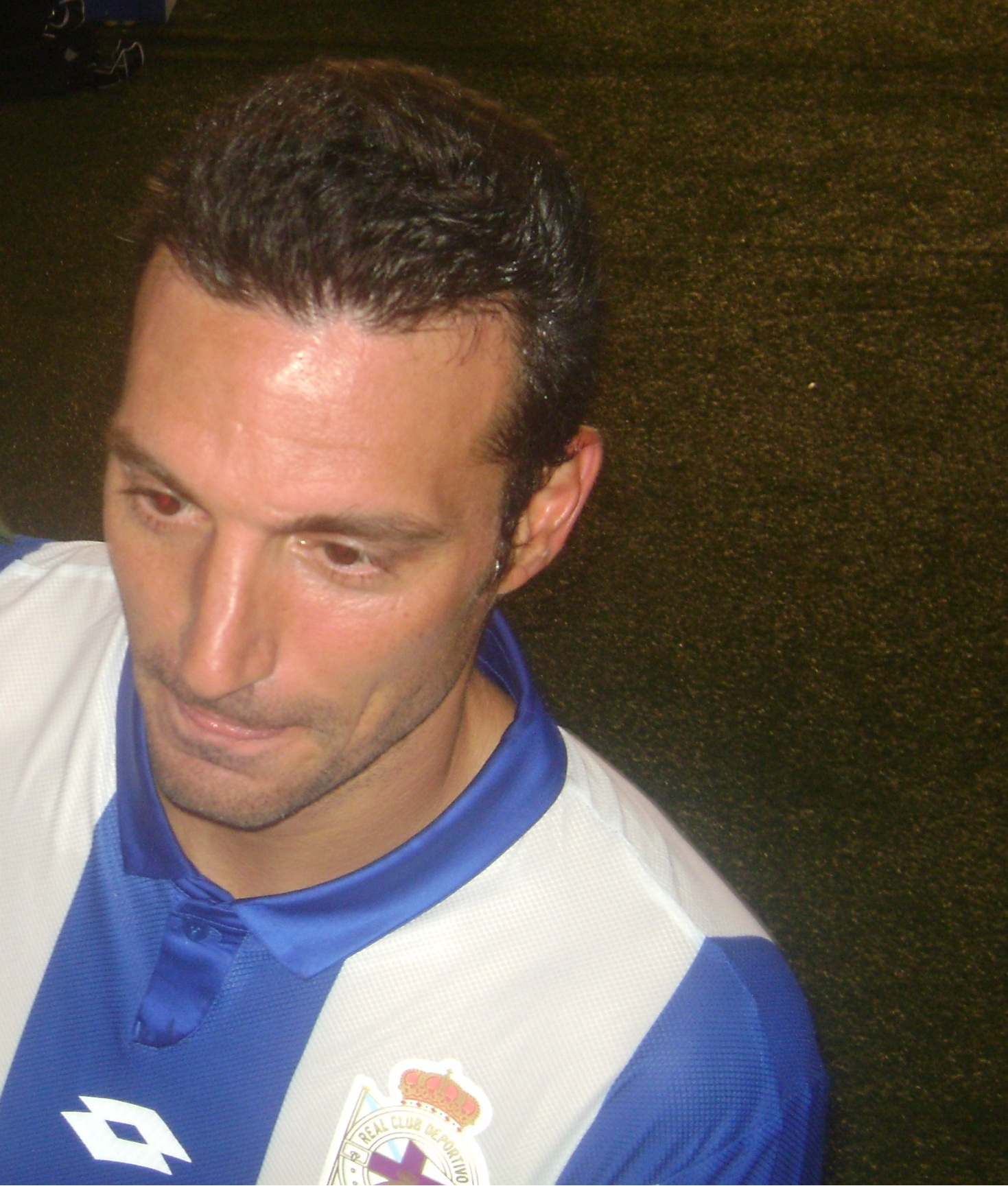
Scaloni, jugador del club entre 1997 y 2005.

Javier Irureta, aterriza en el club en la temporada 1998/99 haciendo una Liga de menos a más que terminará con el Deportivo en sexta posición. Muy irregular la primera vuelta, en la que solo durante 2 jornadas se repite el puesto en la clasificación: se pasa del 6º puesto en la jornada 4 al 11º en la jornada 10 y del 2º puesto en la jornada 13 al 12º en la jornada 17. Pero a partir de esa jornada en conjunto de Irureta encuentra la estabilidad y va ascendiendo de manera progresiva hasta la sexta posición en la jornada 21 (lugar que da acceso a UEFA), posición en la que terminará la Liga y de la que no bajará hasta el final de campeonato. En cinco ocasiones llega a ocupar plaza de Liga de Campeones en esta segunda vuelta, pero el final de temporada se hace muy largo, logrando solo 2 de los últimos 9 puntos. El segundo puesto, que daba acceso directo a la Liga de Campeones sin necesidad de jugar la previa quedó a escasos 5 puntos. Destacan las victorias ante Celta de Vigo (2-1), Real Oviedo (4-0), Fútbol Club Barcelona (2-1) y Real Madrid Club de Fútbol (4-0). Además se alcanzan las semifinales de la Copa del Rey, en donde lo eliminaría el Atlético de Madrid al vencer en Riazor por un tanto a cero en el partido de vuelta, después de un empate sin goles en el Calderón. Durante las 7 temporadas que dirigirá al Deportivo, se alcanzarán grandes cotas tanto en España a nivel nacional con como en la Champions a nivel internacional.

#### Temporada 1999/2000. La Liga del Deportivo

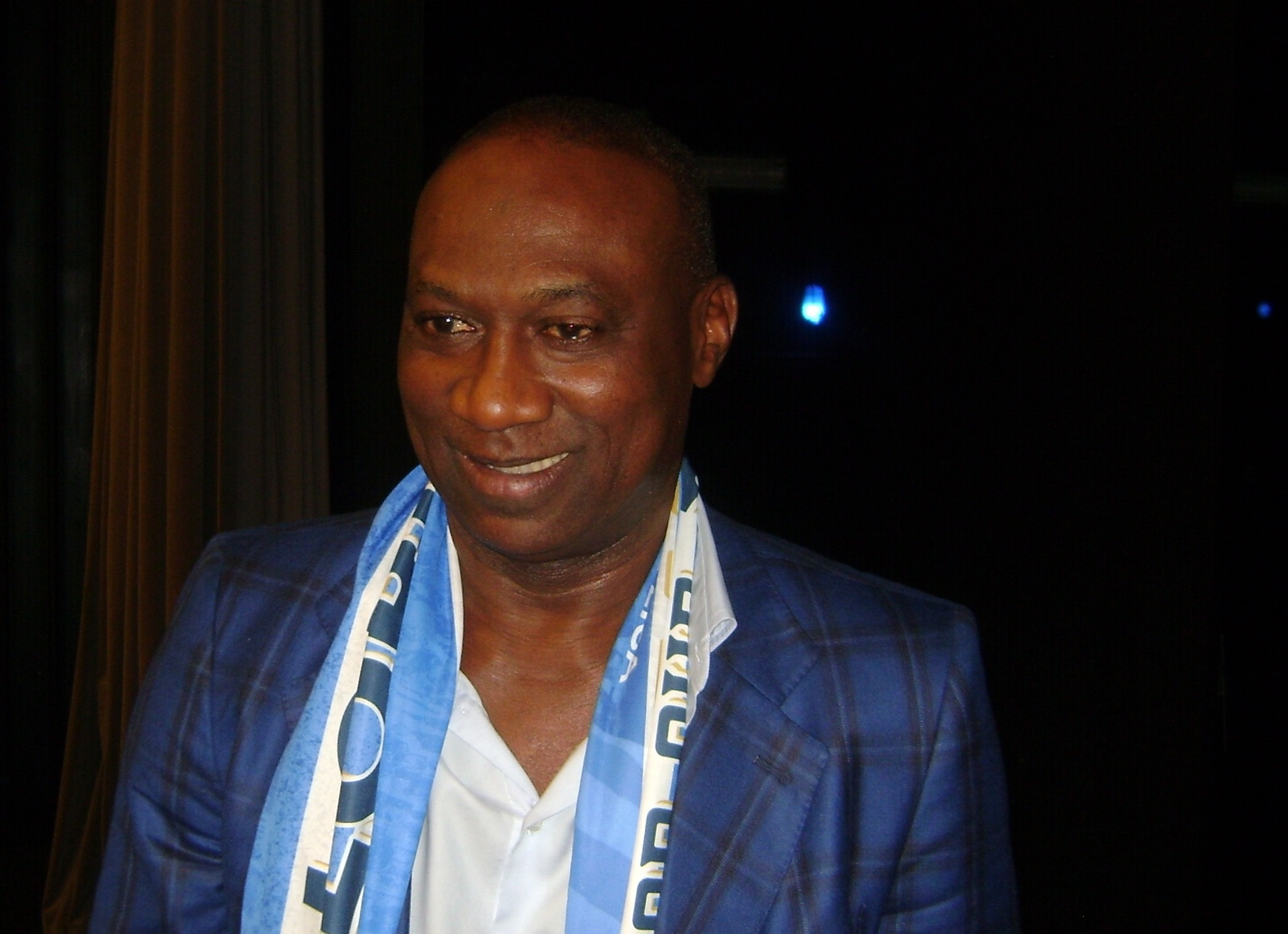
Jacques Songo'o fue el portero titular en la temporada en la que se ganó la Liga.

La temporada 99/00 comenzó poco después de que el Deportivo perdiese ante el Celta en el Trofeo Teresa Herrera. Un espejismo, ya que la primera jornada de Liga abriría las esperanzas de la parroquia blanzquiazul, al ganar por 4 goles a 1 al Alavés, con hat trick de un holandés de nariz afilada de nombre Roy y de apellido Makaay. El mismo Makaay que anotaría en casa y ante el Valladolid el gol más rápido en la historia del conjunto herculino, a los 16 segundos. El mismo Makaay que haría un doblete para doblegar al Barça por 2 goles a 1, confirmando un inicio de Liga espectacular en su primer año en el equipo. El Deportivo se coloca de líder en la jornada número 12, un puesto al que le cogerá cariño, y encadena una racha de siete victorias seguidas, que se truncaron con un final de primera vuelta flojo, empatando a cero goles contra el RCD Español. Eso sí, el derbi de la primera vuelta, tenso e intenso, se saldó con un uno a cero para el Dépor, con gol del Turu Flores.
En la segunda vuelta el Deportivo, poco a poco, se va dejando puntos lejos de Riazor. Eso sí, en casa, los de Irureta lo bordan. Como el día del Real Madrid (que meses más tarde sería Campeón de Europa y ficharía al deportivista Flávio Conceição pagando su cláusula de rescisión de 24 millones de euros), donde Djalminha deslumbró al mundo con su lambretta y Makaay y el Turu con sus goles, hasta poner el definitivo 5 a 2 en el marcador. La nota negativa llegó en UEFA, en cuartos de final, donde el Arsenal le endosó al Dépor un 5 a 1 con un Kanu espectacular, un partido marcado por la expulsión de Djalminha. Aunque en Liga, donde los coruñeses seguían de líderes, no se acababa de dar un golpe encima de la mesa. Las derrotas por 2 a 1 en el Camp Nou y por 2 a 0 en Vallecas, comenzaron a revivir los fantasmas del 94. El propio Irureta se encargó de tranquilizar a la parroquia blanquiazul, diciendo que con ganar los partidos de casa, el Dépor saldría campeón por primera vez en su casi centenaria historia.
| Songo'o      |
| Manuel Pablo |
| Schürrer     |
| Donato       |
| Romero       |
| Jaime        |
| Mauro Silva  |
| Víctor       |
| Fran         |
| Djalminha    |
| Makaay       |

| Casillas       |
| Salgado        |
| Hierro         |
| Karanka        |
| Roberto Carlos |
| Sanchís        |
| Redondo        |
| Helguera       |
| Guti           |
| Raúl           |
| Morientes      |

|   | m.6 Makaay     |
|   | m.17 Djalminha |
| . |                |
|   | m.48 Víctor    |
|   | m.74 Turu F.   |
|   | m.84 Turu F.   |
| . |                |

| . |                |
| . |                |
|   | m.36 Morientes |
| . |                |
| . |                |
| . |                |
|   | m.88 Hierro    |

| Songo'o      |
| Manuel Pablo |
| Schürrer     |
| Donato       |
| Romero       |
| Jaime        |
| Mauro Silva  |
| Víctor       |
| Fran         |
| Djalminha    |
| Makaay       |

| Casillas       |
| Salgado        |
| Hierro         |
| Karanka        |
| Roberto Carlos |
| Sanchís        |
| Redondo        |
| Helguera       |
| Guti           |
| Raúl           |
| Morientes      |

|   | m.6 Makaay     |
|   | m.17 Djalminha |
| . |                |
|   | m.48 Víctor    |
|   | m.74 Turu F.   |
|   | m.84 Turu F.   |
| . |                |

| . |                |
| . |                |
|   | m.36 Morientes |
| . |                |
| . |                |
| . |                |
|   | m.88 Hierro    |

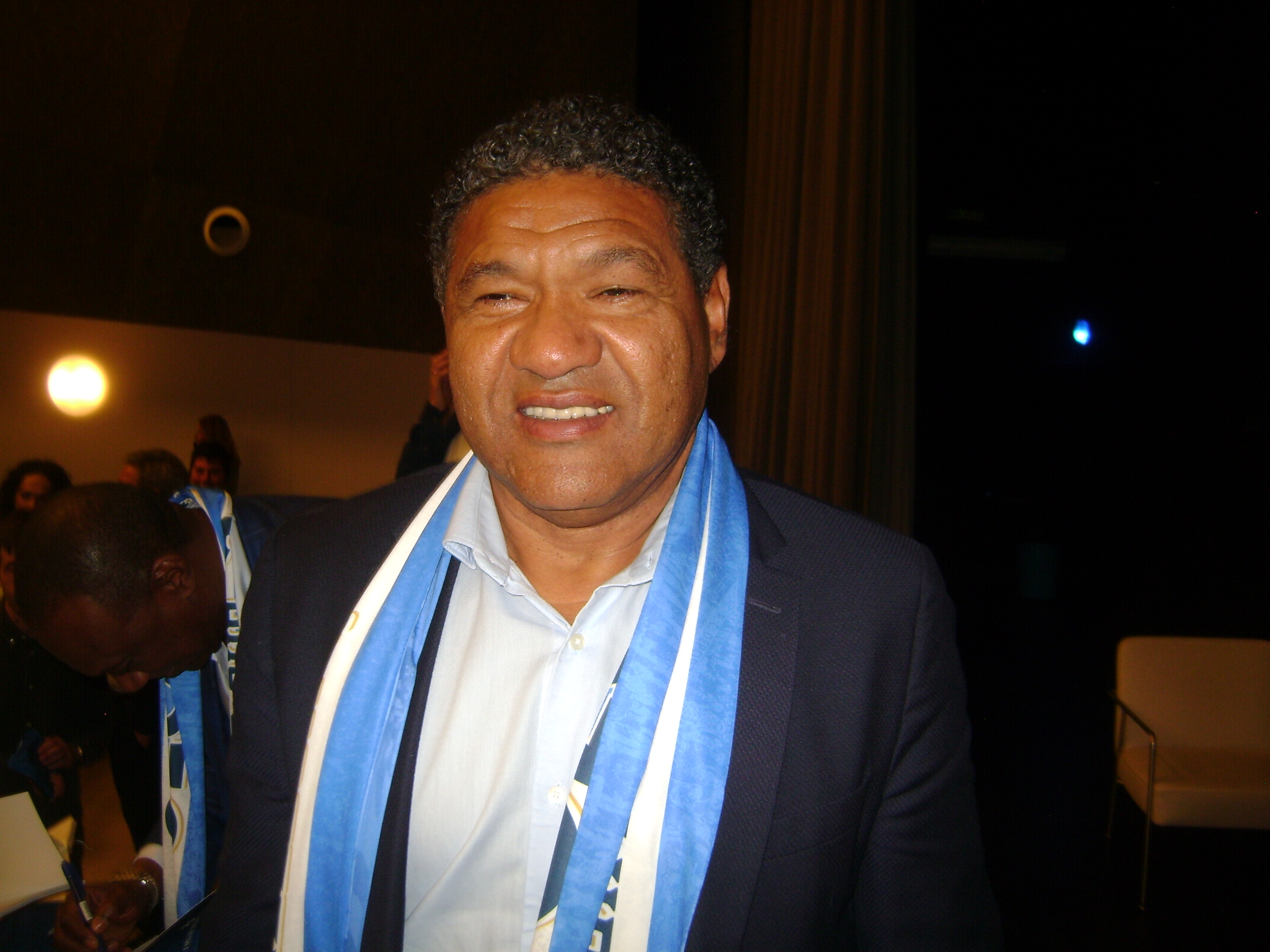
Donato anotó uno de los dos goles que le dieron al Deportivo el título de Liga.

La recta final de Liga fue agónica. El Deportivo lo tuvo en sus manos en Riazor, ante el Real Zaragoza, el 7 de mayo, a tres jornadas del final del Campeonato. Los aragoneses se pusieron por delante, pero el Dépor empató y a poco del final, Djalminha hizo el dos a uno. Con la emoción, olvidó que tenía una amarilla y recibió la segunda tras quitarse la camiseta en la celebración. El Zaragoza acabó empatando. Quedaban dos jornadas, el Dépor jugaba en Santander, y una victoria le valía para ser campeón. Sin Djalminha, pero con 7.000 coruñeses en El Sardinero, los de Irureta no pasaron del empate a ceros.
La Liga se iba a decidir en la última jornada, entre el Deportivo y el Fútbol Club Barcelona, seis años y cino días después del fatídico penalti de Djukic. El Zaragoza tenía también remotas opciones de ser campeón, pero la historia reservó el duelo que le debía a culés y gallegos. El empate en Santander y el destino de jugarse el todo por el todo nuevamente en Riazor y con el Barcelona al acecho, hizo, una vez más, reavivar los temores del 94. Al Deportivo le valía el empate, al Barça, la victoria y el pinchazo coruñés. Pero la historia nos la debía. El 19 de mayo del año 2000, el RCD Español visitaba un Riazor hasta la bandera, lleno de colorido, de euforia contenida. Contenida hasta el minuto 3, cuando Donato cabeceó al fondo de las mallas un córner botado al primer palo por Víctor. Riazor saltó, vibró, suspiró, celebró, no se podía escapar. El Celta ayudaba ganando en el Camp Nou, y el Zaragoza quemaba sus cartuchos venciendo al Valencia, pero quedaba mucho. Naybet y Donato llevaron el miedo a la grada arriesgando demasiado en un cruce dentro del área con caída de Tamudo incluida. El colofón llegó en el minuto 34, cuando una pared entre Víctor y Manuel Pablo, finalizó con centro del canario al área y remate de Roy Makaay al fondo de las mallas, anticipándose a su par. Más y más delirio en Riazor. El RCD Español, eterno rival del Barcelona, lo intentó, y Naybet tuvo que sacar de la línea de gol un remate acrobático de Tamudo. Pero el Dépor aguantó. Donato, abandonó el campo riéndose, aliviado, satisfecho, homenajeado por Riazor. Víctor casi sentencia con un disparo a la cruceta. El Barça, que finalmente empataría con el Celta y el Zaragoza, que perdería en Mestalla, facilitaban la fiesta. Riazor se pasó toda la segunda parte coreando a sus jugadores y ensayando el campeones, campeones, que llenaría de júbilo y alegría las calles de La Coruña durante horas y horas. No en vano, 200.000 gallegos celebraron en la ciudad el título logrado y unas 50.000 personas llenaron la plaza de María Pita al día siguiente para recibir a los campeones. Quedaban pocos minutos para el final, e Irureta, el gran Jabo, se quejaba con el partido y la Liga en el bolsillo, de un hueco en defensa en el último ataque del RCD Español. Final del partido. El Deportivo es campeón de Liga. Invasión sobre el césped de Riazor. Los jugadores regalan sus camisetas, sus pantalones, como Fran, que se quedó en paños menores. La ocasión lo merecía. La plaza de Cuatro Caminos fue un hervidero, una locura de gente, de alboroto, de estallido de emociones. Los jugadores recorrieron La Coruña en autobús, mostrando su recién estrenado look, con el pelo teñido de amarillo chillón. Las celebraciones siguieron durante días no en vano, la Liga se ganó un viernes, curiosamente, con el arbitraje de García Aranda, el mismo que arbitró la final de Copa del 95 contra el Valencia. El destino, a veces, no es solo caprichoso, también es justo.
| Formación habitual del Deportivo campeón de Liga: - Songo'o - Manuel Pablo - Donato - Naybet - Romero - Víctor - Mauro Silva - Flávio Conceição - Fran - Djalminha - Makaay - Ent: Javier Irureta - Suplentes Kouba, Turu Flores, Pauleta, Jokanović, Schürrer, Jaime |  | Songo'o M.Pablo Donato Naybet Romero Víctor M. Silva Flávio Fran Djalminha Makaay |
| Songo'o M.Pablo Donato Naybet Romero Víctor M. Silva Flávio Fran Djalminha Makaay |  |                                                                                   |

|   | Clasificación 1999-00 | J  | G  | E  | P  | Pts | GF | GC | Dif |
| - | --------------------- | -- | -- | -- | -- | --- | -- | -- | --- |
| 1 | Deportivo             | 38 | 21 | 6  | 11 | 69  | 66 | 44 | 22  |
| 2 | Barcelona             | 38 | 19 | 7  | 12 | 64  | 70 | 46 | 24  |
| 3 | Valencia              | 38 | 18 | 10 | 10 | 64  | 59 | 39 | 20  |
| 4 | Zaragoza              | 38 | 16 | 15 | 7  | 63  | 60 | 40 | 20  |
| 5 | Real Madrid           | 38 | 16 | 14 | 8  | 62  | 58 | 48 | 10  |

El Deportivo se erigió en el campeón de la llamada Liga de las Estrellas el año en que el viejo continente se vio conquistado por el fútbol español: tres equipos, Valencia, Real Madrid y Barcelona alcanzaron las semifinales de la Liga de Campeones y dos de ellos, Valencia y Real Madrid disputaron la final alzándose este último con la Copa europea. Cinco puntos de renta sobre sus perseguidores en una liga durísima y muy competida, en la que clubes históricos como el Atlético de Madrid, el Sevilla o el Betis descendieron de categoría. Al conseguir el Deportivo el torneo liguero se convertía La Coruña en la ciudad más pequeña, junto a San Sebastián, que consigue un título de Liga y se lograba de este modo la clasificación directa para participar, por primera vez en su historia, en la Liga de Campeones.

#### Temporada 2000/2001
| Reina         |
| Gabri         |
| Reiziger      |
| Frank de Boer |
| Sergi         |
| Guardiola     |
| Cocu          |
| Luis Enrique  |
| Rivaldo       |
| Zenden        |
| Kluivert      |

| Molina       |
| Manuel Pablo |
| Naybet       |
| Donato       |
| Romero       |
| Mauro Silva  |
| Emerson      |
| Víctor       |
| Djalminha    |
| Fran         |
| Makaay       |

| . |                |
|   | m.15 Rivaldo   |
|   | m.35 L.Enrique |
| . |                |
| . |                |
| . |                |
| . |                |

|   | m.6 Djalminha |
| . |               |
| . |               |
|   | m.72 Víctor   |
|   | m.90 Víctor   |
| . |               |
| . |               |

| Reina         |
| Gabri         |
| Reiziger      |
| Frank de Boer |
| Sergi         |
| Guardiola     |
| Cocu          |
| Luis Enrique  |
| Rivaldo       |
| Zenden        |
| Kluivert      |

| Molina       |
| Manuel Pablo |
| Naybet       |
| Donato       |
| Romero       |
| Mauro Silva  |
| Emerson      |
| Víctor       |
| Djalminha    |
| Fran         |
| Makaay       |

| . |                |
|   | m.15 Rivaldo   |
|   | m.35 L.Enrique |
| . |                |
| . |                |
| . |                |
| . |                |

|   | m.6 Djalminha |
| . |               |
| . |               |
|   | m.72 Víctor   |
|   | m.90 Víctor   |
| . |               |
| . |               |

En 2001 el Dépor fue invitado por la FIFA para disputar la segunda edición de la Copa Mundial de Clubes de la FIFA que se celebraría en España junto a otros once equipos. El club fue invitado bajo la condición de campeón de la Liga española, ya que en esa edición clasificaba el campeón de la liga del país anfitrión. Sin embargo por una serie de problemas la FIFA decidió cancelar el torneo y el equipo no pudo disputar dicha competición.
A partir de la consecución del título de Liga y de la mano de grandes futbolistas de talla mundial que recalaron en el Deportivo como Molina, Manuel Pablo, Jorge Andrade, Naybet, Mauro Silva, Fran, Valerón, Djalminha, Roy Makaay, Víctor, Diego Tristán o Sergio, y bajo la batuta de Irureta y Lendoiro, se vivieron 5 participaciones consecutivas en Liga de Campeones, aunque con la espina de no poder lograr un mayor número de títulos.
En la temporada 2000/01, el Deportivo participa por primera vez en la Liga de Campeones.
Queda encuadrado en la primera fase de grupos en el Grupo E, junto con la Juventus, el Panathinaikos y el Hamburgo SV. Sin perder un solo partido, con 2 victorias (ante Hamburgo SV y Panathinaikos FC en Riazor) y 4 empates, el Dépor finaliza como primero de grupo y queda encuadrado en el Grupo B de la segunda fase de grupos junto con Galatasaray SK, AC Milan y Paris Saint-Germain. Vuelve a ser primero de grupo con 3 victorias (ante el Galatasaray SK en Riazor y ante el Paris Saint-Germain tanto en el Parque de los Príncipes como en Riazor) y un empate y se clasifica para cuartos de final donde espera el Leeds United. El juego aéreo de los ingleses complica la clasificación del equipo, al traer un 3-0 de tierras inglesas en el partido de ida. En la vuelta, con un Riazor a rebosar, la suerte no acompañó y no se pudo completar la gesta al vencer únicamente por 2 goles a 0. En la competición doméstica el club finaliza en segunda posición, puesto que ocupa desde la 19.ª Jornada. No puede hacer nada para desbancar al campeón, el Real Madrid, muy fuerte durante toda la Liga. Para el recuerdo, la primera victoria en el Camp Nou. En el inicio de esta temporada el Deportivo consigue un nuevo título, la Supercopa de España, al vencer al Español. Tras empatar a cero en Barcelona, los goles de Djalminha y Diego Tristán ya en la segunda mitad le dan al Deportivo el cuarto título de su historia.
| 13         | POR        | José Francisco Molina |     |
| 2          | DEF        | Manuel Pablo          |     |
| 22         | DEF        | Hélder Cristóvão      |     |
| 4          | DEF        | Noureddine Naybet     |     |
| 3          | DEF        | Enrique Romero        |     |
| 6          | MED        | Mauro Silva           |     |
| 24         | MED        | Slaviša Jokanović     | 83' |
| 18         | MED        | Víctor Sánchez        |     |
| 8          | MED        | Djalminha             | 79' |
| 10         | MED        | Frán González         |     |
| 19         | DEL        | Diego Tristán         | 69' |
| Entrenador | Entrenador | Javier Irureta        |     |

| 1          | POR        | Juan Luis Mora      |     |
| 2          | DEF        | Cristóbal Parralo   |     |
| 4          | DEF        | Nando Muñoz         |     |
| 5          | DEF        | Mauricio Pochettino |     |
| 12         | DEF        | Delio Toledo        |     |
| 8          | MED        | Sergio González     |     |
| 15         | MED        | Constantin Galca    |     |
| 7          | MED        | Toni Velamazán      | 77' |
| 19         | MED        | Moisés Arteaga      |     |
| 11         | DEL        | Martín Posse        | 66' |
| 23         | DEL        | Raúl Tamudo         | 66' |
| Entrenador | Entrenador | Paco Flores         |     |

| 17 | DEL | Walter Pandiani      | 69' |
| 11 | DEL | Turu Flores          | 79' |
| 20 | DEF | Donato Gama da Silva | 83' |

| 6  | DEL | Óscar García | 66' |
| 28 | MED | Iván Díaz    | 66' |
| 18 | DEF | Mauro Navas  | 77' |

|  | 57' | Djalminha     | 1-0 |
|  | 60' | Diego Tristán | 2-0 |

|  |  |

|  | 35' | Slaviša Jokanović |
|  | 44' | Víctor Sánchez    |

|  | 9'  | Sergio González   |
|  | 49' | Cristóbal Parralo |
|  | 51' | Delio Toledo      |
|  | 83' | Nando Muñoz       |

| Árbitro: | Manuel Enrique Mejuto González |

| 13         | POR        | José Francisco Molina |     |
| 2          | DEF        | Manuel Pablo          |     |
| 22         | DEF        | Hélder Cristóvão      |     |
| 4          | DEF        | Noureddine Naybet     |     |
| 3          | DEF        | Enrique Romero        |     |
| 6          | MED        | Mauro Silva           |     |
| 24         | MED        | Slaviša Jokanović     | 83' |
| 18         | MED        | Víctor Sánchez        |     |
| 8          | MED        | Djalminha             | 79' |
| 10         | MED        | Frán González         |     |
| 19         | DEL        | Diego Tristán         | 69' |
| Entrenador | Entrenador | Javier Irureta        |     |

| 1          | POR        | Juan Luis Mora      |     |
| 2          | DEF        | Cristóbal Parralo   |     |
| 4          | DEF        | Nando Muñoz         |     |
| 5          | DEF        | Mauricio Pochettino |     |
| 12         | DEF        | Delio Toledo        |     |
| 8          | MED        | Sergio González     |     |
| 15         | MED        | Constantin Galca    |     |
| 7          | MED        | Toni Velamazán      | 77' |
| 19         | MED        | Moisés Arteaga      |     |
| 11         | DEL        | Martín Posse        | 66' |
| 23         | DEL        | Raúl Tamudo         | 66' |
| Entrenador | Entrenador | Paco Flores         |     |

| 17 | DEL | Walter Pandiani      | 69' |
| 11 | DEL | Turu Flores          | 79' |
| 20 | DEF | Donato Gama da Silva | 83' |

| 6  | DEL | Óscar García | 66' |
| 28 | MED | Iván Díaz    | 66' |
| 18 | DEF | Mauro Navas  | 77' |

|  | 57' | Djalminha     | 1-0 |
|  | 60' | Diego Tristán | 2-0 |

|  |  |

|  | 35' | Slaviša Jokanović |
|  | 44' | Víctor Sánchez    |

|  | 9'  | Sergio González   |
|  | 49' | Cristóbal Parralo |
|  | 51' | Delio Toledo      |
|  | 83' | Nando Muñoz       |

| Árbitro: | Manuel Enrique Mejuto González |

#### Temporada 2001/2002. La Copa del Centenariazo
| Barthez             |
| Neville             |
| Blanc               |
| Johnsen             |
| Irwin               |
| Verón               |
| Scholes             |
| Keane               |
| Giggs               |
| Beckham             |
| Ruud van Nistelrooy |

| Molina        |
| Héctor        |
| Naybet        |
| Donato        |
| Romero        |
| Duscher       |
| Sergio        |
| Víctor        |
| Amavisca      |
| Valerón       |
| Diego Tristán |

|   | m.07 Ruud.v.N. |
| . |                |
| . |                |
|   | m.40 Ruud.v.N. |
| . |                |

| . |              |
|   | m.37 Sergio  |
|   | m.39 Tristán |
| . |              |
|   | m.60 Tristán |

| Barthez             |
| Neville             |
| Blanc               |
| Johnsen             |
| Irwin               |
| Verón               |
| Scholes             |
| Keane               |
| Giggs               |
| Beckham             |
| Ruud van Nistelrooy |

| Molina        |
| Héctor        |
| Naybet        |
| Donato        |
| Romero        |
| Duscher       |
| Sergio        |
| Víctor        |
| Amavisca      |
| Valerón       |
| Diego Tristán |

|   | m.07 Ruud.v.N. |
| . |                |
| . |                |
|   | m.40 Ruud.v.N. |
| . |                |

| . |              |
|   | m.37 Sergio  |
|   | m.39 Tristán |
| . |              |
|   | m.60 Tristán |

La temporada 2001/02 fue, con diferencia, una de las más ilusionantes y difíciles en la historia del Real Club Deportivo de La Coruña, una campaña prometedora en la que se luchó en todos los frentes en que participó el club y que terminó de forma muy positiva. En Liga, el equipo acaba segundo pero peleando por el título hasta las últimas jornadas (era 3º en la jornada 34 a 2 puntos del líder y futuro campeón, el Valencia). En Liga de Campeones, el club queda encuadrado en el Grupo G de la primera fase de grupos junto con el Manchester United, el Olympiacos y el Lille, terminando invicto como primero de grupo con 2 victorias (ante el Manchester United en Riazor y en Old Trafford) y 4 empates. En la segunda fase de grupos queda encuadrado en el Grupo D junto a Bayer Leverkusen, Arsenal y Juventus. Queda segundo de grupo con 3 victorias (ante la Juventus en Riazor y ante el Arsenal en Riazor y en Highbury Park) y un empate y se clasifica para cuartos de final, quedando eliminados Arsenal y Juventus. En estos cuartos de final vuelve a enfrentarse con el Manchester United, equipo al que había derrotado en sus 2 enfrentamientos previos en la primera fase de grupos, aunque esta vez el resultado es muy diferente: el ManU vence 0-2 en Riazor y deja sentenciada la eliminatoria. Se intentó en el partido de vuelta donde el conjunto inglés volvió a vencer, en esta ocasión por 3 tantos a 2.

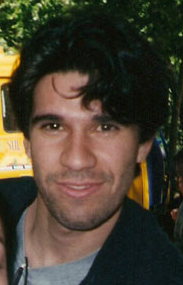
Juan Carlos Valerón, jugador del Deportivo entre 2000 y 2013.

El 6 de marzo del año 2002, el Real Madrid, el club español más laureado, cumplía cien años. Por ese motivo, la Federación Española de Fútbol designó como escenario de la final de la Copa del Rey de esa temporada, al Estadio Santiago Bernabéu, como homenaje al cumpleaños del conjunto blanco. El Real Madrid, con figuras como Figo o Zidane en sus filas, llegó a la final de Copa, y su rival, invitado a la fiesta madridista, como la prensa nacional se empeñó en dar a entender, iba a ser el Deportivo de la Coruña. El entrenador de los coruñeses, Javier Irureta, reivindicó en la rueda de prensa del día anterior a la final que el Deportivo también jugaba, poniendo de manifiesto que el Real Madrid tendría que ganarse la fiesta en el campo.
El día de la final, el Bernabéu estaba abarrotado, la gente estaba enfervorecida, preparada para vivir una gran celebración, no se cumplen cien años tan a menudo. Antes de que los jugadores saliesen a calentar, hubo varias actuaciones de artistas de cierto renombre en la época, para darle el aire de espectáculo que tanto gusta en Chamartín. En las gradas, unos 26.000 coruñeses se encargaban de recordarle a los madridistas que todavía había que jugar el partido.
Y el que se encargó de poner al entorno merengue en su sitio fue Sergio. A los seis minutos de juego, un buen pase de Diego Tristán dejó a Sergio muy cerca del área blanca. Este se deshizo de Hierro y ante la salida de César, lo batió por bajo con un punterazo sutil que se coló entre las piernas del ahora guardameta del Valencia. El 0 a 1 enmudeció al Bernabéu. El Deportivo, con Valerón, Tristán, Sergio, Mauro Silva y Fran en pleno esplendor, desplegaba un fútbol combinativo que volvía locos a los de Vicente Del Bosque. El Dépor dominaba la final, y en el minuto 38, llegó el 0 a 2. Un centro de Valerón desde la derecha era rematado por Diego Tristán al fondo de las mallas. La afición deportivista se volvía loca en las gradas, la del Madrid, no podía creérselo. En la segunda parte, el Deportivo mantuvo el orden defensivo y la fortaleza en mediocampo. Solo un gol típico de Raúl en el minuto 58 puso la emoción a una final, que de principio a fin, y en el terreno de juego, fue del Dépor. Los minutos fueron pasando con algún que otro intento del Madrid, pero la Copa no se le iba a escapar a los de Irureta. El 1 a 2 con el que finalizó el encuentro dejó imágenes para el recuerdo, el gesto contrariado de Raúl, la cariacontecida afición merengue, la felicidad y euforia de los jugadores y seguidores del Deportivo. La segunda Copa del Rey del Deportivo quedó bautizada como la Copa del Centenariazo, emulando al Maracanazo, por aquella final del Mundial que Uruguay le arrebató a Brasil en el estadio de Maracaná, en 1950.
| 13 | POR | César Sánchez      |     |
| 2  | DEF | Michel Salgado     |     |
| 4  | DEF | Fernando Hierro    |     |
| 22 | DEF | Francisco Pavón    | 46' |
| 3  | DEF | Roberto Carlos     |     |
| 24 | MED | Claude Makélélé    |     |
| 6  | MED | Ivan Helguera      |     |
| 10 | MED | Luis Figo          | 83' |
| 5  | MED | Zinedine Zidane    |     |
| 7  | DEL | Raúl               |     |
| 9  | DEL | Fernando Morientes | 67' |
| DT | DT  | Vicente Del Bosque |     |

| 1  | POR | José Francisco Molina |     |
| 12 | DEF | Lionel Scaloni        |     |
| 4  | DEF | César Martín          |     |
| 5  | DEF | Noureddine Naybet     |     |
| 3  | DEF | Enrique Romero        |     |
| 16 | MED | Sergio González       |     |
| 6  | MED | Mauro Silva           |     |
| 18 | MED | Victor Sánchez        | 88' |
| 21 | MED | Juan Carlos Valerón   | 62' |
| 10 | MED | Fran                  | 83' |
| 9  | DEL | Diego Tristán         |     |
| DT | DT  | Javier Irureta        |     |

| 21 | MED | Santiago Solari | 46' |
| 14 | MED | Guti            | 67' |
| 8  | MED | Steve McManaman | 83' |

| 23 | MED | Aldo Duscher   | 62' |
| 15 | DEF | Joan Capdevila | 83' |
| 8  | MED | Djalminha      | 88' |

|  | 58' | Raúl | 1-2 |

|  | 6'  | Sergio González | 0-1 |
|  | 38' | Diego Tristán   | 0-2 |

|  | 25' | Fernando Hierro |
|  | 65' | Santiago Solari |
|  | 81' | Ivan Helguera   |

|  | 10' | Mauro Silva          |
|  | 31' | Victor Sánchez       |
|  | 70' | Fran                 |
|  | 90' | José Franciso Molina |

| Árbitro | [[Archivo:{{{bandera alias-tamaño20px}}}\|class=notpageimage noviewer\|20x20px\|border\|Bandera de Asturias]] Manuel Mejuto González |
| Reporte | |

| 13 | POR | César Sánchez      |     |
| 2  | DEF | Michel Salgado     |     |
| 4  | DEF | Fernando Hierro    |     |
| 22 | DEF | Francisco Pavón    | 46' |
| 3  | DEF | Roberto Carlos     |     |
| 24 | MED | Claude Makélélé    |     |
| 6  | MED | Ivan Helguera      |     |
| 10 | MED | Luis Figo          | 83' |
| 5  | MED | Zinedine Zidane    |     |
| 7  | DEL | Raúl               |     |
| 9  | DEL | Fernando Morientes | 67' |
| DT | DT  | Vicente Del Bosque |     |

| 1  | POR | José Francisco Molina |     |
| 12 | DEF | Lionel Scaloni        |     |
| 4  | DEF | César Martín          |     |
| 5  | DEF | Noureddine Naybet     |     |
| 3  | DEF | Enrique Romero        |     |
| 16 | MED | Sergio González       |     |
| 6  | MED | Mauro Silva           |     |
| 18 | MED | Victor Sánchez        | 88' |
| 21 | MED | Juan Carlos Valerón   | 62' |
| 10 | MED | Fran                  | 83' |
| 9  | DEL | Diego Tristán         |     |
| DT | DT  | Javier Irureta        |     |

| 21 | MED | Santiago Solari | 46' |
| 14 | MED | Guti            | 67' |
| 8  | MED | Steve McManaman | 83' |

| 23 | MED | Aldo Duscher   | 62' |
| 15 | DEF | Joan Capdevila | 83' |
| 8  | MED | Djalminha      | 88' |

|  | 58' | Raúl | 1-2 |

|  | 6'  | Sergio González | 0-1 |
|  | 38' | Diego Tristán   | 0-2 |

|  | 25' | Fernando Hierro |
|  | 65' | Santiago Solari |
|  | 81' | Ivan Helguera   |

|  | 10' | Mauro Silva          |
|  | 31' | Victor Sánchez       |
|  | 70' | Fran                 |
|  | 90' | José Franciso Molina |

| Árbitro | [[Archivo:{{{bandera alias-tamaño20px}}}\|class=notpageimage noviewer\|20x20px\|border\|Bandera de Asturias]] Manuel Mejuto González |
| Reporte | |

#### Temporada 2002/2003
| Kahn               |
| Sagnol             |
| Kuffour            |
| Linke              |
| Tarnat             |
| Hasan Salihamidžić |
| Jeremies           |
| Ballack            |
| Zé Roberto         |
| Pizarro            |
| Élber              |

| Juanmi      |
| Héctor      |
| Naybet      |
| Donato      |
| Romero      |
| Mauro Silva |
| Sergio      |
| Víctor      |
| Fran        |
| Valerón     |
| Makaay      |

| . |               |
| . |               |
|   | m.57 Hasan.S. |
|   | m.64 Élber    |
| . |               |

|   | m.12 Makaay |
|   | m.45 Makaay |
| . |             |
| . |             |
|   | m.77 Makaay |

| Kahn               |
| Sagnol             |
| Kuffour            |
| Linke              |
| Tarnat             |
| Hasan Salihamidžić |
| Jeremies           |
| Ballack            |
| Zé Roberto         |
| Pizarro            |
| Élber              |

| Juanmi      |
| Héctor      |
| Naybet      |
| Donato      |
| Romero      |
| Mauro Silva |
| Sergio      |
| Víctor      |
| Fran        |
| Valerón     |
| Makaay      |

| . |               |
| . |               |
|   | m.57 Hasan.S. |
|   | m.64 Élber    |
| . |               |

|   | m.12 Makaay |
|   | m.45 Makaay |
| . |             |
| . |             |
|   | m.77 Makaay |

En la temporada 2002/03 se termina el campeonato en tercera posición con victorias destacadas pero también, como en la temporada anterior y en mayor medida, peleando por el título en las últimas jornadas a pesar de su mal inicio liguero. Por ejemplo, es séptimo clasificado en la jornada 10.ª y quinto en el ecuador de la liga, pero muy alejado del líder de la clasificación en ese momento, la Real Sociedad, que aventajaba al conjunto coruñés en 11 puntos. Pero a partir de ese momento el equipo gana 19 de los siguientes 21 puntos en juego para colocarse tercero a solo 3 puntos del Real Madrid, el líder en aquel momento. El equipo encara el último tercio de la competición en un buen estado de forma y gracias a eso el Dépor se coloca líder en la jornada 33.ª, solo con 5 jornadas más por disputar, pero 2 derrotas consecutivas ante el Valencia en Riazor y ante el Celta de Vigo en Balaídos, le impiden conseguir su segundo título liguero. En Liga de Campeones en la primera fase de grupos queda encuadrado en el Grupo G junto a AC Milan, RC Lens y Bayern Múnich. Pasa como segundo de grupo con 4 victorias (ante el RC Lens en Riazor, ante el Bayern Múnich en Riazor y en el Estadio Olímpico de Múnich y ante el AC Milan en San Siro). Queda eliminado al ser último en su grupo de la segunda fase, el Grupo D, siendo superado por Manchester United, Juventus FC y FC Basilea. En la Copa del Rey se cae ante el campeón, el Mallorca, en semifinales. A principios de temporada el Deportivo consigue su sexto título al vencer al Valencia en la Supercopa de España, gracias a un 3-0 en el partido de ida disputado en Riazor que sentenciaría la competición.
| 1          | POR        | José Francisco Molina |     |
| 12         | DEF        | Lionel Scaloni        |     |
| 5          | DEF        | César Martín          | 71' |
| 4          | DEF        | Noureddine Naybet     |     |
| 3          | DEF        | Enrique Romero        |     |
| 6          | MED        | Mauro Silva           |     |
| 16         | MED        | Sergio González       |     |
| 18         | MED        | Víctor Sánchez        |     |
| 21         | MED        | Juan Carlos Valerón   | 79' |
| 10         | MED        | Frán González         | 67' |
| 7          | DEL        | Roy Makaay            |     |
| Entrenador | Entrenador | Javier Irureta        |     |

| 1          | POR        | Santiago Cañizares    |     |
| 23         | DEF        | Curro Torres          |     |
| 2          | DEF        | Mauricio Pellegrino   |     |
| 4          | DEF        | Roberto Ayala         |     |
| 15         | DEF        | Amedeo Carboni        |     |
| 22         | MED        | Gonzalo de los Santos | 46' |
| 12         | MED        | Carlos Marchena       | 75' |
| 19         | MED        | Francisco Rufete      | 46' |
| 14         | MED        | Vicente Rodríguez     |     |
| 21         | MED        | Pablo Aimar           |     |
| 10         | DEL        | Miguel Ángel Angulo   |     |
| Entrenador | Entrenador | Rafael Benítez        |     |

| 23 | MED | Aldo Duscher  | 67' |
| 14 | DEF | Jorge Andrade | 71' |
| 8  | MED | Djalminha     | 79' |

| 8  | MED | Rubén Baraja | 46' |
| 7  | DEL | John Carew   | 46' |
| 11 | DEL | Juan Sánchez | 75' |

|  | 12' | Juan Carlos Valerón | 1-0 |
|  | 21' | Víctor Sánchez      | 2-0 |
|  | 31' | Noureddine Naybet   | 3-0 |

|  |

|  | 8'    | Mauro Silva    |
|  | 38'   | Enrique Romero |
|  | 90+2' | Víctor Sánchez |

|  | 7'    | Amedeo Carboni        |
|  | 20'   | Gonzalo de los Santos |
|  | 90+1' | Rubén Baraja          |
|  | 90+2' | Curro Torres          |

| Árbitro: | Manuel Enrique Mejuto González |

| 1          | POR        | José Francisco Molina |     |
| 12         | DEF        | Lionel Scaloni        |     |
| 5          | DEF        | César Martín          | 71' |
| 4          | DEF        | Noureddine Naybet     |     |
| 3          | DEF        | Enrique Romero        |     |
| 6          | MED        | Mauro Silva           |     |
| 16         | MED        | Sergio González       |     |
| 18         | MED        | Víctor Sánchez        |     |
| 21         | MED        | Juan Carlos Valerón   | 79' |
| 10         | MED        | Frán González         | 67' |
| 7          | DEL        | Roy Makaay            |     |
| Entrenador | Entrenador | Javier Irureta        |     |

| 1          | POR        | Santiago Cañizares    |     |
| 23         | DEF        | Curro Torres          |     |
| 2          | DEF        | Mauricio Pellegrino   |     |
| 4          | DEF        | Roberto Ayala         |     |
| 15         | DEF        | Amedeo Carboni        |     |
| 22         | MED        | Gonzalo de los Santos | 46' |
| 12         | MED        | Carlos Marchena       | 75' |
| 19         | MED        | Francisco Rufete      | 46' |
| 14         | MED        | Vicente Rodríguez     |     |
| 21         | MED        | Pablo Aimar           |     |
| 10         | DEL        | Miguel Ángel Angulo   |     |
| Entrenador | Entrenador | Rafael Benítez        |     |

| 23 | MED | Aldo Duscher  | 67' |
| 14 | DEF | Jorge Andrade | 71' |
| 8  | MED | Djalminha     | 79' |

| 8  | MED | Rubén Baraja | 46' |
| 7  | DEL | John Carew   | 46' |
| 11 | DEL | Juan Sánchez | 75' |

|  | 12' | Juan Carlos Valerón | 1-0 |
|  | 21' | Víctor Sánchez      | 2-0 |
|  | 31' | Noureddine Naybet   | 3-0 |

|  |

|  | 8'    | Mauro Silva    |
|  | 38'   | Enrique Romero |
|  | 90+2' | Víctor Sánchez |

|  | 7'    | Amedeo Carboni        |
|  | 20'   | Gonzalo de los Santos |
|  | 90+1' | Rubén Baraja          |
|  | 90+2' | Curro Torres          |

| Árbitro: | Manuel Enrique Mejuto González |

#### Temporada 2003/2004
| Cavallero     |
| Ángel         |
| Cáceres       |
| Berizzo       |
| Contreras     |
| Sylvinho      |
| Luccin        |
| José Ignacio  |
| Gustavo López |
| Jesuli        |
| Milošević     |

| Molina      |
| Scaloni     |
| Naybet      |
| César       |
| Capdevila   |
| Mauro Silva |
| Duscher     |
| Víctor      |
| Luque       |
| Valerón     |
| Pandiani    |

| . |
| . |
| . |
| . |
| . |

|  | m.15 Luque   |
|  | m.41 Víctor  |
|  | m.70 Víctor  |
|  | m.79 Víctor  |
|  | m.86 Tristán |

| Cavallero     |
| Ángel         |
| Cáceres       |
| Berizzo       |
| Contreras     |
| Sylvinho      |
| Luccin        |
| José Ignacio  |
| Gustavo López |
| Jesuli        |
| Milošević     |

| Molina      |
| Scaloni     |
| Naybet      |
| César       |
| Capdevila   |
| Mauro Silva |
| Duscher     |
| Víctor      |
| Luque       |
| Valerón     |
| Pandiani    |

| . |
| . |
| . |
| . |
| . |

|  | m.15 Luque   |
|  | m.41 Víctor  |
|  | m.70 Víctor  |
|  | m.79 Víctor  |
|  | m.86 Tristán |

En la campaña 2003/04 el Deportivo vuelve a terminar 3º en la clasificación, a 6 puntos del líder, pero en ningún momento de la recta final del campeonato estuvo lo suficientemente cerca del Valencia, el campeón, para considerarse un claro favorito al título. De esta Liga hay que destacar un 8-0 global en sus dos enfrentamientos contra el Celta, una manita al Atlético de Madrid en Riazor (5-1), una nueva victoria en el Camp Nou (0-2) y la casi tradicional victoria, por entonces, sobre el Real Madrid en Riazor (2-0).
Pero es en Liga de Campeones donde logra su mejor resultado en una competición internacional alcanzando nada menos que las semifinales, siendo eliminado por el futuro campeón. Empieza la competición siendo por primera vez en su historia uno de los ocho cabezas de serie del torneo. En la fase de grupos queda encuadrado en el Grupo C junto a AS Mónaco, PSV Eindhoven y AEK Atenas FC. Se clasifica como segundo con 3 victorias (los 3 partidos como local) y un empate, aunque cabe destacar la enorme goleada recibida del AS Mónaco, 8-3, que sería durante algunos años la mayor goleada recibida por un club en campeonato de Champions League. Después de eliminar a la Juventus FC en octavos de final(1-0 en Rizor y 0-1 en el Stadio delle Alpi) se enfrentará en cuartos al vigente campeón y favorito para revalidar el título, el AC Milan. No pudo ser peor el resultado en territorio italiano (4-1), pero en el partido de vuelta se produciría uno de esos milagros que el fútbol propicia de vez en cuando y el Milan cae arrollado en Riazor ante el vendaval de fútbol de los gallegos (4-0), pasando así a semifinales tras una histórica remontada. Uno de los partidos más recordados por la hinchada blanquiazul es también uno de los 10 partidos de la década para Marca y el tercer mejor partido de la historia de la Champions League para el diario inglés The Guardian
| 1  | POR | José Francisco Molina |     |
| 2  | DEF | Manuel Pablo          |     |
| 14 | DEF | Jorge Andrade         |     |
| 4  | DEF | Noureddine Naybet     |     |
| 3  | DEF | Enrique Romero        |     |
| 8  | MED | Sergio González       | 87' |
| 6  | MED | Mauro Silva           |     |
| 18 | MED | Victor Sánchez        |     |
| 21 | MED | Juan Carlos Valerón   | 90' |
| 19 | MED | Albert Luque          | 65' |
| 7  | DEL | Walter Pandiani       |     |
| DT | DT  | Javier Irureta        |     |

| 12 | POR | Dida              |     |
| 2  | DEF | Cafú              |     |
| 13 | DEF | Alessandro Nesta  |     |
| 3  | DEF | Paolo Maldini     |     |
| 26 | DEF | Giuseppe Pancaro  | 77' |
| 8  | MED | Gennaro Gattuso   |     |
| 21 | MED | Andrea Pirlo      | 59' |
| 20 | MED | Clarence Seedorf  |     |
| 22 | MED | Kaká              |     |
| 7  | DEL | Andriy Shevchenko |     |
| 15 | DEL | Jon Dahl Tomasson | 67' |
| DT | DT  | Carlo Ancelotti   |     |

| 10 | MED | Fran         | 65' |
| 23 | MED | Aldo Duscher | 87' |
| 16 | MED | Djalminha    | 90' |

| 27 | MED | Serginho        | 59' |
| 9  | DEL | Filippo Inzaghi | 67' |
| 10 | MED | Rui Costa       | 77' |

|  | 5'  | Pandiani | 1-0 |
|  | 35' | Valerón  | 2-0 |
|  | 44' | Luque    | 3-0 |
|  | 76' | Fran     | 4-0 |

|  | 67' | Víctor   |
|  | 83' | Pandiani |

|  | 55' | Pirlo |

En semifinales es eliminado por el futuro campeón, el FC Oporto de Mourinho, con un único gol de Derlei de penalti en el partido de vuelta en Riazor a los 60 minutos de partido. La permisividad arbitral ante la dureza lusa fue clave en esta eliminatoria sobre todo en el partido de ida, donde ninguno de los 7 apercibidos de sanción en el Oporto recibió tarjeta. Curiosamente si la vio el único apercibido en el Deportivo, Mauro Silva. En el global de la eliminatoria, el Oporto recibió 5 amarillas con 47 faltas y el Deportivo, 4 amarillas y 2 rojas con 38.

#### Temporada 2004/2005

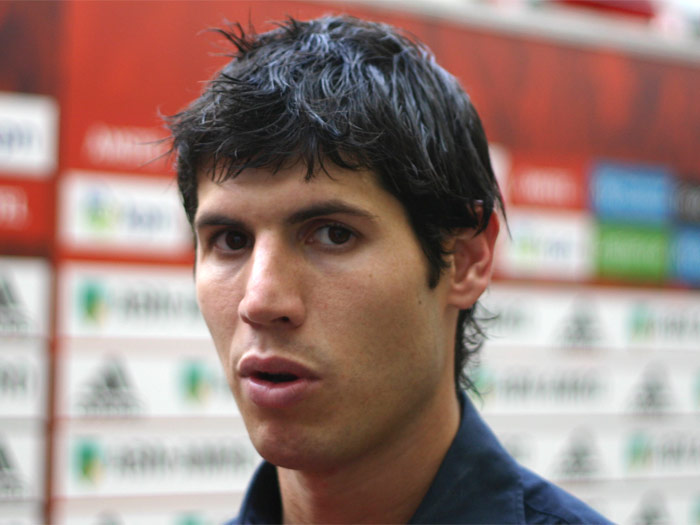
Albert Luque, jugador del club entre 2002 y 2005.

El 31-05-2005 y a raíz de una mala temporada 04/05 en la que el Deportivo termina octavo en la Primera División y es eliminado en la primera fase de grupos de la Liga de Campeones (siendo cabeza de serie del torneo por segunda vez en su historia) sin anotar un solo gol, Javier Irureta anuncia su marcha del club tras 7 temporadas. De mutuo acuerdo, el presidente Lendoiro e Irureta decidieron que su etapa como entrenador blanquiazul había llegado a su fin.

### La Tercera Lección
| Temporada | Categoría    | puesto | Copa      | UEFA | Intertoto  | Notas               |
| --------- | ------------ | ------ | --------- | ---- | ---------- | ------------------- |
| 2005/06   | 1.ª División | 8º     | Semifinal |      | Subcampeón |                     |
| 2006/07   | 1.ª División | 13º    | Semifinal |      |            |                     |
| 2007/08   | 1.ª División | 9º     | 1/16      |      |            |                     |
| 2008/09   | 1.ª División | 7º     | 1/8       | 1/16 |            | Fin de la Intertoto |
| 2009/10   | 1.ª División | 10º    | 1/4       |      |            |                     |
| 2010/11   | 1.ª División | 18º    | 1/4       |      |            |                     |

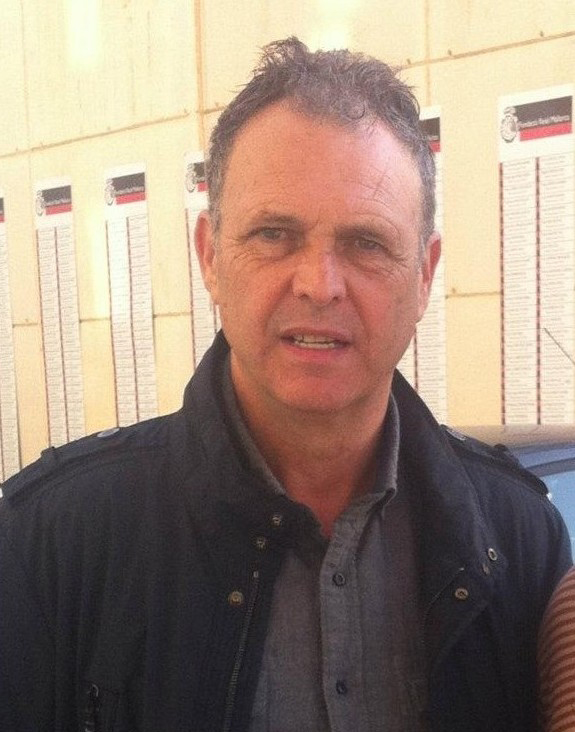
Joaquín Caparrós, entrenador del club entre 2005 y 2007. Logró dos semifinales de Copa.

En esta etapa (que abarca desde 2005 hasta 2011), la falta de los ingresos millonarios de la Liga de Campeones, la maltrecha economía del Depor propiciada por los excesos de las temporadas anteriores en un club de una ciudad de 250.000 habitantes y unido a la crisis económica mundial, llevaron al equipo presidido por Augusto César Lendoiro a verse en la obligación de reducir la deuda (que llegó a alcanzar los 180 millones de euros en 2002) y el presupuesto. Bautizado por el presidente como La Tercera Lección (después del Súper y el Euro Dépor), esta nueva etapa se basa en apostar por la juventud y la cantera, gastando poco en las incorporaciones. El objetivo, mantener la categoría sin renunciar a nada.

El primer hombre elegido para liderar este proyecto de penurias económicas y apuesta por la cantera fue Joaquín Caparrós, entrenador procedente del Sevilla que permaneció en el club durante 2 temporadas en las que no convenció a la parroquia blanzquiazul, muy crítica con el juego desplegado por el equipo. En su primera temporada, la 2005/06 no podrá contar con Luque, que abandona en verano la disciplina blanzuiazul para marcharse al Newcastle a cambio de 14 millones de euros, ni con dos mitos del deportivismo, Fran y Mauro Silva, retirados al finalizar la temporada anterior después de 17 y 13 temporadas en el club respectivamente. Aun sin estos jugadores se mantiene el bloque de la temporada pasada y chavales de la cantera como Xisco, Iago o Iván Carril participan en más de 10 encuentros durante la Liga. 

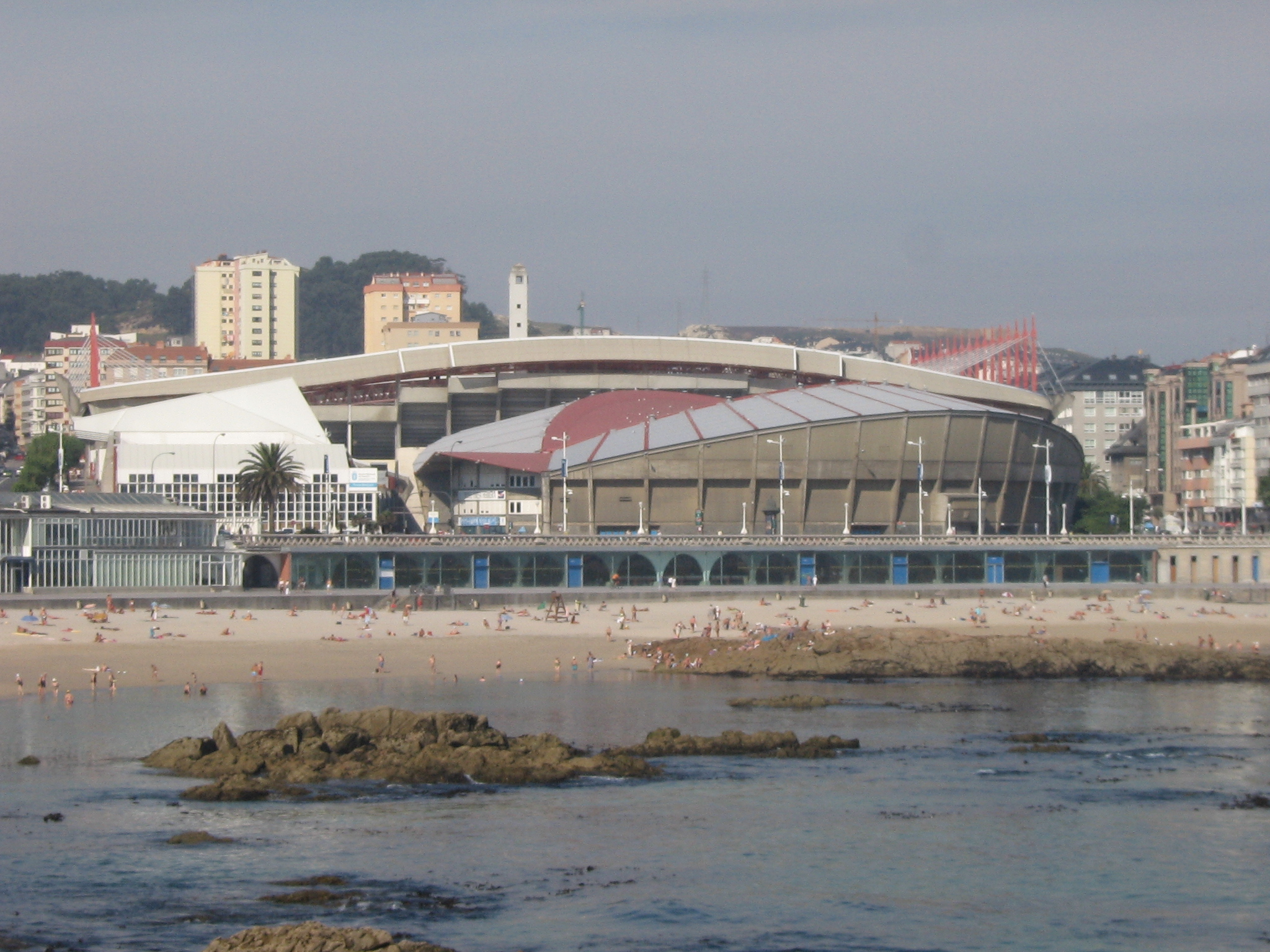
El estadio de Riazor, en la actualidad

El Deportivo llega a ocupar puestos de Liga de Campeones en la 18.ª jornada, pero la inoportuna y gravísima lesión de Juan Carlos Valerón en una de sus rodillas (la primera de las 3 que tuvo) en la jornada 20, acabó con las ilusiones del equipo y de la afición de volver a ver al club codeándose entre los más grandes de Europa. El fútbol del equipo empeoró sin que el míster encontrara soluciones y el Dépor termina la liga en octava posición. A principios de temporada, una polémica derrota en Marsella en la final de la Intertoto priva al club herculino de participar en la Copa Uefa.
En la temporada 2006/07 se produce una revolución en la plantilla blanzuiazul. Nombres importantes como José Francisco Molina, Scaloni, Víctor o Diego Tristán entre otros abandonan la disciplina blanzuiazul, que invierte 9.3 millones de euros para traerse 17 jugadores, la mayoría jóvenes, con proyección, ganas de hacerse un nombre en el fútbol español y de bajo coste o libres. Destacan los nombres de Riki, Filipe Luis, Lopo o Juan Rodríguez. La baja media de edad de la plantilla blanquiazul unido a un buen inicio de temporada (ocupaba la 5.ª posición en la jornada 7), fue bautizado por la prensa deportiva por el nombre de Baby-Depor. Pero la realidad era muy distinta, el juego del equipo seguía sin convencer y muchos jugadores eran novatos en Primera División, lo que llevó al Deportivo a empezar su partido frente al Real Madrid de la decimoséptima jornada (partido que terminó con victoria local) en puestos de descenso, después de 9 jornadas sin conocer la victoria. El triunfo frente al equipo blanco fue un punto de inflexión y el Dépor acabó la temporada sin pena ni gloria a 8 puntos del descenso, en la posición 13.ª. La etapa de Caparrós en el Deportivo finaliza tras dos temporadas, sin la esperada apuesta por la cantera blanquiazul (su protagonismo fue nulo en la temporada 06/07) pero con la nota positiva de alcanzar las dos temporadas las semifinales de la Copa del Rey.

"Había que hacer una reconversión y esa reconversión era muy dura(...)Teníamos que hacer una reconversión en una plantilla donde tienen que salir ese tipo de futbolistas que habían escrito efectivamente páginas importantes y donde tenemos que incorporar a los Rodri, los Filipe Luís, los Arbeloa, a los Arizmendi, a los Cristian... a todo ese tipo de jugadores pero porque Augusto lo tiene diseñado. Augusto es un presidente que sabe todos los pasos que hay. Es increíble que haya hecho un Súper Dépor allí en La Coruña... Cuando yo voy allí yo soy realista con Augusto y el trabajo que fuimos a hacer fue un trabajo muy duro, quemaba muchísimo. Tomar decisiones durísimas.(...) Futbolistas que estaban acostumbrados a ser el Súper Dépor, a ganar cosas; bueno pues luego tiene que ir un entrenador a tomar decisiones y esa toma de decisiones no es unilateralmente por parte del entrenador y conocéis a Augusto que eso es imposible.(...)Nosotros los entrenadores, todos los entrenadores, todo el mundo que lleva una empresa cuando se sienta en una rueda de prensa miente mucho, tenemos que mentir." Joaquín Caparrós

.

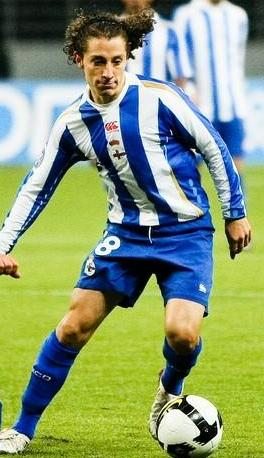
Andrés Guardado, jugador deportivista entre 2007 y 2012.

Miguel Ángel Lotina aterriza en La Coruña en la temporada 2007/08 y con él, un fichaje de relumbrón: el mexicano Andrés Guardado firma por el Deportivo a cambio de 7 millones de euros, a la vez que la Juventus de Turín paga 10 millones de euros por Jorge Andrade, que abandona la entidad. El primer partido del campeonato liguero en la temporada 2007/08 es un preludio de lo que pasará durante gran parte del torneo: el Deportivo pierde 0-3 en Riazor contra el novato en Primera Almería y empieza la Liga en puestos de descenso. Partidos desastrosos unidos a resultados muy injustos a pesar del buen juego de los blanquiazules coloca al Deportivo penúltimo en la clasificación a 5 puntos de la salvación en la jornada 20. El puesto de Lotina pendía de un hilo y el club se veía en el momento más crítico desde su último ascenso a Primera División. La victoria la jornada siguiente ante el Valladolid por 3-1 en Riazor ante 25.000 espectadores, supondrá un punto de inflexión en la temporada del Deportivo. La mejoría del equipo, unida a la incorporación del sueco Christian Wilhelmsson en el mercado de invierno, el apoyo de la afición y el acierto de Lotina (el cual apostó por un esquema con 5 defensas, muy recordado en la etapa de Arsenio Iglesias, que dio un gran resultado durante la segunda vuelta), terminaría por colocar al club 9º a final de temporada, sumando 35 puntos en una segunda vuelta de campeonato espectacular. A pesar de una temporada tan difícil, canteranos como el gallego Piscu o Xisco participan en numerosos partidos de Liga, 15 y 25 respectivamente.

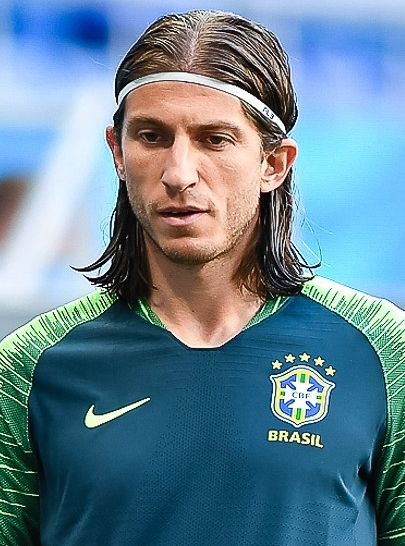
Filipe Luís, jugador del Deportivo entre 2006 y 2010.

La temporada 2008/09 se inicia con los destacados fichajes de Aranzubía, Zé Castro y el mexicano Omar Bravo, que no tendrá suerte en su aventura europea y abandonará la disciplina blanquiazul meses después. El club, inscrito la temporada pasada en la Intertoto, vence esta competición y se clasifica para la UEFA, eliminando en primera ronda al Brann y pasando como segundo de su grupo para caer eliminado en diecieisavos de final frente al Aalborg. En el torneo regular, el Deportivo de Lotina ocupa casi toda la temporada el 7º y el 8º lugar, cerca de los puestos que dan acceso a competición internacional. El equipo finaliza la temporada séptimo con 58 puntos y sumando nuevos canteranos a la causa: Laure participa en 14 partidos, Piscu en 8 y Lassad (reemplazando a Xisco, vendido al inicio de temporada al Newcastle por 6 millones de euros) en otros 14.

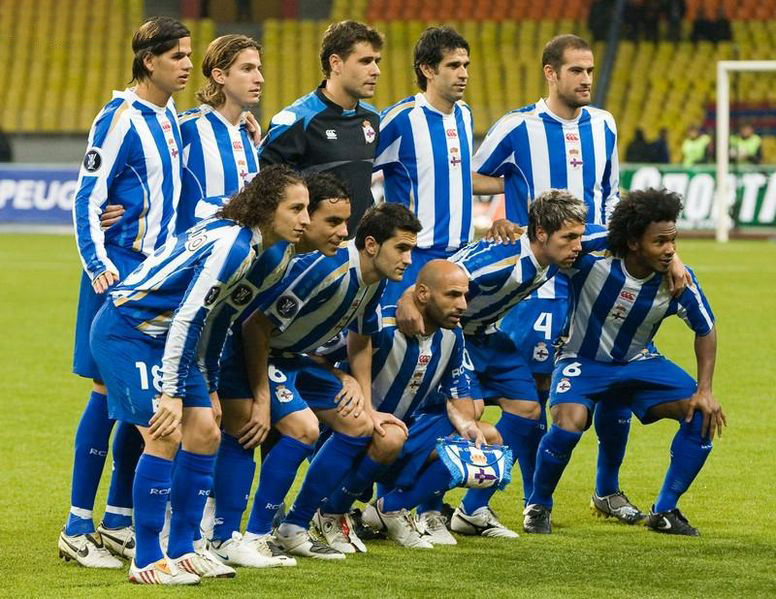
Alineación en un partido de UEFA de 2008. Arriba (izq a dch): Zé Castro, F. Luis, Aranzubía, Valerón, Lopo. Abajo (izq a dch): Guardado, O. Bravo, Antonio Tomás, Manuel Pablo, Cristian, de Guzmán.

Filipe Luis es el gran protagonista del Deportivo en la temporada 2009/10: pretendido por el Barcelona antes de empezar el campeonato (ofreció 10 millones de euros por él), consolidado durante la temporada como el mejor lateral izquierdo de la Liga, con serias opciones de ir al Mundial de Sudáfrica y dando por hecha su marcha en el verano de 2010 por un precio cercano a su cláusula de 20 millones de euros (se empezaba a rumorear un interés importante del Real Madrid por contar con sus servicios), sufre una grave lesión en la última jornada de la primera vuelta del campeonato ante el Athletic Club, siendo en ese momento el máximo goleador del equipo (3 goles en Liga y 1 en Copa del Rey). Mala suerte para un Deportivo que por aquellas fechas, finalizada la primera vuelta de la liga, era el 15º clasificado, empatado con el 14º (puesto que ocupó en la 6º, 7º y 17º jornada), a pesar de no poder contar durante muchas jornadas de jugadores como Lassad, Riki, Angulo, Guardado, Sergio, Juca, Mista o Sergio. La mala suerte con los lesionados siguió siendo una constante también en la segunda vuelta y el rendimiento del equipo fue disminuyendo hasta terminar la competición sin pena ni gloria lejos de las opciones europeas después de una segunda vuelta nefasta, registrando la peor racha histórica de partidos consecutivos sin ganar en Primera División (11). En Copa del Rey, elimina en octavos al Valencia pero cae en cuartos ante el sevilla después de un partido desastroso del conjunto blanquiazul en la ida de Riazor (0-3) que deja sentenciada la eliminatoria. A destacar el partido de vuelta de esta eliminatoria (0-1), donde a raíz de las bajas y del resultado de ida, participaron 8 jugadores salidos de la cantera: Manu, Laure, Piscu, Seoane, Juan Domínguez, Iván Pérez, David Rochela y Dani. Hasta 11 canteranos participaron con la plantilla de Miguel Ángel Lotina esta temporada en alguna de las dos competiciones –Liga y Copa-. En el aspecto económico, la junta directiva del club presenta en diciembre de 2009 una deuda de 122 millones de euros, un tercio menos que el máximo histórico de la entidad en 2002 (180). Esta temporada supuso el fin de una racha histórica: el Real Madrid, después de 17 temporadas consecutivas, volvía a vencer en Riazor en el campeonato de Liga. Estos fueron los resultados:
| Temporada | Categoría        | Fecha      | Local     | Resultado | Visitante   | Goles (local)                                          | Goles (visitante)         |
| --------- | ---------------- | ---------- | --------- | --------- | ----------- | ------------------------------------------------------ | ------------------------- |
| 1992–93   | Primera División | 3/10/1992  | Deportivo | 3 – 2     | Real Madrid | Bebeto 35' 65' Rocha 80' (p.p.)                        | Hierro 21' Zamorano 25'   |
| 1993–94   | Primera División | 18/09/1993 | Deportivo | 4 – 0     | Real Madrid | Claudio 32' 57' Manjarín 83' Fran 89'                  | –                         |
| 1994–95   | Primera División | 14/01/1995 | Deportivo | 0 – 0     | Real Madrid | -                                                      | -                         |
| 1995–96   | Primera División | 21/12/1995 | Deportivo | 3 – 0     | Real Madrid | Bebeto 13' 41' 43'                                     | -                         |
| 1996–97   | Primera División | 31/08/1996 | Deportivo | 1 – 1     | Real Madrid | Martins 22'                                            | Roberto Carlos 78'        |
| 1997–98   | Primera División | 8/02/1998  | Deportivo | 2 – 2     | Real Madrid | Fran 10' Djalminha 21'                                 | Víctor 19' Morientes 78'  |
| 1998–99   | Primera División | 24/01/1999 | Deportivo | 4 – 0     | Real Madrid | Fran 10' Turu Flores 21' 70' Pauleta 36'               | -                         |
| 1999–00   | Primera División | 6/02/2000  | Deportivo | 5 – 2     | Real Madrid | Makaay 6' Djalminha 17' Víctor 48' Turu Flores 74' 84' | Morientes 36' Hierro 88'  |
| 2000–01   | Primera División | 24/02/2001 | Deportivo | 2 – 2     | Real Madrid | Djalminha 47' Diego Tristán 85'                        | Hélder 6' (p.p.) Figo 44' |
| 2001–02   | Primera División | 10/05/2002 | Deportivo | 3 – 0     | Real Madrid | Makaay 45' Fran 73' Pandiani 89'                       | -                         |
| 2002–03   | Primera División | 2/11/2002  | Deportivo | 0 – 0     | Real Madrid | -                                                      | -                         |
| 2003–04   | Primera División | 1/05/2004  | Deportivo | 2 – 0     | Real Madrid | Diego Tristán 28' Capdevila 68'                        | -                         |
| 2004–05   | Primera División | 26/02/2005 | Deportivo | 2 – 0     | Real Madrid | Luque 7' Pavón 68' (p.p.)                              | -                         |
| 2005–06   | Primera División | 26/10/2005 | Deportivo | 3 – 1     | Real Madrid | de Guzmán 34' Juanma 45' 83'                           | Raúl 86'                  |
| 2006–07   | Primera División | 7/01/2007  | Deportivo | 2 – 0     | Real Madrid | Capdevila 9' Cristian 55'                              | -                         |
| 2007–08   | Primera División | 15/03/2008 | Deportivo | 1 – 0     | Real Madrid | Pepe 56' (p.p.)                                        | -                         |
| 2008–09   | Primera División | 31/08/2008 | Deportivo | 2 – 1     | Real Madrid | Mista 26' Lopo 51'                                     | van Nistelrooy 47'        |

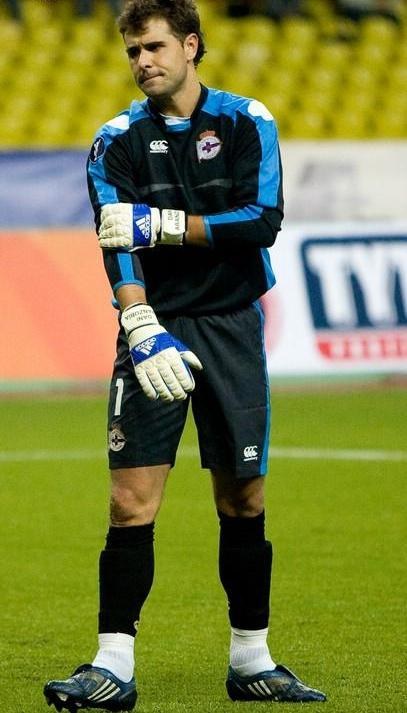
Daniel Aranzubía, portero deportivista entre 2008 y 2013.

Muchos cambios en la plantilla para afrontar la temporada 2010/11. De nuevo Filipe Luis vuelve a ser el protagonista de la pretemporada, aunque esta vez con final feliz: se cierra su traspaso al Atlético de Madrid en una operación muy compleja, según las propias palabras del presidente Lendoiro. También deja el club Sergio, después de 10 temporadas en el equipo, Brayan Angulo y Mista. Entre las incorporaciones, destacan las de Desmarets, Urreta y Saúl, entre otros. La temporada se inicia de la peor manera posible al no vencer en las 6 primeras jornadas, firmando así el peor inicio en la historia del club en Primera División, colocándose el equipo colista (puesto que no ocupaba desde la temporada 1972/73) después de caer por 6-1 en el Santiago Bernabéu, siendo esta la mayor goleada sufrida en ese estadio y la más abultada en Primera desde 1964. El equipo acumulaba una victoria en los últimos 19 partidos ligueros (solo 5 en todo el año 2010) y 16 salidas consecutivas sin vencer. Ante este panorama y con Lotina cuestionado (más desde la prensa y los aficionados que desde el propio club), la situación difícilmente podría ir a peor, pero lo hizo. En los dos siguientes partidos el equipo empata a cero goles con Osasuna y pierde en San Sebastián ante la Real Sociedad por 3-0. Ahora sí el puesto de Lotina dependía del partido ante el Español y una vez más, igual que hizo en su primera temporada en el club, el técnico vasco cambia el 4-2-3-1 por el 5-3-2 con acierto, pues la tendencia del equipo cambia radicalmente: elimina en Copa del Rey a Osasuna (1-1 en Pamplona y 2-1 en La Coruña) y en Liga vence a RCD Español (3-0), Levante (1-2) y Málaga (3-0) y empata ante el Mallorca (1-1). Después de una serie de partidos combinando victorias y derrotas que deja al equipo con 21 puntos, a 8 del descenso, el equipo se relaja en exceso y sumará 1 punto en los siguientes 5 partidos, para rozar de nuevo los puestos de descenso. De nuevo Lotina vuelve a estar discutido, olvida la defensa de cinco para volver a la de cuatro y logra una victoria en Riazor ante el Villarreal y un empate milagroso en Almería en el minuto 94 con un gol del portero Aranzubía rematando de cabeza en un córner. Dos empates muy sufridos ante Real Madrid en Riazor y Osasuna y una victoria ante la Real Sociedad dejan al Deportivo, después de 5 jornadas sin perder, decimotercero en la clasificación a 5 puntos del descenso en la jornada 27. Con 11 jornadas por delante eran necesarios 11 puntos para sumar 42 y certificar la permanencia en primera una temporada más. Pero una vez más el equipo se complica la vida, perdiendo en casa del Español por 2 a 0 y en Riazor ante el Levante, en una justísima pero dolorosa derrota, pues el gol levantino llegó en el minuto 90. De nuevo el descenso estaba a 2 puntos y ante el Mallorca, en Riazor, solo valía ganar. La afición respondió antes del partido con una concentración de 500 seguidores a la llegada de los jugadores al campo y respondieron los 25.000 seguidores que asistieron al campo durante el partido, el cual empezó de la peor manera posible: el Depor se iba al descanso perdiendo por 0 a 1 sin tirar a puerta. Pero en la segunda mitad con la entrada de Valerón el partido cambió radicalmente y el Mallorca no solo no volvió a pasar del medio campo, si no que únicamente la suerte evitó que se fueran de Riazor con una manita en su contra. Solo se metieron 2 goles (Lassad y Xisco), ambos con participación directa de Valerón, pero suficientes para ganar el partido. El descenso, de nuevo a 5 puntos, distancia que se mantendrá 2 jornadas después al empatar en campo del Málaga a cero goles pese a jugar más de medio partido con 10 y al ganar al Racing de Santander en Riazor por 2 goles a cero (obra de Xisco y Lassad) en uno de los mejores ambientes vividos en el estadio en los últimos años. Tras una nueva derrota a domicilio esta vez ante el Hercules (1-0), antepenúltimo clasificado, se batía otro récord negativo: en 18 de los 33 partidos celebrados hasta ese momento el equipo quedaba sin anotar un solo gol, superando los 17 de la primera campaña desde el último ascenso a Primera División. De nuevo en Riazor, en un campo abarrotado, el Depor cae ante el Atlético de Madrid por 0-1 en un partido muy igualado decantado a partir de la rigurosa expulsión de Albert Lopo por doble amarilla en el 59'. Las victorias de la Real Sociedad ante el Barça y del Real Zaragoza en el Bernabéu, sumadas a las victorias de Málaga, Racing de Santander y Osasuna, dejaban al Deportivo 17º clasificado a un punto y un puesto del descenso. Solo quedaban 4 finales, la primera de ellas en Gijón, a donde se desplazaron más de 3.000 deportivistas que verían como un atraco arbitral de Estrada Fernández privó al Deportivo de una victoria merecida. El 2-2 definitivo dejaba al equipo en descenso con 3 jornadas por disputar, por primera vez desde la temporada 72/73. Solo dos días después, 24 horas antes del partido ante el Athletic Club en Riazor, el equipo se prepara a puerta cerrada en el mismo escenario del partido pero ante la avalancha de seguidores que esperaban a las afueras del campo, el club se vio en la obligación de abrir las puertas.
Tanto la afición como el equipo responden a la hora de la verdad, los primeros llenando de nuevo el estadio pese a jugarse el partido un martes laborable a las 20 horas y los segundos logrando una victoria muy sufrida, ya que un gol de Toquero a los 2' adelantaba al conjunto vasco. Adrián y un gol de Castillo en propia puerta dan la victoria a un Deportivo guiado de nuevo por un Juan Carlos Valerón magistral. Un empate a cero en el Camp Nou ante los suplentes del Barça, campeones unos días antes, dejaban todo por decidir en la última jornada y como en 1994, con el Valencia como protagonista. Y a diferencia del día del famoso penalti de Djukic en esta ocasión el conjunto levantino, en caso de estar primado por otros equipos, lo disimuló a la perfección sobre el terreno de juego. Fue el Deportivo, un equipo que acabó la temporada sin marcar en 20 partidos de 38 y con únicamente 31 goles a favor, incapaz de anotar el gol que le daría la permanencia pese a disponer de al menos 10 ocasiones claras de gol. El Valencia, casi sin quererlo, vencía por 0 goles a 2 en un Riazor de nuevo abarrotado, que dio una lección al finalizar el partido. Veinte años después el Real Club Deportivo de La Coruña volvía a Segunda División, siendo esta la primera vez en la historia de la competición que un equipo descendía con 43 puntos. La mejor etapa en la historia del club había llegado a su fin. En el plano económico, la deuda seguía recuciéndose y a 30 de marzo de 2010, la deuda bruta del Real Club Deportivo es de 87 millones de euros y la deuda neta se queda en 58.5 millones de euros.

### Convulso final a una era de éxitos
| Temporada | Categoría    | puesto | Copa |
| --------- | ------------ | ------ | ---- |
| 2011/12   | 2.ª División | 1º     | 1/16 |
| 2012/13   | 1.ª División | 19º    | 1/32 |
| 2013/14   | 2.ª División | 2º     | 2.ªR |

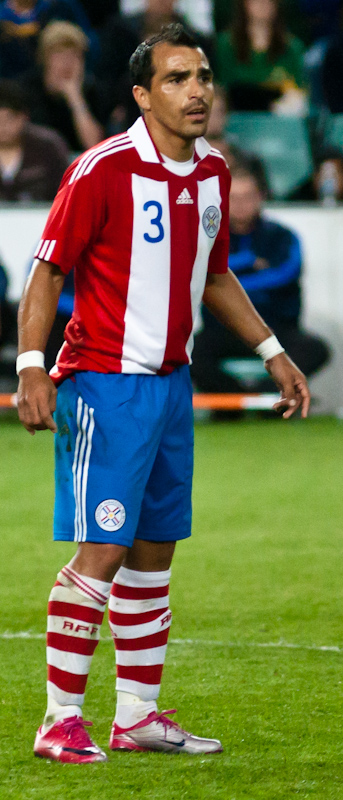
El paraguayo Claudio Morel formó parte de la plantilla de la temporada 2011/12, en la que se batió el récord de puntos en Segunda División (91).

La temporada 2011/12 supone el regreso del Deportivo de la Coruña a Segunda División 20 años después. Con el único objetivo de volver a la máxima categoría llega para dirigir al equipo José Luis Oltra, técnico experimentado en la categoría y con una apuesta clara por el buen fútbol, que verá reforzado el equipo con las incorporaciones de Borja Fernández, Germán Lux, Ayoze, Jesús Vázquez, Bruno Gama y Diogo Salomão. También se producen numerosas bajas, destacando las de Albert Lopo, Juan Rodríguez o Adrián. A pesar del descenso de categoría, la fiebre blanquiazul que surgió en los 2 últimos meses de la temporada anterior continuó en Segunda, como se demostró en la vuelta de los jugadores a los entrenamientos tras las vacaciones con más de 1.500 personas en la Ciudad Deportiva de Abegondo y como reflejaron los números: más de 24.000 abonados apoyarían al club cada 15 días en el estadio de Riazor. Cabe destacar también que el club contaba con más socios que la temporada anterior en Primera unos 15 días antes del primer partido liguero en casa. La masa social seguirá aumentando durante toda la temporada hasta llegar a superar los 25.500 socios.
Se inicia la temporada de manera irregular (5 victorias, 1 empate y 4 derrotas en las 10 primeras jornadas), con un fútbol decepcionante en especial fuera de casa, donde se sufrieron dolorosas derrotas ante el Alcorcón (4-0), el Alcoyano (2-0) y el por entonces colista Cartagena (2-1). Después de una victoria en casa ante el Girona y un empate en Murcia, llega el partido más deseado por todos los deportivistas: el derbi. El Deportivo mejora considerablemente su imagen de anteriores jornadas y vence al Celta de Vigo por 2 goles a 1 en un Riazor hasta los topes. Esta victoria supone un punto de inflexión en la trayectoria del Deportivo en la categoría de plata, puesto que el equipo, que estaba ofreciendo muchas dudas, consigue derrotar a uno de los rivales directos por el ascenso en un gran partido. A continuación llegan Elche, Valladolid y Almería, tan candidatos o más que el Celta por el ascenso y aunque solo se logran 4 puntos en estas 3 jornadas, es evidente que las sensaciones en el juego y en la adaptación a la categoría son mucho mejores.
Así, el 10/12/2011, con el Deportivo en sexto lugar a 3 puntos del ascenso directo y a 5 del líder, se inicia una racha histórica en el club con 9 victorias consecutivas, que dejarán al Deportivo líder de la Segunda División a 5 puntos del segundo clasificado y a 6 del tercer puesto, fuera ya del ascenso directo. Los resultados fueron los siguientes:
| Fecha      | Jornada | Rival                | Estadio         | Resultado |
| ---------- | ------- | -------------------- | --------------- | --------- |
| 10/12/2011 | 17.ª    | Numancia             | Riazor          | 3-1       |
| 18/12/2011 | 18.ª    | Las Palmas           | Gran Canaria    | 0-1       |
| 7/01/2012  | 19.ª    | Xerez                | Riazor          | 2-1       |
| 15/01/2012 | 20.ª    | Huesca               | El Alcoraz      | 0-2       |
| 21/01/2012 | 21.ª    | Villarreal B         | Riazor          | 1-0       |
| 29/01/2012 | 22.ª    | Cartagena            | Riazor          | 2-1       |
| 4/02/2012  | 23.ª    | Recreativo de Huelva | Nuevo Colombino | 0-1       |
| 12/02/2012 | 24.ª    | Hércules             | José Rico Pérez | 1-4       |
| 18/02/2012 | 25.ª    | Barcelona B          | Riazor          | 2-1       |

La racha terminó en Sabadell (1-0). El equipo volvió a la senda de la victoria, a la semana siguiente, en un partido más complicado de lo esperado: se vence al Alcorcón por 2 goles a 1 en Riazor, lo que sumado a las derrotas de Almería y Valladolid dejaba la diferencia con el tercer clasificado a 9 puntos. El Deportivo lideraba con 57, el Celta de Vigo era segundo con 55 y los puestos de playoff se los repartían el Real Valladolid Club de Fútbol, la Unión Deportiva Almería, el Hércules Club de Fútbol con 48 puntos y el Elche Club de Fútbol con 46. El sueño ascenso estaba un poco más cerca.
Tocaba ahora visitar Guadalajara, y la afición deportivista, que promediaba más de 25.000 asistentes de media durante la temporada, seguía sorprendiendo. Así, unos días antes del partido, se podía leer lo siguiente en la web del conjunto castellano-manchego:

El encuentro está levantando una expectación nunca antes vista en Guadalajara. Peñas y aficionados del Deportivo de la Coruña repartidos por toda la geografía nacional e incluso internacional están demandando entradas a un ritmo incesante. A día de hoy ya se han superado las 1.300 entradas vendidas, y está previsto que se produzca la mejor entrada de la historia del club en partido liguero. Para dar cobertura a toda esta masa social, se va a instalar un graderío con más de 1.800 localidades en el fondo sur, ahora desierto, que ocuparán los aficionados coruñeses.

Respondió el equipo y respondió la afición: se logra una nueva victoria (1-2) con 2.000 deportivistas en las gradas. De vuelta a Galicia, nueva victoria ante un flojo Alcoyano (3-0) para seguir con la racha en el fortín de Riazor: 40 puntos de 45 posibles. Clave en estos números, la afición, que por esas fechas se confirmaba como la décima más numerosa de España en número de socios pese a estar en Segunda División y que días más tarde recibiría el premio a la mejor afición de España de esta temporada.
Seis puntos de los 9 siguientes fue el botín cosechado antes de viajar a Vigo a disputar un nuevo derbi en el que una victoria supondría un paso casi definitivo de cara al ascenso. Balaídos, que promediaba un tercio de entrada a esas alturas de la competición, se llenó para ver a su equipo perder contra el eterno rival, en el último minuto de la prolongación y con un gol anotado por Borja, jugador gallego que unos años atrás había declarado su simpatía hacia el equipo celeste. El colchón era ya de 10 puntos con tan solo 27 por disputarse.
Se mantendría la distancia hasta la jornada 37. Un gol del jugador vallisoletano Manucho en Riazor, en el minuto 94, dejaba el colchón en 7 puntos. Una distancia importante, pero se empezaba a notar que el equipo, con muy pocas rotaciones durante toda la temporada, estaba llegando muy justo a este final de temporada. En cualquier otra temporada, con 76 puntos en la jornada 37, el ascenso estaría al alcance de la mano con un par más de victorias, como mucho. Pero en esta ocasión, con un Celta y un Valladolid fortísimos en esta recta final, esa puntuación no iba a ser suficiente. El Deportivo, que había sido el primer club en descender de la Primera División con 43 puntos, tendría que tirar de puntuación récord para lograr el ascenso más exigente en la historia de la Segunda División.
A pesar de sumar 6 puntos en los 3 siguientes partidos, la distancia se reducía únicamente a 4 puntos. El ascenso, casi cerrado unas jornadas atrás, empezaba a peligrar. El equipo daba síntomas de una fatiga física y una falta de fútbol cuanto menos preocupante. Los perseguidores, no fallaban. En esta tesitura llega el partido ante el Nastic de Tarragona en tierras catalanas, un equipo ya descendido a Segunda División B y que solo contaba con 3 victorias en su estadio, siendo de largo el peor conjunto como local de la categoría. En ningún momento dio la impresión de estar jugando ante el colista, que extramotivado (como cada temporada, las primas a terceros hacían acto de presencia en las últimas jornadas) y ante un muy flojo Depor se adelantó en la primera mitad. Bruno Gama empató en el primer acercamiento con cierto peligro al área rival y ya en la segunda mitad, con el equipo blanquiazul volcado sobre la portería rival, Xisco, el canterano, que unos años atrás había sido vendido al Newcastle por 6 millones de euros y que apenas había contado con minutos en su segunda temporada consecutiva en el club como cedido, anotaba el gol del triunfo en la última jugada del partido. Algunos jugadores del Nástic se tiraban desolados sobre el césped, pues habían dejado escapar una importante cantidad de euros. Ahora sí, de poder sentir a los rivales a solo 2 puntos de distancia de no anotar Xisco ese gol se pasaba a tener en casa y ante un Huesca que ya nada se jugaba una opción inmejorable para cerrar de una vez por todas un ascenso tan sufrido en la recta final de la temporada.
Y de nuevo con sufrimiento (el Huesca se adelantaría en el marcador y perdonaría el segundo en un par de ocasiones) y de nuevo con gol de Xisco para dar la vuelta al marcador (Riki empataba en la primera mitad), se lograba el ascenso solo un año después.
| Formación habitual la temporada del ascenso: - Aranzubía - Laure - Zé Castro - Colotto - Morel - Bruno Gama - Álex Bergantiños - Juan Domínguez - Andrés Guardado - Valerón - Riki / Lassad - Ent: Jose Luis Oltra |  | Aranzubía Laure Zé Castro Colotto Morel Bruno Gama Bergantiños J.Domínguez Guardado Valerón Lassad |
| Aranzubía Laure Zé Castro Colotto Morel Bruno Gama Bergantiños J.Domínguez Guardado Valerón Lassad |  | |

El Real Club Deportivo volvía a la máxima categoría del fútbol español 365 días después (algo que solo habían logrado 5 de los últimos 30 equipos descendidos de Primera División), batiendo numerosos récords:
- Récord de puntos histórico en Segunda División: 91
- Récord de victorias en una temporada en Segunda División: 29 (de 42)
- Récord personal de victorias seguidas: 9 (desde jornada 17 hasta jornada 25)
- Récord de partidos invicto como local: 20 (de 21)

El 8 de noviembre de 2012 el deportivismo se despertaba con la noticia de que la Hacienda Pública Española embargaba todos los ingresos del club, debido a las deudas contraídas con esta entidad ante la imposibilidad de pagar los plazos acordados durante la temporada 11/12 en la Segunda División. Ante estas informaciones el presidente del club, Augusto César Lendoiro, confirmaba ese mismo día que el club había solicitado voluntariamente el preconcurso de acreedores y que dispondría de 4 meses por delante para negociar con los acreedores un pacto de refinanciación que evitaría el proceso concursal. Las negociaciones se sucedieron durante semanas pero no llegaron a buen puerto por lo que el proceso concursal era prácticamente inevitable. El club confirmó la petición de concurso voluntario de acreedores el día 10 de enero y el 14 se entra oficialmente en concurso de acreedores. El administrador concursal del Deportivo, en su informe, elevaba la deuda del club hasta los 156 millones de euros, 63 millones más de los reconocidos por el presidente Lendoiro, el cual discrepaba de manera rotunda con el mencionado informe concursal. En palabras de Javier Tebas, presidente de la Liga Nacional de Fútbol Profesional: "El Deportivo está en la UVI, pero creo que vamos a salvarlo".

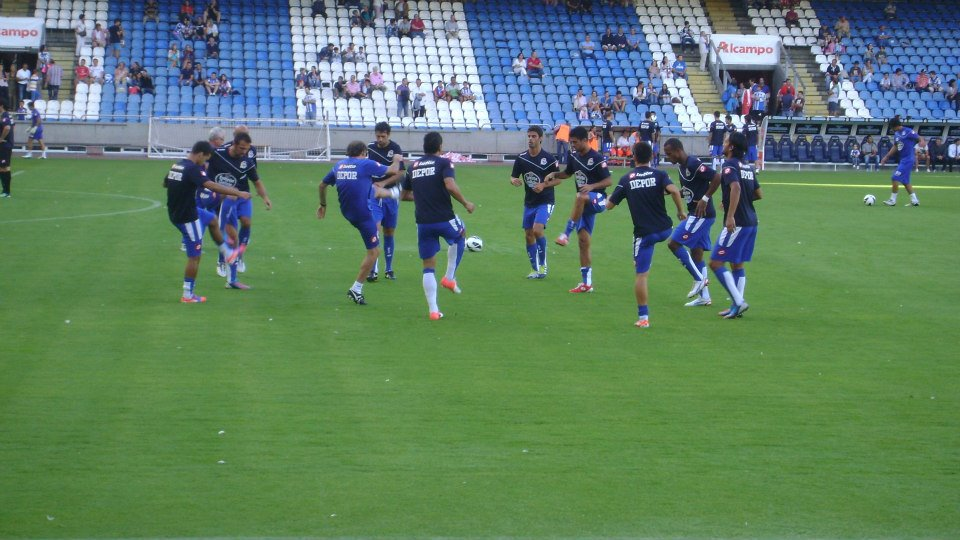
Nuevas incorporaciones, como Carlos Marchena o Abel Aguilar ejercitándose antes de disputar el Teresa Herrera.

La entrada en concurso de acreedores prácticamente coincidía en el tiempo con la destitución de Jose Luis Oltra. Los 12 puntos en 17 jornadas (una victoria en los últimos 16 partidos ligueros y 39 goles en contra) y el ser colista en la clasificación de la Primera División fueron la sentencia del entrenador, sustituido en su puesto por Domingos Paciência, entrenador que llegaba de la mano del representante más poderosos del mundo en estas fechas y amigo personal del presidente Lendoiro, Jorge Mendes. Representados de Mendes como Nélson Oliveira, André Santos o Pizzi, entre otros, llegaron al club en el mercado veraniego pero a punto de terminar el año todavía no habían ofrecido su mejor versión. Pero el técnico portugués dimitiría después de perder por 0 a 3 ante el Granada en Riazor. La afición, disgustada, gritó menos portugueses y más coruñeses como una crítica evidente a las alineaciones del técnico portugués y a la planificación deportiva del presidente Lendoiro, limitada prácticamente en su totalidad a su relación con Mendes. Domingos Paciência se marcha tras lograr 4 puntos de 18 y en su lugar llegaría Fernando Vázquez. En la jornada 27 el Deportivo era colista a 9 puntos de la salvación. Parecía que solo un milagro salvaría a los blanquiazules del descenso, pero una racha de cuatro victorias consecutivas (iniciada tras vencer 3-1 en el derbi al Celta) deja al Dépor fuera del descenso 18 jornadas después, en la jornada 31.
El ¡Sí se puede! se convertiría el grito de moda de una afición que, pese a no cesar en su apoyo al equipo durante toda la liga, no creía que una racha victoriosa como esta pudiera suceder. Con un motivadísimo Fernando Vázquez (deportivista confeso) en la dirección, la salvación yo no parecía una quimera.

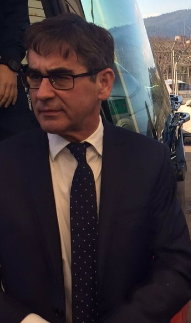
Fernando Vázquez no consiguió la permanencia en la temporada 2012-13 pero sí el ascenso en la 2013-14.

Tres empates consecutivos, ante Athletic Club y Atlético de Madrid en casa (este último con una pésima actuación arbitral) y ante el Betis en Sevilla elevaba a 7 los partidos consecutivos sin perder. A pesar de ello, el Depor volvía a puestos de descenso y seguiría ahí una jornada más, tras romper esta racha como invicto en Pucela, donde se cae por un tanto a cero. Una victoria ante el Español en Riazor en el mismo escenario, el mismo día, ante el mismo rival y por el mismo resultado con el que se ganaría la Liga allá por el año 2000, sacaba al Depor de nuevo de los puestos de descenso tras la inesperada derrota del Zaragoza en La Romareda ante el Atl. Bilbao en el minuto 92. Solo dos partidos por delante: ante un Málaga, sexto clasificado, pero con una sanción por parte de UEFA que le impediría competir en Europa la próxima temporada y en Riazor, ante la Real Sociedad, que peleaba con el Valencia por el último puesto de clasificación para la Liga de Campeones. Lamentablemente si pierden los dos partidos (3-1 y 0-1) y solo una temporada después, se vuelve a la Segunda División. La misma noche del descenso, Juan Carlos Valerón anuncia que deja el club después de 13 años de fútbol de altísima calidad.

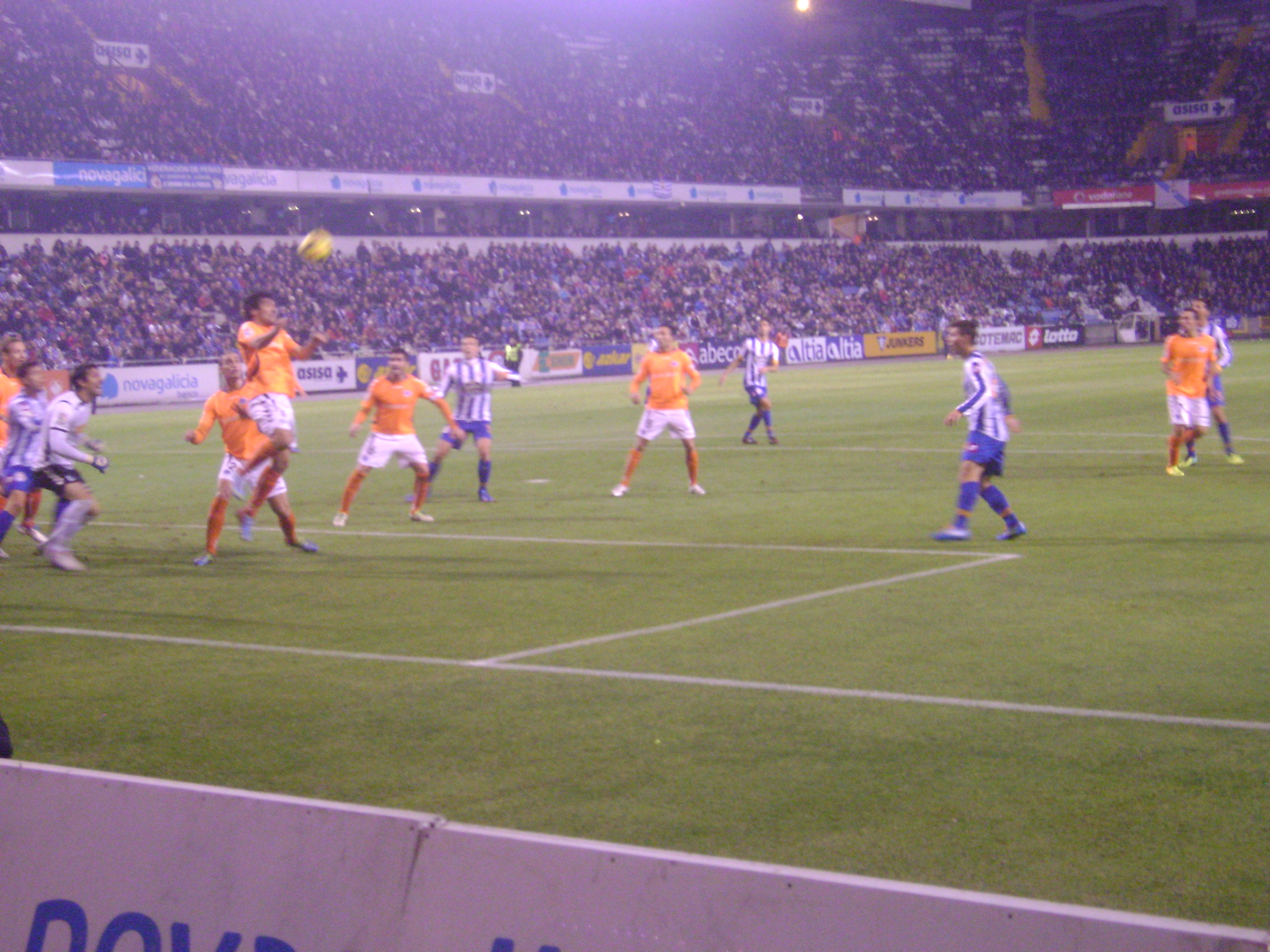
Partido disputado entre el Deportivo de La Coruña y el Deportivo Alavés durante la temporada 2013/2014, que acabaría en ascenso.

Sin dinero, con una elevada deuda y con solo 10 jugadores de la primera plantilla con contrato en vigor empieza la planificación de la temporada 2013/2014, que se centrará en la apuesta definitiva por la cantera de la mano de Fernando Vázquez, el hombre que a punto estuvo de obrar un milagro y un entrenador al que no le temblará el pulso a la hora de apostar por gente de la casa, ya que la situación económica impide la contratación de jugadores externos relevantes, empezando por Pablo Ínsua. Lo que sin duda no iba a faltar, el apoyo de la afición: sólo una semana después del descenso el club contaba con 10.000 socios. Pero antes del inicio de la temporada, se vivieron horas dramáticos, ya que el club arregló con los jugadores la retirada de sus denuncias por el impago de sus emolumentos apenas una hora antes del cierre del plazo, algo que de no haberse producido habría supuesto el descenso administrativo del club a Segunda División B y la más que probable liquidación. El match ball se salvó y el club se aseguró su permanencia en la división de plata.
Y a pesar de vivir un verano tan traumático y de contar con apenas 18 fichas profesionales, el Deportivo era el líder de la Segunda División una vez disputado el primer tercio de la competición, siendo el equipo menos goleado y el mejor visitante de la categoría. Las caras nuevas como Culio, Luisinho o Wilk ofrecían un rendimiento espectacular y las grandes actuaciones de canteranos como Ínsua o Luis Fernández situaban al Deportivo en una posición inesperada para todo el deportivismo unos meses atrás.

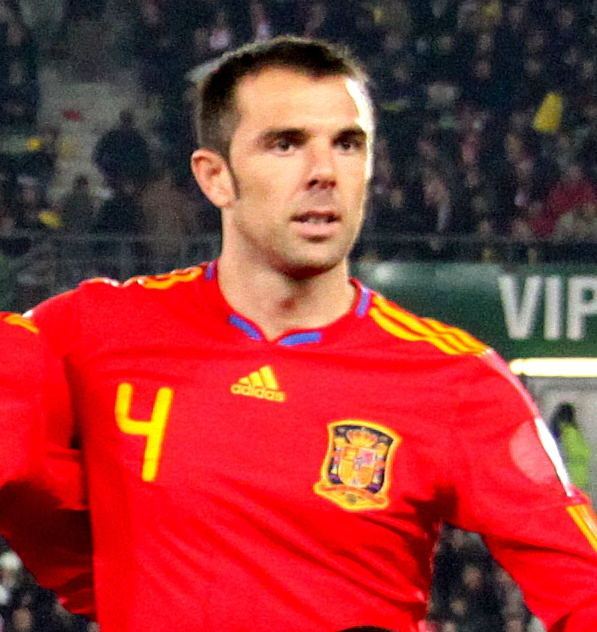
Carlos Marchena anotó el gol que le dio el ascenso al Deportivo en la temporada 2013-14.

En el mes de diciembre de 2013, con el club en un proceso electoral, se produce una noticia histórica: Augusto César Lendoiro anuncia que no se presentará a las elecciones de enero de 2014, dejando así la presidencia del club después de 25 años, los más gloriosos de la centenaria entidad deportiva, y dejando también al club con una de las mayores deudas del futbol español. En sus propias palabras: "Parece, y parece claro, que se quiere un cambio."
Tras la renuncia de Lendoiro, la presidencia la ocupa Constantino Fernández Pico (La Coruña, 1966). "Tino" Fernandez recibió el apoyo del 72,09% del capital social representado en la Junta de Accionistas celebrada el 21 de enero de 2014.

## Etapa actual
Tino Fernández llegó a la presidencia del club designandose dos objetivos muy claros a corto plazo: firmar el acuerdo con Hacienda para el pago de la deuda y lograr el ascenso a la Primera División de España 2014/15. El primero, se logró en el mes de abril de 2014. Fernández describió este acuerdo como "bueno pero duro". El segundo, apenas un mes después tras vencer al Jaén en Riazor con un gol de Carlos Marchena.
En verano, y a solo una semana del inicio de la pretemporada, la nueva directiva encabezada por Tino Fernández decidió destituir a Fernando Vázquez pese a lograr el ascenso unas semanas atrás, con motivo de unas polémicas declaraciones del entrenador. El consejo de administración declaró que "la falta de confianza hacia el entrenador ha provocado la toma de esta decisión en un momento en el que, sin haber comenzado todavía la pretemporada, es todavía posible reconducir la situación creada".
Estas fueron las polémicas declaraciones de Fernando Vázquez:

"La opción uno podía ser la bomba, pero vamos siempre a la opción cinco, seis o siete. Nunca conseguimos de verdad lo que nos proponemos y eso es un problema. Está claro que este año tenemos una cantidad de dinero decente para gastar; no es como el año pasado, que teníamos que ir por las puertas pidiendo"

Tras su destitución afirmó:

"Estoy asombrado, es como si robas un chorizo y te meten 50 años de cárcel".El cese no se entiende y sospecho que puede haber otro tipo de circunstancias.(...)Es la verdad, porque solo te pueden traicionar aquellos que crees tus amigos, los que no lo son te fallan, pero los amigos te traicionan. Cuando me lo han dicho he sentido una sensación de que algo se me estaba clavando.¿En qué falle yo?.Que me digan en qué falló Fernando Vázquez como profesional. ¿Qué he hecho mal, ser barato? Me están robando algo que gané deportivamente. Me echan por unas palabras mal interpretadas. Pensaba que me iban a escuchar, pero el consejo de administración tenía la decisión tomada"

Vázquez fue destituido por unas declaraciones en las que comentó la dificultad del Deportivo para realizar fichajes, explicó que su intención «simplemente» era «explicar coloquialmente cómo funciona» el mercado de fichajes para la mayoría de clubes.
Vázquez fue sustituido por un veterano de la Primera División como era Víctor Fernández.

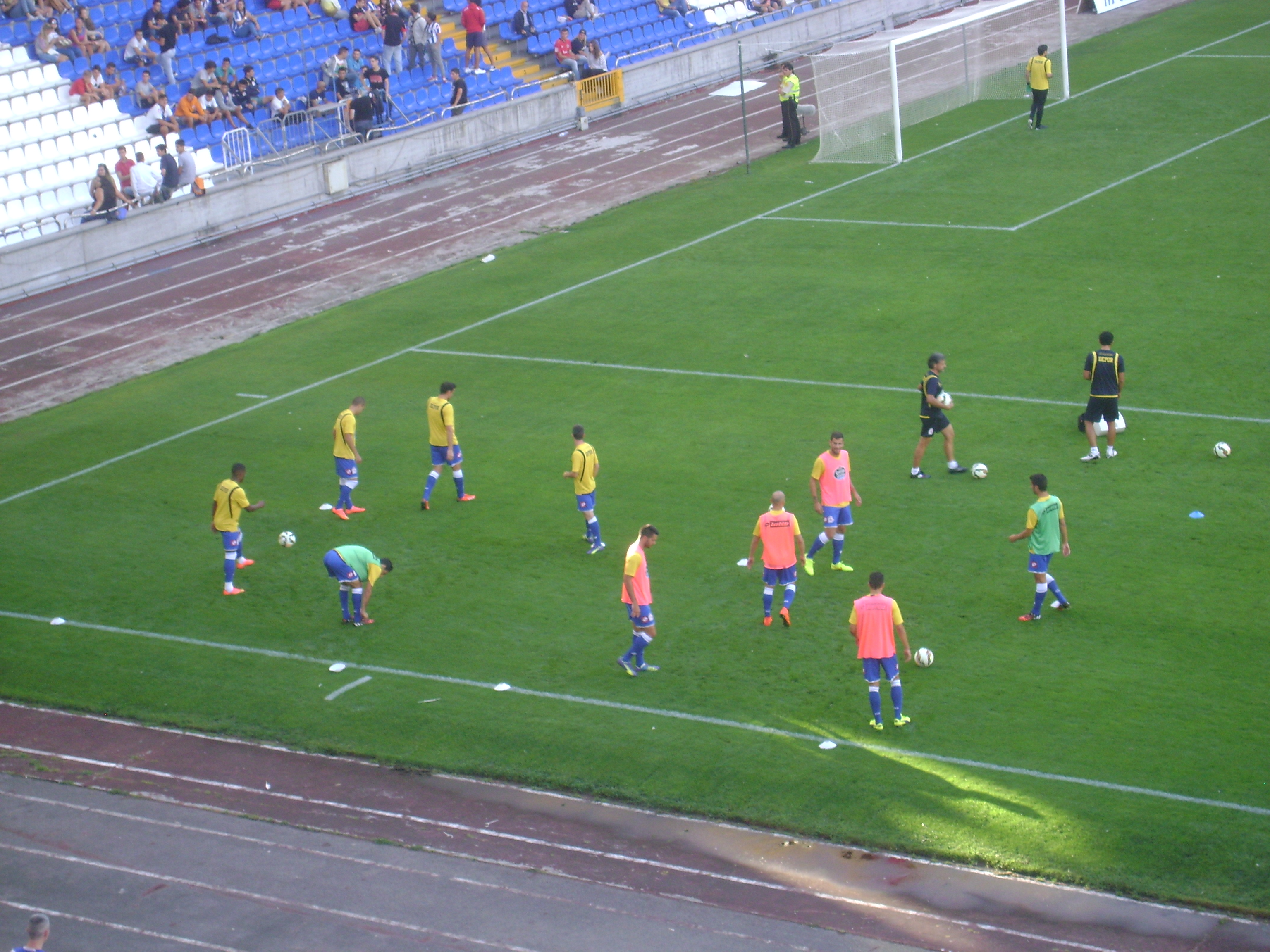
Nuevas incorporaciones en la temporada 14/15 como Canella, José Rodríguez, Ivan Cavaleiro o Luis Fariña.

Dado que las sensaciones no fueron positivas en ningún momento durante la temporada, pese a estar solamente en puestos de descenso durante cuatro jornadas, el entrenador fue cesado en la jornada 30, después de empatar en Riazor ante el Córdoba, sumando así el octavo partido consecutivo sin ganar. El nuevo entrenador fue un histórico exjugador de la etapa más gloriosa del Deportivo: Víctor Sánchez del Amo. Aunque sus resultados no resultaron del todo convicentes (1 victoria, 5 empates y 2 derrotas), con Sánchez del Amo se consiguió el objetivo de la permanencia. El Depor, el primer equipo en descender con 43 puntos, fue también el primero en mantenerse con tan solo 35. Fue decisivo el gol de Diogo Salomão en el Camp Nou, tras conseguir empatar un 2-0 adverso, que fue descrito como "un gol que valía una permanencia".